# Les Aventures de Tom Sawyer
Vous lisez un « article de qualité » labellisé en 2018.
Pour les articles homonymes, voir Les Aventures de Tom Sawyer (homonymie).
Les Aventures de Tom Sawyer (titre original : The Adventures of Tom Sawyer) est le premier roman que Mark Twain écrit seul. Il est publié en 1876, d'abord en Angleterre en juin, puis aux États-Unis en décembre.
Mark Twain y conte les aventures d'un garçon du sud des États-Unis, Tom Sawyer, vers 1844, avant la guerre de Sécession, dans la ville fictive de Saint-Petersburg au Missouri, sur la rive droite du Mississippi. En partie autobiographique, l'histoire s'inspire, du moins dans ses premiers chapitres, de l'enfance de l'auteur, passée à Hannibal au Missouri et recréée par la fiction autour du jeune protagoniste dont la personnalité domine le roman.
Ses frasques constituent l'essentiel de l'action et sa gouaille triomphante confère au roman une unité que l’ordre strictement chronologique du récit ne garantissait pas.
Twain parle d'une épopée de l'enfance ou d'un « hymne en prose ». De fait, le narrateur témoigne d'une grande indulgence envers son héros et utilise ses pitreries, ses escapades et ses prouesses pour mettre en évidence les travers comme les qualités des gens qui l'entourent. En revanche, sa satire devient sans concession lorsqu'il dénonce la morale publique, le pouvoir judiciaire, l'éducation, la religion, la médecine ou l'économie.
Les Aventures de Tom Sawyer est le plus célèbre des romans de Twain, et aussi son plus grand succès de librairie, de son vivant jusqu'au XXIe siècle. Considéré comme un classique de la littérature de jeunesse, l'auteur le qualifie de « roman pour enfants pour adultes ». D'emblée catalogué comme humoristique, genre alors jugé mineur, ses innovations littéraires restent longtemps négligées et c'est seulement plusieurs décennies après la mort de l'auteur qu'il est reconnu comme l'une des œuvres fondatrices de la littérature américaine.

## Genèse

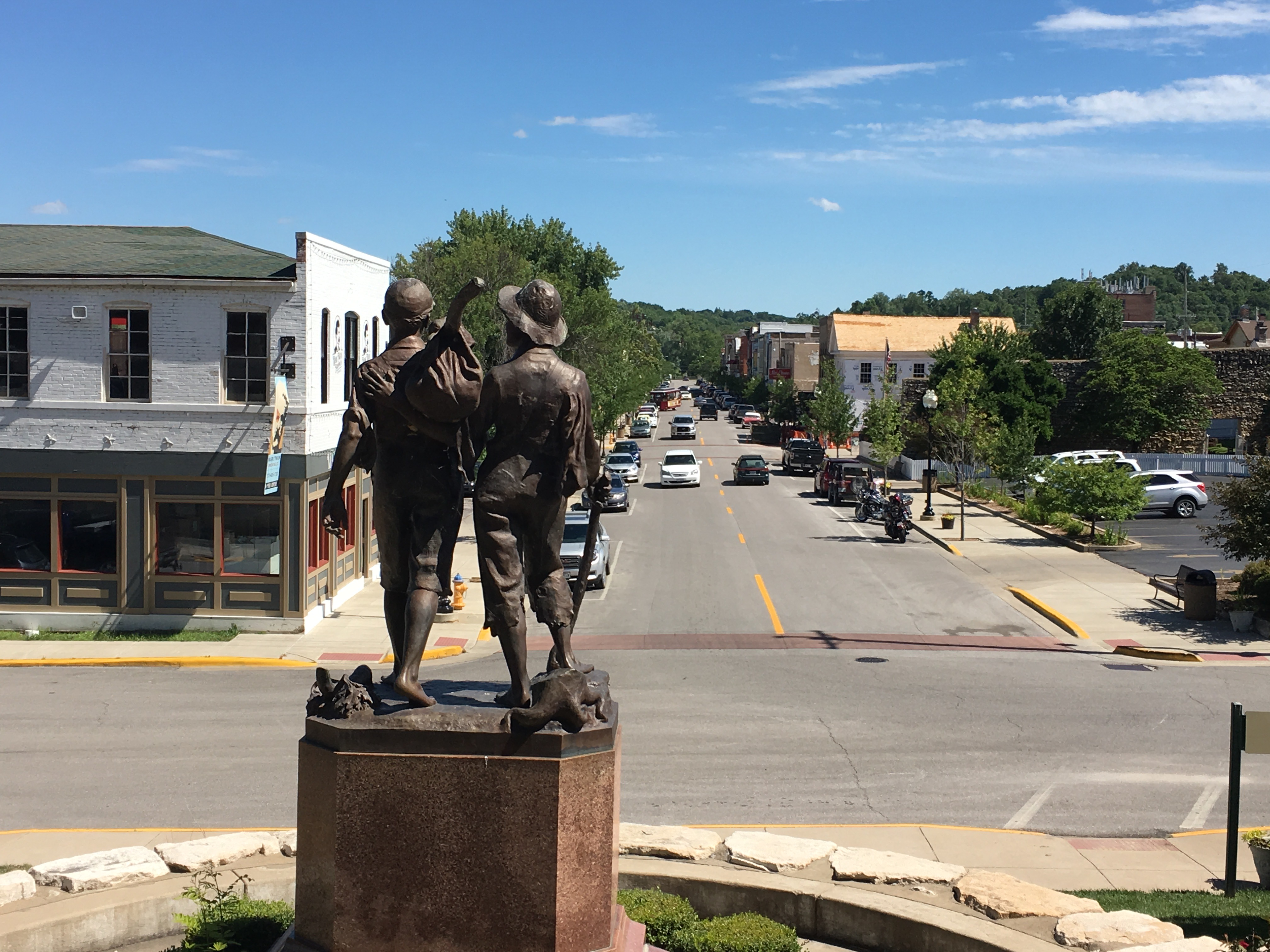
Statue de Tom et Huck face à la rue principale de Hannibal.

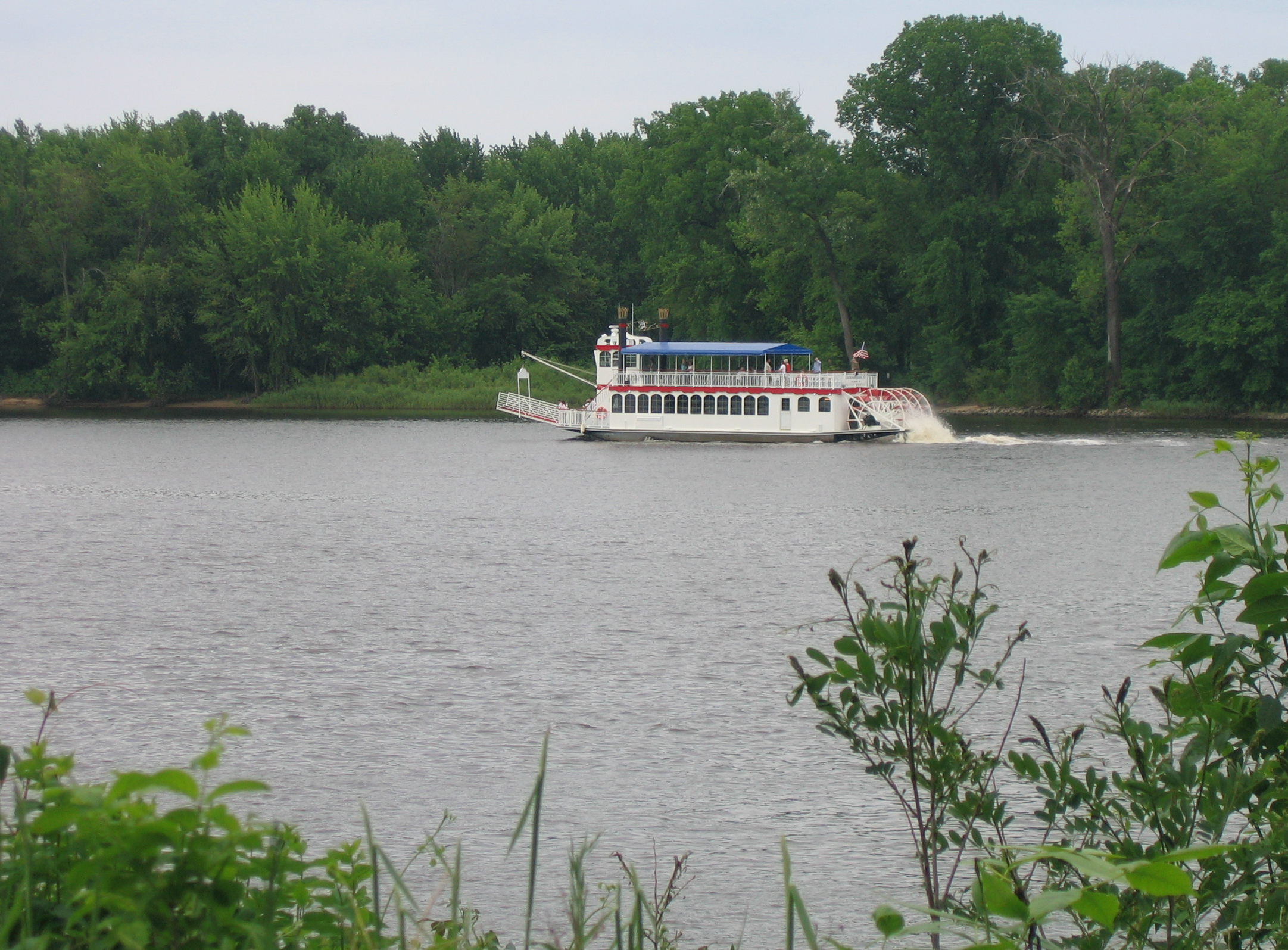
Le Mississippi, source d'inspiration de Twain.

En tant que journaliste, Twain rend compte d'événements et de sujets qu'il va reprendre dans Tom Sawyer, par exemple, l'école du dimanche (Sunday School) et les amourettes de l'enfance. Vers 1868, il achève une nouvelle intitulée à titre posthume Manuscrit d'un jeune garçon (Boy's Manuscript), qui raconte la vie d'un enfant sur les rives du Mississippi et, en 1870, il évoque avec son ami d'enfance, Will Bowen, des souvenirs partagés qui se retrouvent dans le roman,.

### Date

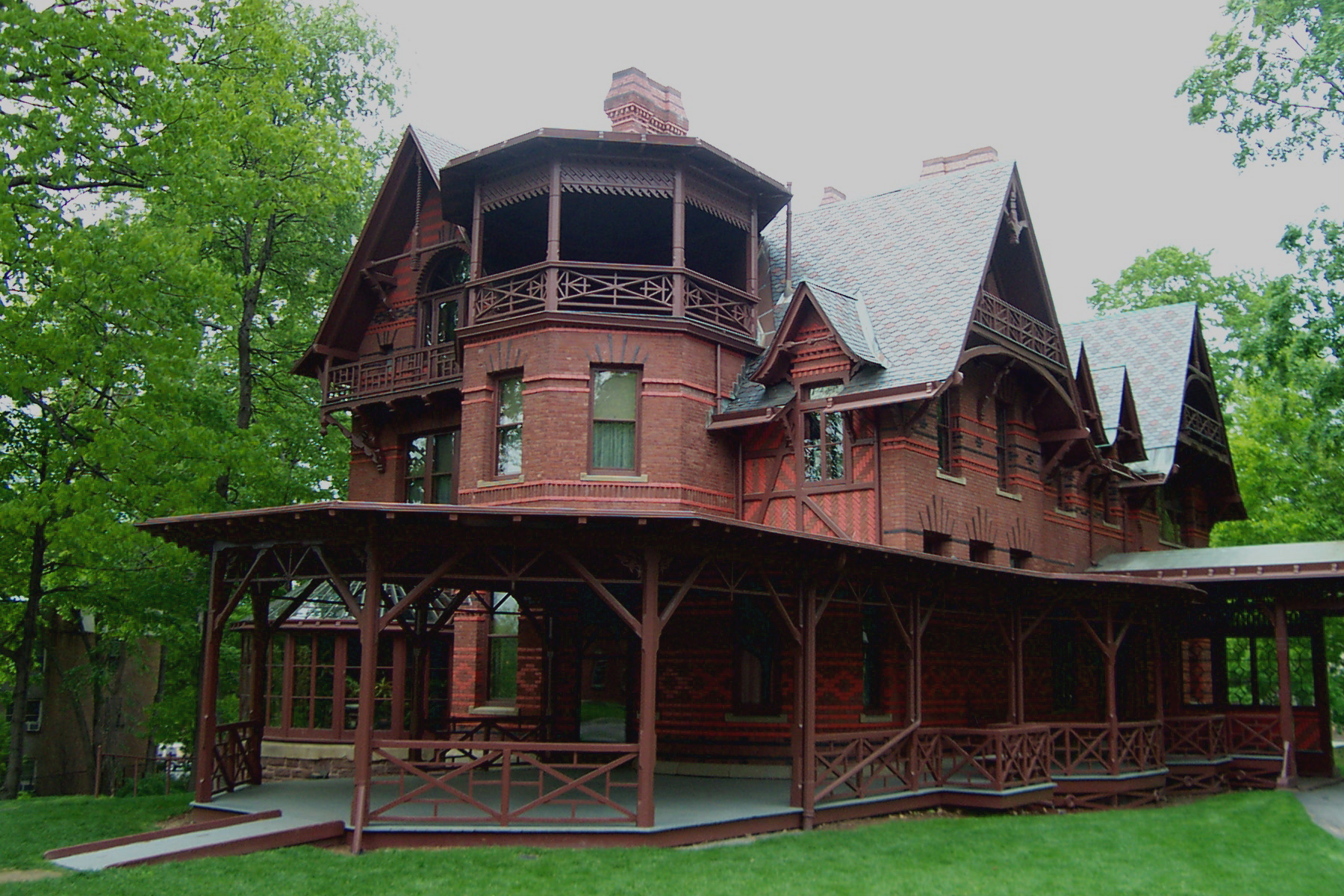
Vue depuis le sud-est de la maison de Mark Twain à Hartford (Connecticut) : c'est depuis la tour de forme octogonale surplombant le fleuve Connecticut que Mark Twain aurait, selon Pat McAllister, composé Tom Sawyer.

Les avis sur la période durant laquelle Mark Twain s'attelle à ce projet divergent considérablement. Peter Stoneley pense que c'est en 1872, Dhuicq et Frison avancent février 1873 et Pat McAllister, auteur de The Bedside, Bathtub & Armchair companion to Mark Twain (Mark Twain, manuel pour la table de chevet, la baignoire et le fauteuil) publié en 2008, parle de l'été 1874, « période fertile en souvenirs », écrit-elle : depuis sa maison de Hartford qui surplombe le fleuve Connecticut Mark Twain se trouve « transporté dans le passé de ses années aux pieds nus dans la touffeur et la crasse de Hannibal [qui] le submergent » ; Matthews utilise le mot « moissonné » (harvested) pour résumer le processus de remémoration dont Twain lui a fait part ; la scène se passe quatre ans avant celle décrite par Pat McAllistair, soit en 1870, juste après le mariage avec Olivia (Livy).
Twain gribouille un schéma sur la première page de ses feuillets, « esquisse dont, pour qui connaît le livre et à dire le moins, le plan a de quoi surprendre, tant quasiment rien n'y est reconnaissable ».
« 1. Boyhood & Youth; 2. Y & early Manh. 3.the Battle of life in many lands. 4. (age 37 to 40,) return & meet grown babies & toothless old drivelers who were the grandees of his boyhood. The Adored Unknown a faded old maid & full of rasping, puritanical vinegar piety. »
« 1. Enfance et prime jeunesse ; 2. jeunesse et première maturité ; 3. la bataille de la vie dans de nombreuses contrées ; 4. (âge 37- 40), retour pour rencontrer les bébés qui ont grandi et les sans-dents qui bavent, autrefois les seigneurs de son enfance. L'Inconnu Adorée, une vieille fille fanée et replète de bigoterie puritaine, grommelante et acariâtre. »
« Au diable l'esquisse ! » (« Outline be damned! »), ajoute McAllister, et de rappeler la métamorphose du souvenir en lieux et personnages de fiction : en cet été 1874, Twain écrit 400 pages, mais en septembre tout s'arrête ; Tom, écrit McAllister, « mourut temporairement » (« Tom died temporarily »). Le problème se pose de savoir si le héros doit être conduit jusqu'à l'âge adulte et, se donnant le temps de la réflexion, Twain écrit, en collaboration avec son voisin Charles Dudley Warner, l'Âge doré, publié la même année. Enfin, Tom, en a-t-il été décidé, ne grandira pas, et le roman est aussitôt repris. Une lettre à W. D. Howells du 5 juillet 1875 annonce qu'il est terminé et, après des mois de révisions, il parait le 9 juin 1876 en Angleterre, l'année du centenaire de la naissance des États-Unis. Une édition pirate apparaît au Canada le 29 juillet de la même année, et la première édition aux États-Unis le 8 décembre.
Twain affirme dans son Autobiographie que Les Aventures de Tom Sawyer est la première œuvre écrite avec une machine à écrire : « Je me déclare — jusqu'à plus ample informé — comme étant la première personne à avoir destiné à la littérature l'usage de la machine à écrire. Le livre en question devait être Les Aventures de Tom Sawyer. J'en ai écrit la moitié en 1872 et le reste en 1874. Ma dactylographe m'a tapé un livre en 1874 et j'en ai conclu qu'il s'agissait bien de celui-là. »,.
Les recherches de l'historien Darryl Rehr montrent cependant que le premier tapuscrit de Twain est La Vie sur le Mississippi, réalisé sous la dictée avec une Remington no 2.

### Sources du protagoniste

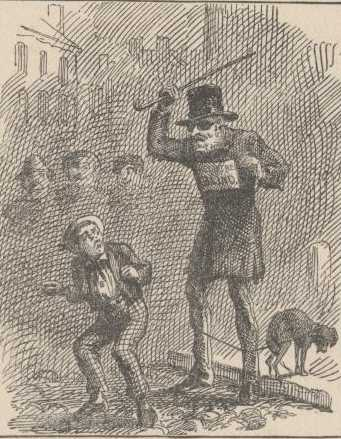
Le bon petit garçon, mal récompensé.

Si Mark Twain s'essaie pour la première fois à écrire un roman seul,, Tom Sawyer n'est pas l'œuvre d'un débutant. Twain a déjà composé des récits autobiographiques, Le Voyage des Innocents, À la dure ; avec Tom Sawyer, il puise à nouveau dans son passé : Tom, c'est lui, mais aussi plusieurs camarades, un personnage « composite » comme le précise la préface : « la plupart des aventures relatées dans ce livre sont vécues ; une ou deux me sont personnelles, les autres sont arrivées à mes camarades d’écoles. Huck Finn est décrit d’après nature ; Tom Sawyer aussi ; les traits de ce dernier personnage sont toutefois empruntés à trois garçons de ma connaissance : il appartient par conséquent à ce que les architectes nomment l’ordre composite ».
Précédemment, Twain a mis en scène des enfants dans de courtes « esquisses » (sketches) parodiant la littérature de jeunesse, péripéties satiriques ou conseils de conduite édifiants : ainsi, Conseils aux petites filles (Advice to little girls), publié en 1867.
Parmi les textes antérieurs, L'Histoire du bon petit garçon et L'Histoire du méchant petit garçon (Story of the Good Little Boy, Story of the Bad Little Boy) se rapprochent le plus de Tom Sawyer — parenté remarquée dès la parution du roman —, deux contes satiriques de quelques pages chacun, le premier d'abord paru en mai 1870 dans le Galaxy, puis dans Sketches, New & Old en 1875, avec des illustrations de True Williams, le second dans le Californian en 1875, puis dans Sketches New & Old en même temps que le conte précédent et avec le même illustrateur.
Dans le premier, un enfant modèle ne reçoit jamais de récompense, se voit rejeté par les employeurs alors qu'il présente d'excellentes attestations, meurt accidentellement sans avoir eu le temps d'écrire, comme il le souhaite, son « dernier discours » (his dying speech). Le conte se termine de façon désabusée et sibylline : « Ainsi périt le bon petit garçon, après avoir fait tous ses efforts pour vivre selon les manuels [de conduite], mais sans pouvoir y parvenir. Tous ceux qui vécurent comme lui prospérèrent, excepté lui. Son cas est vraiment remarquable. Il est probable qu’on n’en donnera jamais d’explication ».
Dans le second, le méchant petit garçon vole, ment, tue et finit riche député : « Et il grandit et se maria, et eut de nombreux enfants. Et il fendit la tête à tous, une nuit, à coup de hache, et s’enrichit par toutes sortes de fourberies et de malhonnêtetés. Et à l’heure actuelle, c’est le plus infernal damné chenapan de son village natal ; il est universellement respecté et siège au parlement ».
Cette chute rappelle le mot de Twain à propos de Tom qui aurait dû finir homme politique ou au bout d'une corde. À la fois chenapan et garçon doué d'une certaine générosité, le personnage tient du « bad boy » américain que tempère un bon caractère, traits se limitant réciproquement : les tours de Tom n'atteignent pas à la méchanceté et sa générosité trouve ses limites dans sa vanité.
Les textes quasi allégoriques des deux garçons opposés ironisent sur la confiance faussement naïve accordée à l'autorité des livres et révèlent le décalage entre ce qui s'écrit à l'époque et la réalité : « Eh bien ! Vous pourriez consulter et consulter d’un bout jusqu’à l’autre, et d’ici au prochain Noël, tous les livres de l’école du dimanche, sans rencontrer chose pareille ». L'auteur feint l'étonnement lorsque le « méchant petit garçon » n'est jamais puni comme dans les livres :  « Comment Jim s'en tira toujours demeure pour moi un mystère » (« How this Jim ever escaped is a mystery to me ») ; dans Tom Sawyer, ce n'est plus le narrateur, mais le personnage principal, Tom, qui croit, mais cette fois de manière très sérieuse, en la vérité des livres, les romans d'aventures peuplant son imaginaire.

## Histoire

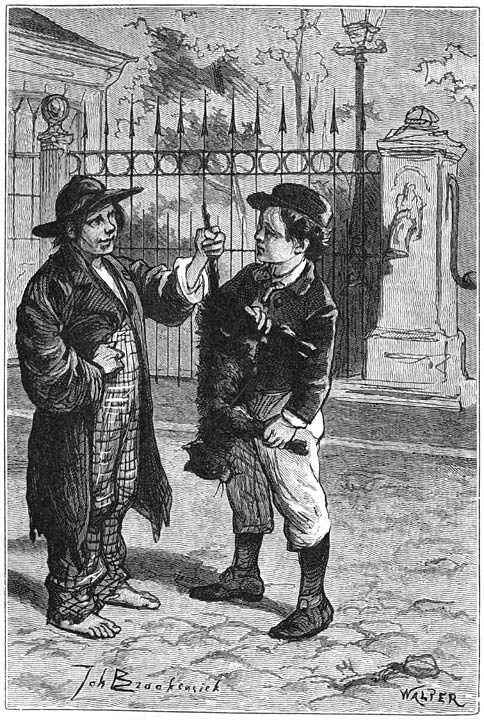
Rencontre de Tom et Huck, par Johan Braakensiek.

Les Aventures de Tom Sawyer comporte 76 000 mots, soit 228 pages dans l'édition Barnes & Noble Classics, et raconte les péripéties de Tom Sawyer, garnement malicieux et superstitieux, accompagné de plusieurs de ses camarades, au premier rang desquels Huckleberry Finn (Huck) et Joe Harper, dans la ville fictive de Saint-Petersbourg sur le Mississippi. Tom est élevé par sa tante Polly à la suite de la mort de ses parents, alors que son ami Huck vit d'expédients. L'œuvre comprend trente-cinq chapitres et cinq grandes lignes narratives qui s'entremêlent au fil des différents épisodes.
Si aucune indication précise ne concerne la date des faits, plusieurs indices permettent d'en situer le début au vendredi 14 juin 1844, supputation d'autant plus plausible que la préface de Twain renvoie l'histoire à la période de son enfance, « à savoir il y a 30  ou   40 ans », soit entre 1836 et 1846.

### Première ligne narrative: chez lui, Tom en ses œuvres
La première ligne narrative ouvre l'histoire et le lecteur y découvre les relations que Tom entretient avec sa famille, l'école, l'Église et ses camarades.

#### Un petit garçon malin

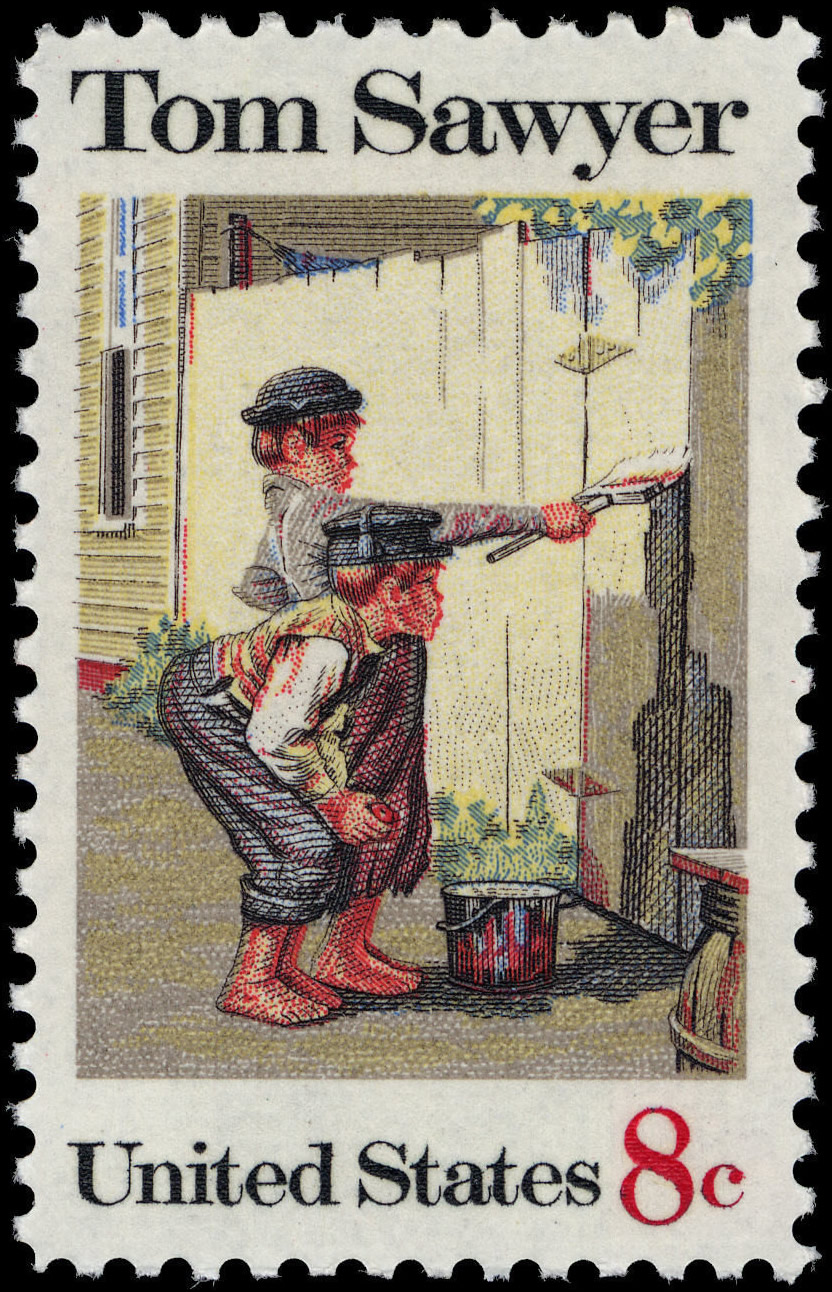
Tom Sawyer, timbre commémoratif (1972) : la palissade passée à la chaux.

Se révèlent d'emblée le caractère manipulateur du jeune protagoniste et sa capacité à duper son entourage. Ses tromperies sont souvent le fruit de tractations lui permettant de faire travailler les autres à son profit et de cumuler des honneurs immérités.

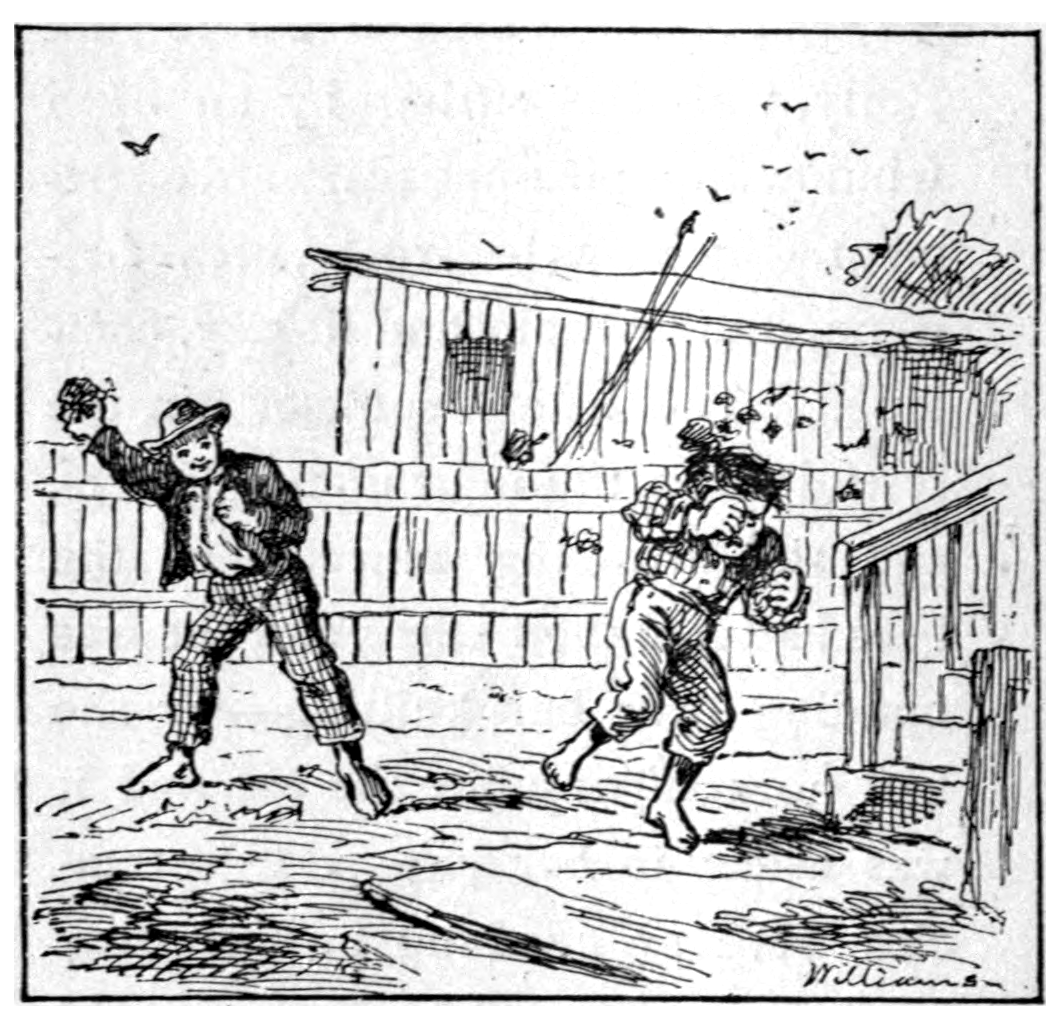
Tom jette de la boue à Sid.

Le récit commence ex abrupto par un appel : « Tom ! » que suit un silence. Tante Polly est à la recherche de son neveu qu'elle trouve barbouillé de confiture. Elle prend le fouet, mais Tom détourne son attention et s'enfuit. L'après-midi, il fait l'école buissonnière et au souper, subit l'inspection de sa tante qui le soupçonne d'être allé se baigner. Tom est sur le point de la duper encore une fois lorsque son demi-frère, Sid, remarque que le fil utilisé pour coudre le col de sa chemise est décoloré, preuve qu'il a bel et bien nagé. Le garnement s'échappe, non sans avoir jeté de la boue à son délateur,.
Alors qu'il marche en s'entraînant à siffler sur sa guimbarde (Jew's Harp), il tombe sur un nouvel arrivant de son âge, richement habillé, dont le lecteur apprendra le nom plus tard, Alfred Temple. Les deux garçons rivalisent de menaces et une bagarre éclate. Tom a le dessus et contraint son rival à lui demander grâce. Le vaincu s'en va la rage au cœur, puis lance une pierre dans le dos de Tom qui le poursuit jusque chez lui. La mère du fuyard s'en mêle et somme Tom de partir. Rentré fort tard, il est surpris par sa tante qui, au spectacle de ses vêtements déchirés, se résout à le punir pour de bon.

#### La palissade passée à la chaux

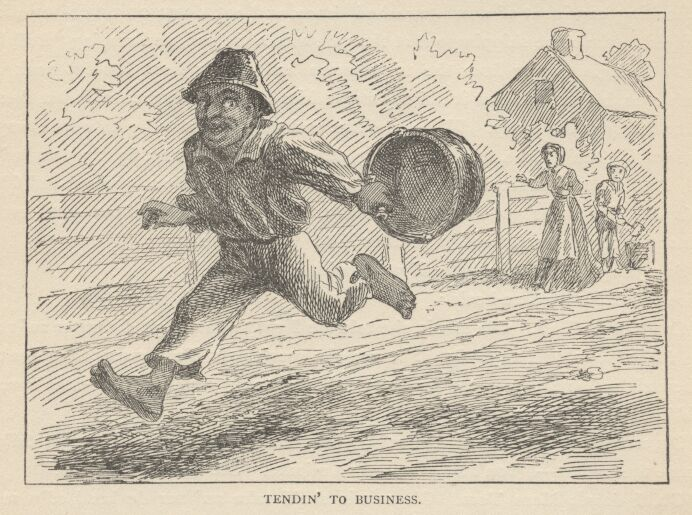
Jim, menacé par la pantoufle de tante Polly.

Le samedi matin, Tom se voit condamné à passer plusieurs couches de lait de chaux sur la palissade qui jouxte la maison. Arrive Jim, le jeune esclave, qu'il tente de soudoyer ; Jim refuse de peur d'être puni ; Tom insiste et marchande, propose de montrer son gros orteil qu'il s'est écorché la veille ; Jim finit par se laisser tenter par une bille en albâtre (alley pour alabaster en argot), et accepte le marché.
Tante Polly, qui veille au grain, intervient : « L’instant d’après, Jim déguerpissait à toute allure, le seau à la main et le derrière en feu ; Tom badigeonnait la palissade avec ardeur ; tante Polly regagnait la maison, la pantoufle sous le bras et la mine triomphante ».

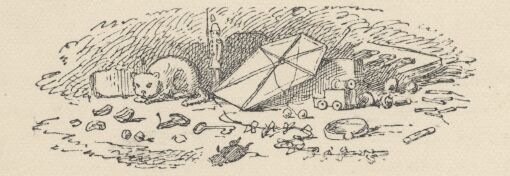
Un trésor gagné en faisant travailler les autres.

Tom ne se résigne pas, songe avec tristesse à ses camarades libres de s'amuser dont il subira les moqueries. Après inventaire de ses biens, bris de jouets, bricoles, billes, il dispose d'un capital échangeable contre au moins une demi-heure de liberté.
Une nouvelle idée germe en son esprit : Ben Rogers s'en vient à passer et s'étonne de l'ardeur avec laquelle Tom s'adonne à sa tâche. Ce dernier allèche sa curiosité en insistant sur la difficulté du travail et aussi sur l'agrément qu'il lui procure. Lui seul, assure-t-il, est qualifié pour l'accomplir. Ben l'implore en vain de lui confier le pinceau, marchande, offre une pomme, et Tom, après quelques hésitations de pure forme, finit par accepter. Tous les garçons qui s'approchent succombent au stratagème et bientôt la palissade est comme neuve. Qui plus est, Tom a amassé un beau butin, un morceau de craie, des pétards, un bouton de porte, un chat borgne, un soldat de plomb :

« Tom se dit qu’après tout l’existence n’était pas si mauvaise. Il avait découvert à son insu l’une des grandes lois qui font agir les hommes, à savoir qu’il suffit de leur faire croire qu’une chose est difficile à obtenir pour allumer leur convoitise. Si Tom avait été un philosophe aussi grand et aussi profond que l’auteur de ce livre, il aurait compris une fois pour toutes que travailler c’est faire tout ce qui nous est imposé, et s’amuser exactement l’inverse. »

Au dîner, tante Polly s'absente un instant et Sid casse le sucrier ; aussitôt les dégâts constatés, Tom reçoit une gifle qui le jette à terre : clamant son innocence, il s'en va ruminer son chagrin dans un coin. Cet incident rappelle l'ironie de L'Histoire du bon petit garçon et préfigure l'une des plus dramatiques des aventures de Tom (le pardon).

### Deuxième ligne narrative: début de parade amoureuse avec Becky

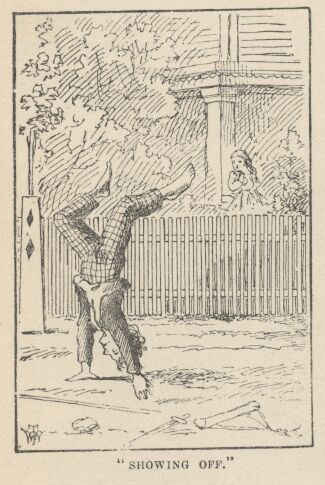
Tom crânant devant la petite Becky.

La deuxième ligne narrative, d'abord enchâssée dans la première, s'en distingue tout en restant dans le contexte familial et scolaire : c'est la rencontre au chapitre III et le début de la relation de Tom avec Becky Thatcher, la fille du juge, amours enfantines s'enchevêtrant également avec les autres épisodes du roman.

#### La petite fille blonde aux yeux bleus

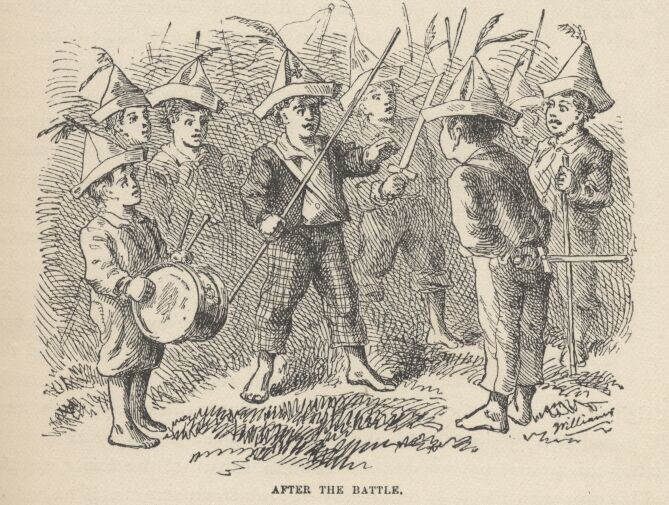
Tom et Joe, généraux, font combattre leurs armées.

Une fois la punition accomplie, Tom se présente devant sa tante qui, étonnée, le soupçonne de mentir. Ébahie de voir les trois couches de lait de chaux dûment passées, elle le récompense d'une pomme. Tom sort s'amuser et rejoint Joe Harper ; chacun prend le commandement d'une armée pour se livrer bataille ; Tom et sa bande remportent la victoire et il s'en revient chez lui.
Chemin faisant, il longe la demeure du juge Thatcher et aperçoit une fillette blonde aux yeux bleus, nouvelle dans le bourg. Sans une pensée pour Amy Lawrence, sa petite amie du moment, il tombe sous son charme et entreprend de se pavaner devant elle et de se livrer à toutes sortes d'excentricités. La petite fait mine de rentrer chez elle, puis s'arrête soudain sur le seuil et lui jette une fleur par-dessus la haie. Tom passe la fleur à sa boutonnière et reprend son manège devant le portail, mais sans revoir la petite blonde aux yeux bleus,.

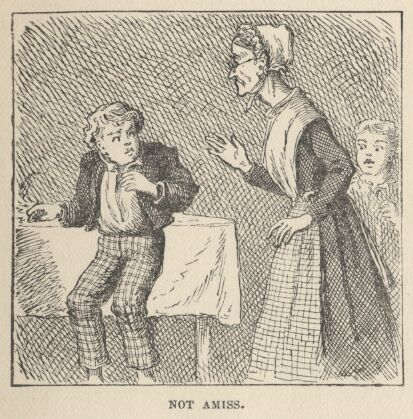
Tom, injustement châtié.

Cousine Mary revient de la campagne, mais Tom s'en va bouder. Le soir, il retourne du côté de chez Thatcher et recommence ses pitreries : à plat sur le sol, il fait le mort dans l'espoir d'éveiller la pitié de la petite fille aux yeux bleus, mais son manège tourne court lorsqu'un déluge d'eau glacée s'abat sur lui depuis la fenêtre ; déconfit, il rentre se coucher.

#### Les «apôtres» David et Goliath

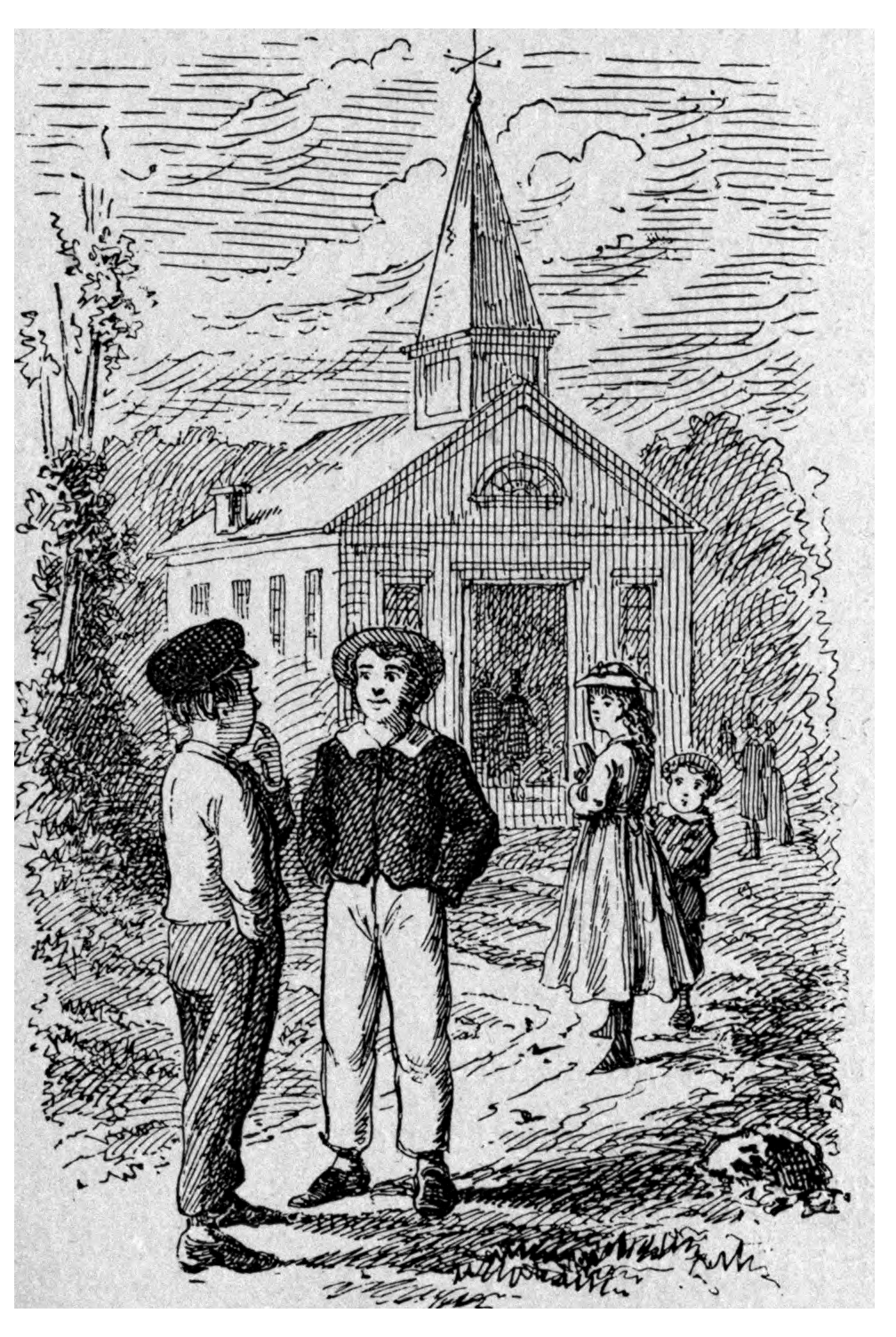
Tom négocie pour récolter sa moisson de points devant l'école du dimanche.

Le lendemain, Tom rencontre la fillette et pour se mettre en valeur, jure d'apprendre les versets de la Bible prescrits pour l'école du dimanche. Cousine Mary tente de les lui faire répéter et Becky lui fait miroiter la récompense d'un canif,.
L'astuce, cependant, prend bientôt le relais de la vertu : à l'entrée du bâtiment, Tom échange diverses bricoles contre les bons points distribués aux enfants ayant bien retenu leur leçon : neuf jaunes, neuf rouges et dix bleus, assez pour prétendre au prix correspondant à 2 000 versets sus par cœur, d'une Bible méchamment reliée (« a very plainly bound Bible »),.

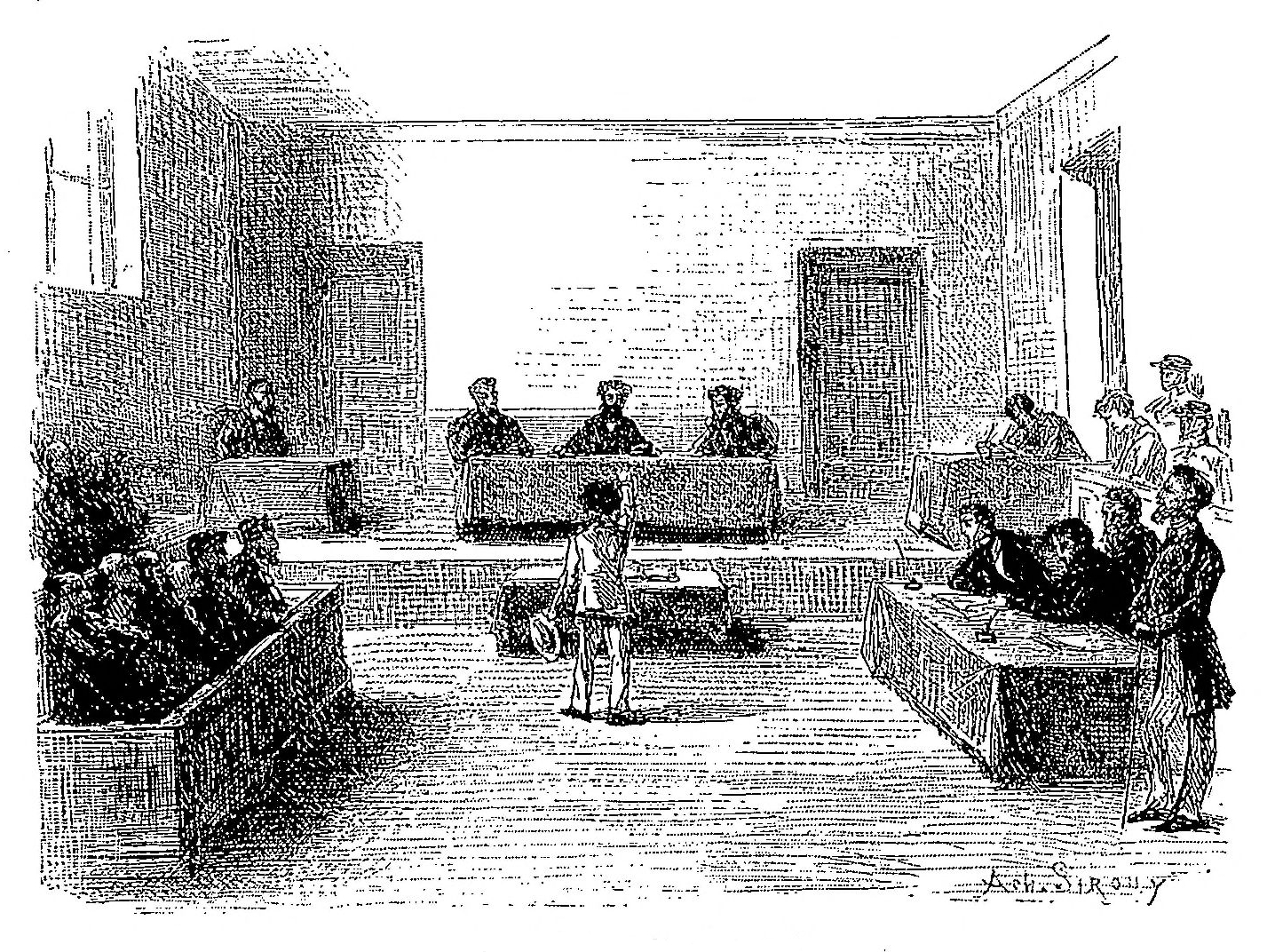
La cérémonie de la remise du prix, par Hughes Sirouy, traducteur (1884).

Le dimanche matin, le directeur de l'école du dimanche fait office de maître de cérémonie et présente les personnalités, dont le juge Thatcher qu'accompagnent son épouse et sa fille. Tom exhibe « ses » points et réclame son prix à la grande déconfiture de ses camarades : non seulement ils se sont fait berner, mais ils contribuent à leurs dépens à un moment de gloire que rehausse la présence d'invités de marque.
La gloriole va être de courte durée : ayant reçu sa Bible, Tom est invité à faire la démonstration de son savoir ; le juge lui demande le nom des deux premiers apôtres ; réponse de Tom : « David et Goliath ! »
Sur ce, écrit l'auteur : « Peut-être vaut-il mieux tirer sur la fin de cette scène le voile de la charité ».

#### Le lucane dans la nef de l'église

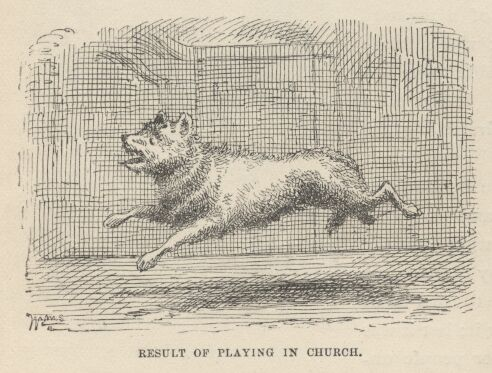
« […] le malheureux poussa un hurlement de douleur et détala […] ». L'illustrateur prend des libertés avec le texte qui mentionne un caniche.

Plus tard dans la matinée, Tom est assis sur le banc (pew) de l'église avec Sid, Mary et tante Polly. Parmi les fidèles se trouvent la veuve Douglas, le maire, le postier. Le sermon du révérend Sprague traîne en longueur et pour tromper son ennui, Tom s'amuse avec un lucane cerf-volant (pinchbug ou pinch-beetle) qui finit par le pincer et lui échapper. Au milieu de la nef, l'insecte est repéré par un caniche (poodle) qui tente de le mordiller ; mais, bientôt, fatigué, le chien « bâilla, soupira et alla s’asseoir juste sur le cerf-volant qu'il avait complètement oublié ! Aussitôt le malheureux chien poussa un hurlement de douleur et détala dans l'allée centrale ». L'assistance garde tant bien que mal son sérieux, mais un rire sous cape accompagne chacune des phrases de l'homélie. La fin de l'office est un soulagement pour tous.

### Troisième ligne narrative: Tom et Huck; suite des amours de Tom

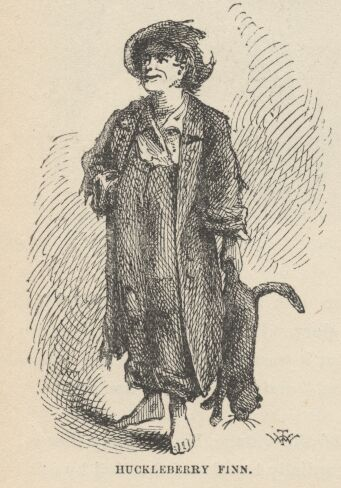
« – Dis donc, à quoi est-ce que ça sert, les chats morts, Huck ? – Ça sert à soigner les verrues. ».

La troisième ligne narrative concerne surtout la complicité qui s'établit entre Tom et Huckleberry Finn (Huck).

#### À quoi sert un chat mort?
Arrive le lundi matin. Tom cherche quelle maladie il pourrait simuler pour ne pas aller à l'école. Il feint d'avoir une dent branlante, mais tante Polly la lui arrache et il doit obtempérer. Sur le chemin, il rencontre Huckleberry Finn qui se promène avec un chat mort. Twain décrit la dégaine du « paria juvénile du village » :
« Huckleberry was always dressed in the cast–off clothes of full–grown men, and they were in perennial bloom and fluttering with rags. His hat was a vast ruin with a wide crescent lopped out of its brim; his coat, when he wore one, hung nearly to his heels and had the rearward buttons far down the back; but one suspender supported his trousers; the seat of the trousers bagged low and contained nothing, the fringed legs dragged in the dirt when not rolled up. »
« [Traduction libre] Les vêtements de Huckleberry, rebuts du trousseau d'adultes dans la maturité de leur âge, frémissaient de toutes leurs loques comme un printemps perpétuel rempli d'ailes d'oiseaux. Un large croissant manquait à la bordure de son chapeau qui n'était qu'une vaste ruine ; sa veste, lorsqu'il en avait une, lui battait les talons et les boutons de sa martingale lui arrivaient très bas dans le dos. Une seule bretelle retenait son pantalon dont le fond pendait comme une poche basse et vide, et dont les jambes, tout effrangées, traînaient dans la poussière, quand elles n'étaient point roulées à mi-mollet. »

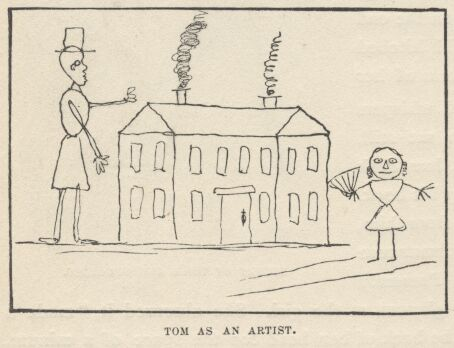
Illustration de la maison sur un bout de papier, sans doute de Twain lui-même.

Les deux garçons s'entretiennent des méthodes susceptibles de guérir les verrues et s'accordent pour essayer une cure avec le chat mort au cimetière à minuit. Tom arrive en retard en classe et s'apprête à mentir à l'instituteur Dobbins lorsqu'il aperçoit la petite Becky. Aussitôt, il décide de dire la vérité pour se faire reléguer chez les filles, ce qui ne manque pas de se produire quand il affirme avec aplomb qu'il « causait » avec Huck Finn. Après s'être fait fouetter, il se retrouve à côté d'elle et cherche à capter son attention ; il dessine sur un bout de papier et sa voisine lui demande la permission de regarder : c'est une maison à peine esquissée, mais la petite fille semble impressionnée par un si grand talent ; Tom écrit alors en cachette et Becky brûle de regarder, mais il hésite, refuse, puis dévoile enfin son « Je t'aime » (« I love you »). Sur ce, l'instituteur intervient, saisit Tom par l'oreille et le ramène à sa place près de Joe Harper.
Tom s'ennuie et propose à Joe de jouer avec une vrillette (death-watch) qu'il sort de sa poche. L'insecte émet un crissement semblable à un tic-tac. Passionnés par leur jeu, les deux garçons ne remarquent pas Dobbins qui s'approche à pas feutrés et administre à chacun un coup de férule. Un nuage de poussière s'élève dans la salle.

#### Promesses et chagrins

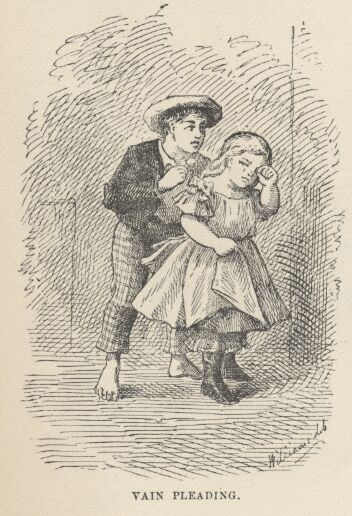
« Les grands yeux de Becky apprirent à Tom qu’il venait de faire une gaffe. »

Pendant la pause de midi, Tom et Becky se retrouvent dans la salle de classe vide et Tom lui apprend à dessiner. Ils discutent, partagent un chewing-gum et enfin Tom demande à Becky si elle a déjà été fiancée et, devant son étonnement, lui explique ce que cela veut dire. Ils se déclarent leur amour et s'embrassent :
« « […] Et quand tu rentreras chez toi ou que tu iras à l’école, tu marcheras toujours à côté de moi, à condition que personne ne puisse nous voir…

Et puis dans les réunions, tu me choisiras comme cavalier et moi je te choisirai comme cavalière. C’est toujours comme ça que ça se passe quand on est fiancé.

– Oh ! c’est si gentil ! je n’avais jamais entendu parler de cela.

– Je t’assure qu’on s’amuse bien. Quand moi et Amy Lawrence… »

Les grands yeux de Becky apprirent à Tom qu’il venait de faire une gaffe. Il s’arrêta, tout confus.

« Oh ! Tom ! Alors je ne suis donc pas ta première fiancée ? »

La petite se mit à pleurer ».
 Cherchant à se faire pardonner, Tom lui offre une boule en cuivre, mais Becky la jette à terre. Tom sort alors de l'école, bien décidé à ne pas y retourner l'après-midi, et Becky tente en vain de le retrouver.

### Quatrième ligne narrative: le drame et la pitié; retour aux sources
Ce fil narratif fait basculer le roman dans le drame et ouvre la voie de la « rédemption » de Tom.

#### Cimetière fatal

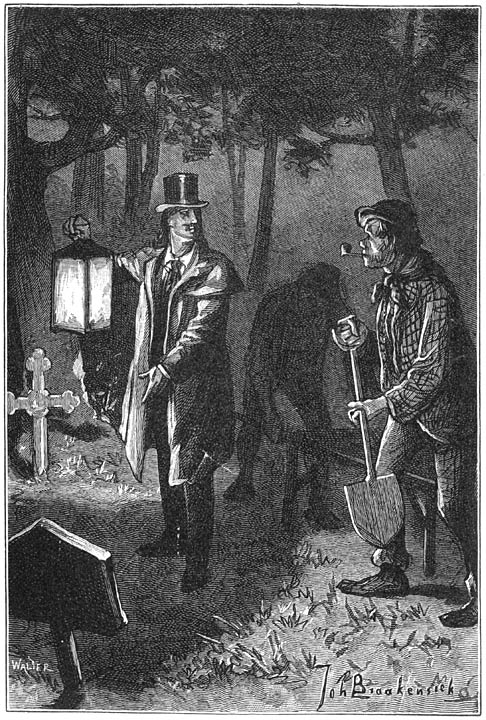
Les voleurs de cadavres, par Johan Braakensiek (1858–1940).

Tom et Huck, comme convenu, se sont rendus au cimetière à la nuit tombée, mais avant qu'ils ne puissent vérifier leur théorie thérapeutique, ils sont témoins de l'exhumation d'un cadavre par le jeune Dr Robinson qu'assistent Muff Potter, ivre, et Joe l'Indien. S'ensuit une dispute au cours de laquelle Muff est assommé, puis Joe, sans mobile apparent, poignarde à mort le docteur avec le couteau de l'ivrogne et le glisse entre ses doigts. Lorsque Muff revient à lui, l'Indien le persuade qu'il a tué l'apothicaire, et Muff, après avoir reçu réponse à ses questions, prend ses jambes à son cou. Joe remet calmement le cadavre déterré dans son cercueil, rebouche le trou et s'en va. Tom et Huck, qui le redoutent, se rendent dans la tannerie désaffectée et s'engagent solennellement par le sang (blood-oath) à ne rien révéler de ce qu'ils ont vu (voir Procès de Muff plus bas).
Plusieurs épisodes importants s'ensuivent, en particulier l'arrestation de Muff, confondu par la présence de son couteau sur les lieux du crime et le témoignage de Joe. Tom est peu à peu pris de remords, perd le sommeil et sombre dans la mélancolie, ce que remarquent ses proches et amis. Pour tenter de museler sa conscience, il se rend sous la fenêtre de Muff à la prison et lui jette des friandises en cachette. Tante Polly, inquiète pour sa santé, lui donne de bonnes doses de Doloricide, « le liquide de feu » (fire in liquid form).

#### Tempête sous un jeune crâne

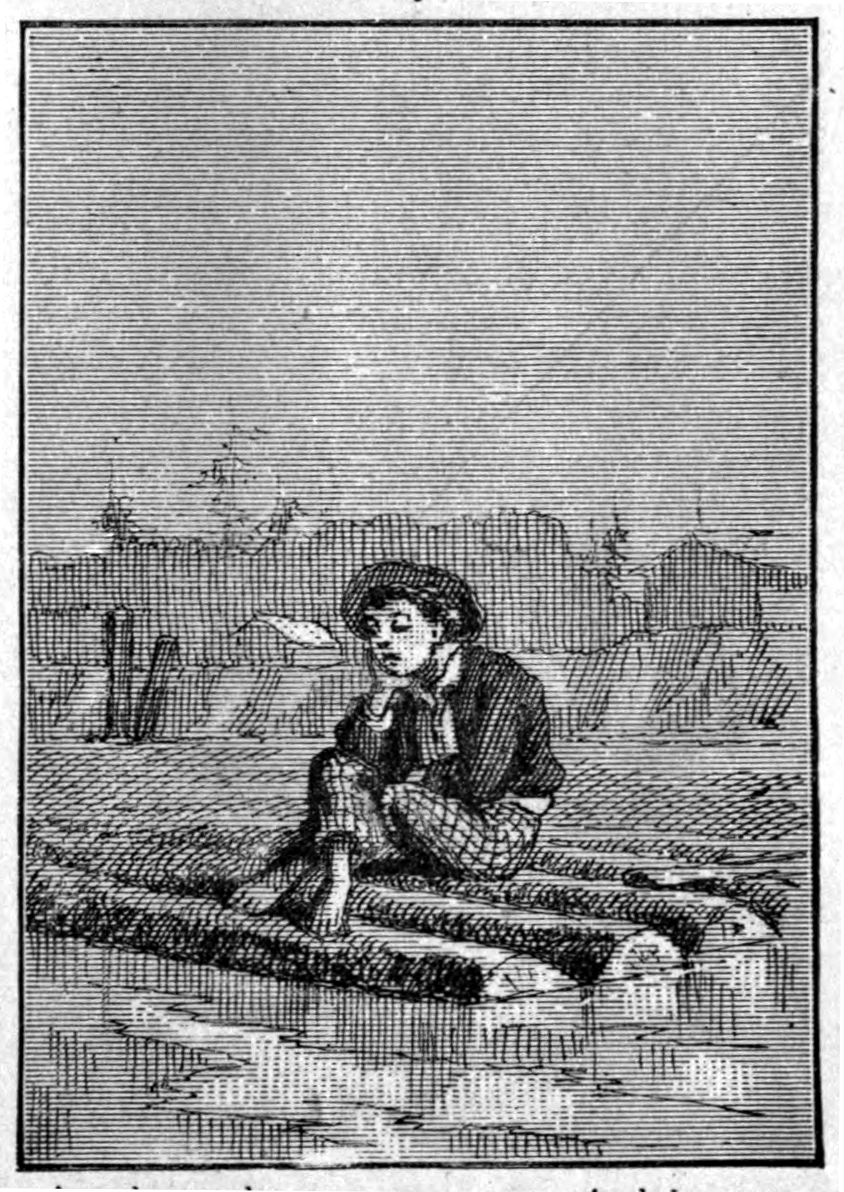
Tom est pensif et rumine son malheur. (Pas de chêne contrairement au texte).

Tom se rend au sommet du coteau de Cardiff et, assis au pied d'un chêne, rumine son malheur et s'apitoie sur son sort, tout en restant soucieux de son image :
« Comme cela devrait être reposant de mourir et de rêver pour l’éternité à l’abri des arbres du cimetière caressés par le vent, sous l’herbe et les fleurettes ! Sommeiller ainsi, ne plus jamais avoir de soucis ! Si seulement il avait pu laisser derrière lui le souvenir d’un bon élève, il serait parti sans regret. […] Ah ! si seulement il pouvait mourir, ne fût-ce que POUR QUELQUE TEMPS ! »

#### Robin des Bois et le Vengeur noir de la mer des Antilles
Son esprit volatil s'imagine bientôt une carrière de clown ou de soldat, finalement de pirate : après Robin des Bois, il sera le « Vengeur noir de la mer des Antilles » (the Black Avenger of the Spanish Main!),.
Décidé à partir dès le lendemain, il essaie un sort pour retrouver
les billes qu'il a perdues, mais le sort ne répond pas à son appel, sans doute victime d'une sorcière. Soudain résonne une trompette et Joe Harper, lui aussi absent de l'école, apparaît ; les deux compères jouent à Robin des Bois, le reste de l'après-midi ; après la mort de Robin, « [ils] se rhabillèrent, dissimulèrent leur attirail et s’éloignèrent en regrettant amèrement de ne plus être des hors-la-loi et en se demandant ce que la civilisation moderne pourrait bien leur apporter comme compensation. Autant être des hors-la-loi une année entière dans la forêt de Sherwood plutôt que Président des États-Unis à vie ».

#### Retour à la simple nature

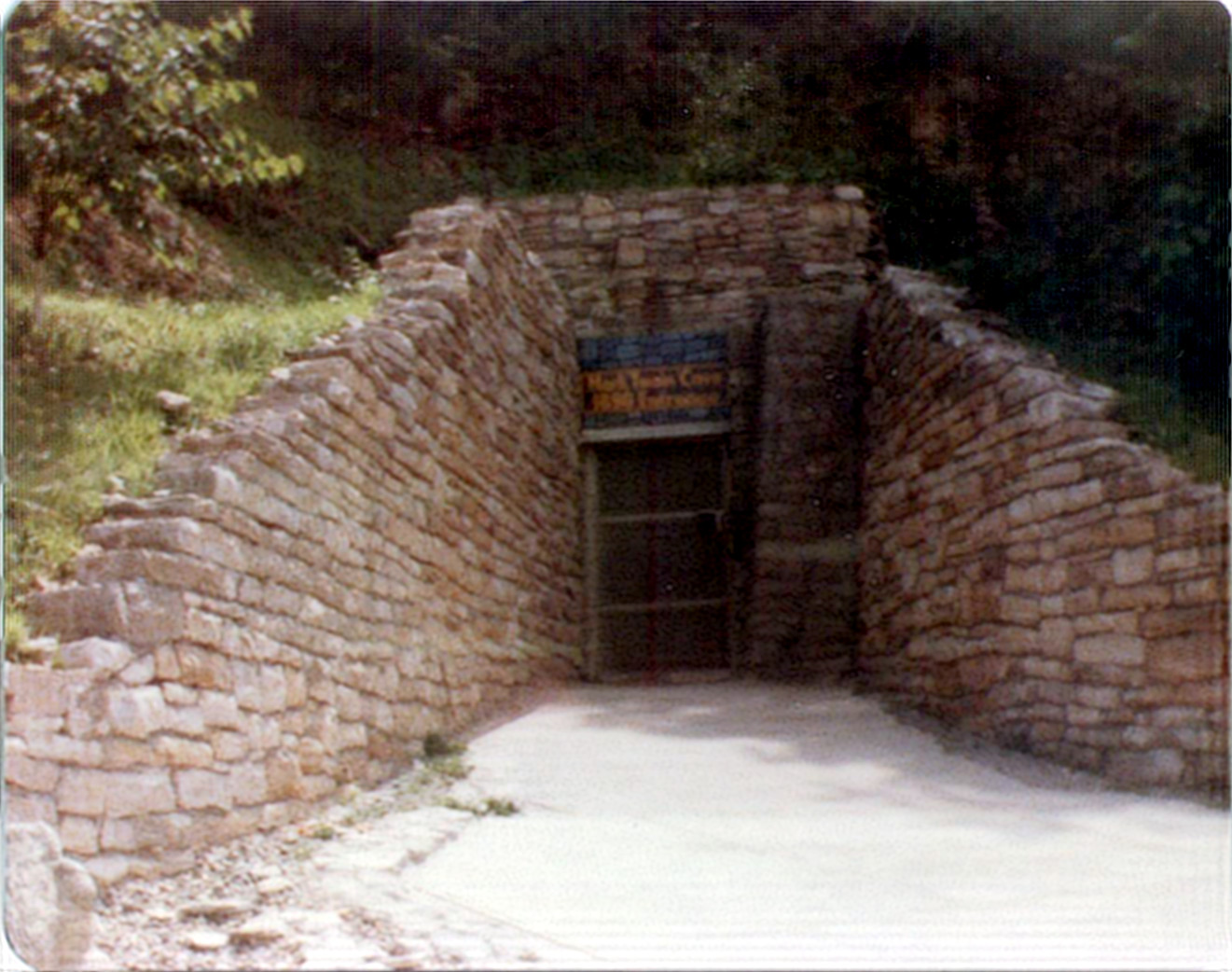
Grotte McDowell (Mac Dougal), aujourd'hui « Grotte Mark Twain ».

Ulcéré par les rebuffades de Becky, exaspéré par l'injustice subie par son copain Joe qui vient d'être fouetté et songe à se faire ermite, encouragé par Huck toujours libre, Tom prend la résolution de gagner l'île Jackson pour vivre à la façon des pirates,.
Dans un texte inachevé, intitulé Villageois de 1840-1843 (Villagers of 1840-3), Twain commente la sentimentalité romanesque des jeunes de cette époque, « douce, naïve, mélancolique », écrit-il ; il ajoute que même les pirates sont mus par de nobles idéaux, ont un sens de l'honneur, se marient par amour, et qu'il n'est pas étonnant que des enfants les prennent comme modèles.

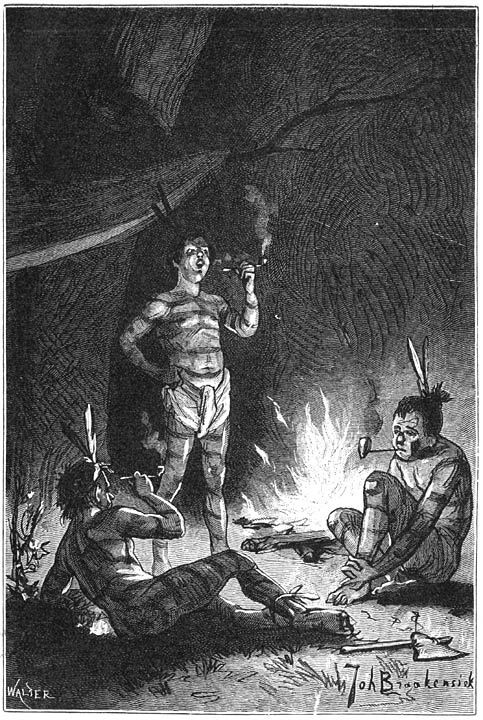
Les pirates de la mer des Antilles, par Johan Braakensiek.

Après avoir volé de quoi se nourrir — « Le Vengeur de la mer des Caraïbes » apporte un gros jambon bouilli, « La Terreur des flots » des tranches de bacon, « Finn les mains-rouges » un poêlon, des épis de maïs pour fabriquer des pipes et des feuilles de tabac à moitié séchées —, les gamins se donnent rendez-vous à minuit en aval du fleuve, puis montent sur un radeau de rondins avec Tom, debout au centre, comme commandant de bord. Les ordres chuchotés fusent précis, et l'esquif parvient au nord de l'île Jackson. Le radeau part à la dérive : « qu'importe, écrit McAllister, il faut profiter de sa liberté et être heureux ». La nuit se passe sous l'abri d'une vieille voile convertie en tente, et le lendemain, les enfants explorent leur nouveau domaine tout en se baignant d'heure en heure.
L'après-midi s'installe un « manque indéfini » (« undefined longing »), sans que personne n'admette sa nostalgie. Une explosion les arrache à leur rêverie, c'est le bruit du canon utilisé pour faire remonter le corps des noyés à la surface : ce sont eux qu'on cherche et ils se flattent de tant d'attention.
Pendant la nuit, tandis que ses compagnons dorment, Tom écrit deux messages sur des bouts d'écorce de sycamore, place le premier dans le chapeau de Joe et enfouit le second dans sa veste. Il quitte le camp et se met à l'eau, marche et nage jusqu'aux rives de l'Illinois où il reprend pied et remonte vers le quai du ferry desservant Saint-Petersbourg. Arrivé au bateau, il se glisse vers l'arrière, coupe l'amarre de la barque de sauvetage et traverse le fleuve à la rame. Arrivé chez sa tante, il aperçoit par la fenêtre tante Polly, Sid, Mary et la mère de Joe Harper en pleurs. Il patiente jusqu'à ce que la voisine s'en aille et que tout le monde se mette au lit. D'abord tenté de laisser son écorce près du lit où sa tante s'est endormie, il se ravise, dépose un baiser furtif sur sa joue et repart vers le quai d'embarquement.
Il regagne le camp juste avant le lever du jour et, après avoir raconté son escapade, dort jusqu'à midi. Le soir, les trois fugueurs dégustent des œufs de tortue, puis passent la nuit à fumer et jouer à qui crachera sa chique le plus haut,, et font les braves sous un violent orage qui secoue l'île toute la nuit.
Le lendemain matin, les cloches de l'église sonnent pour inviter les fidèles à rendre un ultime hommage aux jeunes disparus. Au beau milieu de l'oraison funèbre, devant tante Polly, Mary, Sid et la famille Harper, tous de noir vêtus, le prêtre s'arrête soudain : les noyés viennent d'apparaître qui s'avancent triomphalement dans l'allée centrale. L'église est en émoi, les familles se jettent sur les disparus et les poutres métalliques de l'édifice résonnent des chants de grâce qu'entonne la congrégation.

#### Procès de Muff

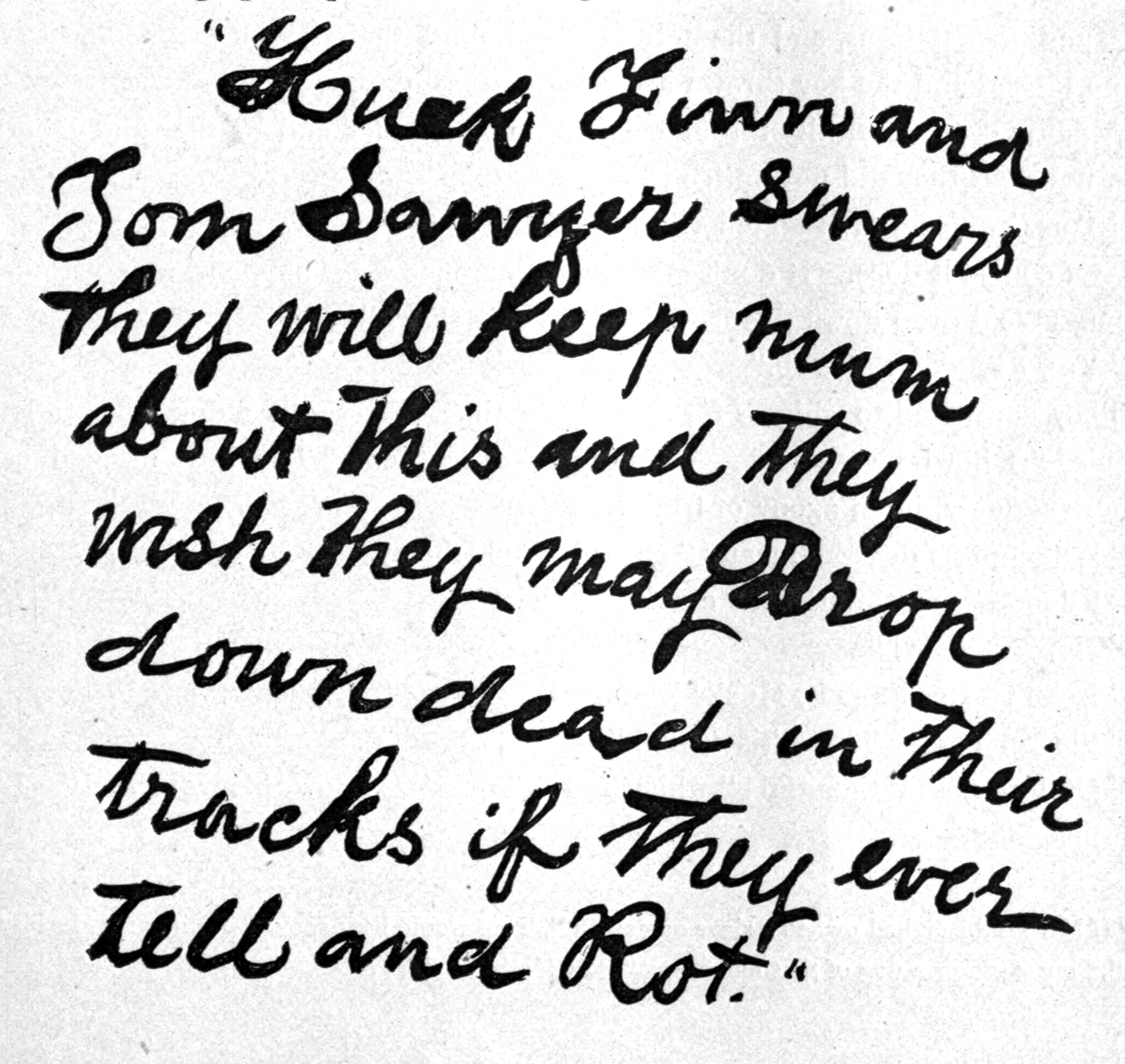
Serment par le sang entre Tom et Huck de ne rien révéler de ce qu'ils ont vu au cimetière, par True Williams.

Ce sont les grandes vacances. Tom rejoint « les Cadets de la tempérance », mais sans enthousiasme ; diverses attractions font brièvement halte dans le village : un cirque, un phrénologue, un mesmériseur ; la fête du 4 juillet n'a pas grand succès ; Becky séjourne chez ses parents à Constantinople et Tom attrape la rougeole et doit garder le lit pendant quinze jours.
Depuis que le Dr  Robinson a été poignardé, un regain de religiosité gagne la population : Joe Harper étudie les Saintes Écritures ; Ben Rogers rend visite aux pauvres ; Jim Hollis devient très pieux et même Huck cite des versets de la Bible. Après qu'un violent orage ébranle les maisons, Tom rechute et son isolement est prolongé de trois semaines. Lorsqu'il émerge de sa quarantaine, il constate que l'heure n'est plus aux dévotions et que ses camarades reprennent leurs habitudes pécheresses.
Le procès approche. La veille, Tom et Huck se résolvent à libérer Muff de sa cellule, mais au dernier moment, se contentent de lui faire passer du tabac et des allumettes. À l'audience, les témoins sont appelés les uns après les autres, tandis que les deux gamins déambulent dans le tribunal. À la fin de la journée, la version d'Injun Joe est de plus en plus accréditée. Tom marche seul dans la nuit, rentre tard et ne trouve pas le sommeil. Le deuxième jour, le procureur général accable Potter, l'avocat plaide d'abord la folie, puis retire sa ligne de défense et soudain, appelle Tom à la barre comme témoin surprise. Sans mentionner le nom de Huck, Tom rétablit la vérité des faits et au moment où il se tourne vers Injun Joe pour désigner le coupable, l'Indien d'un saut franchit la fenêtre et disparaît.
Muff est libéré, mais le félon rôde en liberté et Tom craint pour sa vie, hésite à sortir et passe des nuits peuplées de cauchemars : Injun Joe lui apparaît en ogre noir prêt à lui trancher la gorge avec un énorme couteau. Huck aussi a peur, mais c'est la violation du serment scellé dans le sang qui le chagrine le plus et entame sérieusement sa confiance en la nature humaine. Un détective de Saint-Louis enquête pendant quelques jours, puis s'en va avec, pour toute révélation, l'assurance qu'il est sur une piste.

### Cinquième ligne narrative: la chasse au trésor
Les vacances d'été se trainent et Tom et Huck décident de se lancer sur la piste d'un trésor, d'abord sans succès sous un arbre mort, puis dans une maison hantée. Cependant, Tom reste prudent car vendredi porte malheur. Aussi l'après-midi se passe-t-il à jouer à « Robin des Bois » et ce n'est que le lendemain matin que les deux garçons passent à l'action.

#### Mystère de la chambre 2

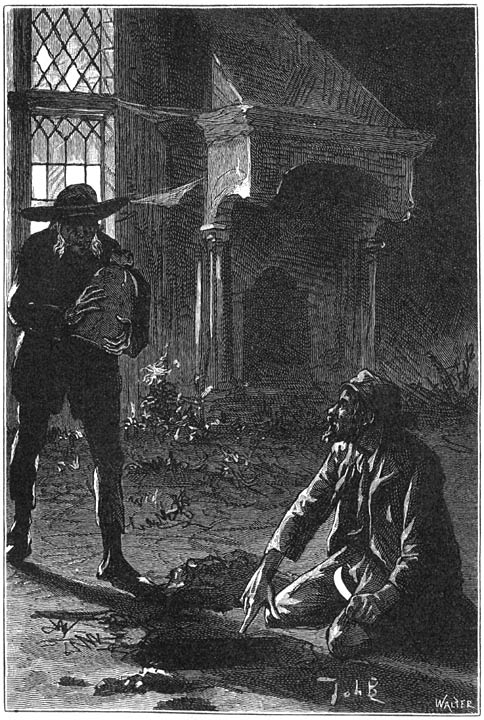
La maison hantée : Joe l'Indien et son comparse devant la cache du trésor, par Johan Braakensiek.

Dans cet antre à fantômes, ils grimpent jusqu'au deuxième étage où ils aperçoivent deux hommes, dont l'un, très sale et avec un accent espagnol, qu'ils reconnaissent à la voix être Joe l'Indien. Les malfrats sont occupés à déverser des pièces d'argent dans une cache, puis, à leur grande surprise, en extraient une caisse remplie d'or. Soudain, Joe s'aperçoit qu'il est surveillé, reprend son butin et s'enfuit avec son comparse, non sans avoir chuchoté « chambre 2 » (chamber 2). Tom et Huck supputent qu'il s'agit d'une chambre d'hôtel et par élimination passent en revue les tavernes et autres lieux de résidence, mais sans succès, jusqu'à la « Taverne de la Tempérance » ; Tom, muni du trousseau de clefs de tante Polly, pénètre dans la chambre 2, tandis que Huck fait le guet dans le couloir, puis en sort aussitôt : Joe l'indien gît sur le sol, ivre-mort.

#### Pique-nique de Becky Thatcher

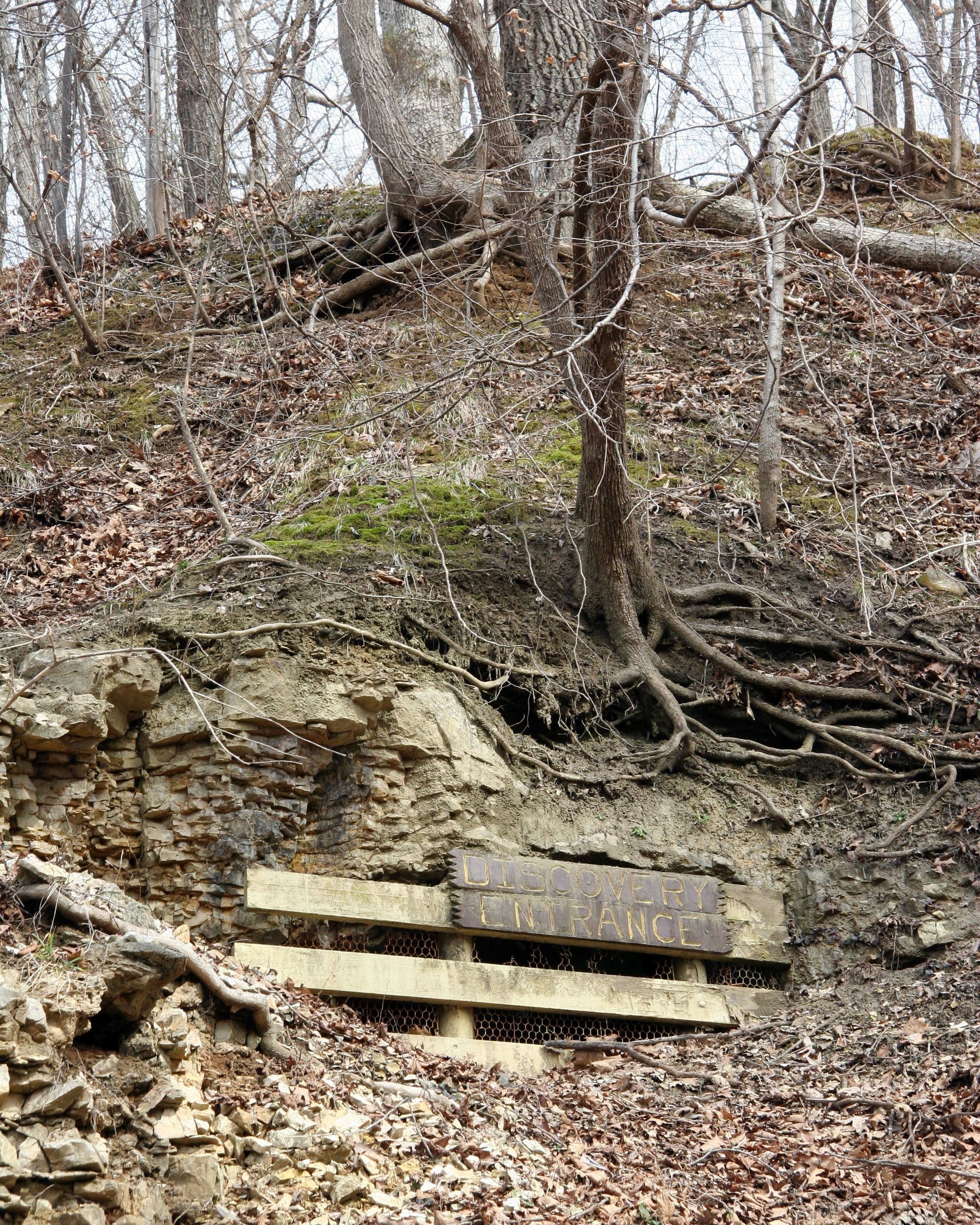
Entrée de la Grotte Mark Twain, dite « entrée » ('), du nom de son découvreur en 1819-1820.

Becky invite ses camarades d'école à un pique-nique. En ce samedi après-midi, les chaperons accompagnent les enfants pour une promenade en bateau sur le fleuve. Après avoir copieusement joué par une belle chaleur estivale, on décide d'explorer la grotte McDougal, célèbre pour son labyrinthe de couloirs, ses stalagmites et stalactites, ses cascades et ses lacs souterrains. Réconciliés, Tom et Becky s'éloignent du groupe et s'enfoncent d'un couloir à l'autre, se contentant, pour seule précaution, de laisser sur les parois une trace de leur passage avec le noir de fumée de leurs torches. Bientôt, cependant, ces dernières s'éteignent et les enfants, terrifiés, se retrouvent dans la plus totale obscurité. Les chauves-souris volètent alentour et Becky est fatiguée. Tom, ayant trouvé une source fraîche, la laisse se reposer à côté tandis qu'il progresse d'un stalagmite à l'autre avec le fil de son cerf-volant tiré de sa poche. À la fin d'un couloir, alors qu'il tâte la roche à la recherche d'un angle, soudain surgit vingt mètres plus loin une vive lumière projetée sur les cavités. Tom pousse un cri de frayeur et se sent comme pétrifié : c'est Injun Joe qui décampe aussitôt. Remontant le fil déroulé, Tom rejoint peu à peu sa camarade sans lui dire mot de sa rencontre. Quelques instants plus tard, il reprend sa marche en avant pour tenter de localiser une issue.

#### Huck sauve la veuve Douglas
Pendant ce temps, Huck, qui n'est pas invité au pique-nique, monte fidèlement la garde près de la « Taverne de la Tempérance ». Vers onze heures, Injun Joe et son comparse se faufilent avec leur trésor. Huck les suit à pas de chat : ils passent par Cardiff Hill et prennent le chemin du manoir de la veuve Douglas. Pressentant leur passage à l'acte et leur forfait — « Venge-toi sur elle », chuchote le comparse (« Take it out on her ») —, Huck se glisse jusqu'à la maison du Gallois et de ses fils, les informe de l'urgence de la situation et bientôt les hommes montent la garde fusils en main devant la belle demeure, tandis que la veuve, sans se douter de rien, parcourt tranquillement un livre dans son lit.

#### Retour des fugitifs

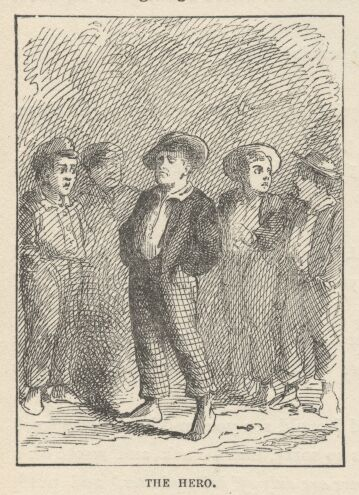
Le héros se pavanant devant ses copains ébahis.

La veuve Douglas et nombre d'autres visiteurs frappent à la porte pour venir aux nouvelles, mais le Gallois, fidèle à sa parole, ne dit mot du rôle joué par le jeune garçon. D'ailleurs, en proie à une forte fièvre, le petit héros est alité. À l'église cependant, Tante Polly et Mrs. Thatcher se rendent compte que Tom et Becky manquent à l'appel et donnent l'alarme sans tarder. À part un bout de ruban et leur nom écrit au noir de fumée, aucune trace des enfants : les cheveux gris de Tante Polly virent au blanc et Mrs. Thatcher lance des appels désespérés dont l'écho se réverbère sur les parois.
Ce n'est que le mardi soir que sonnent les cloches et s'élève le cri salvateur : « On les a retrouvés ! » (They've been found!). Après trois jours et trois nuits de terreur passés sans eau ni nourriture, Tom finit par repérer, à plus de huit kilomètres de l'entrée, un filet de jour à travers la roche donnant sur le fleuve. Il se glisse dans l'anfractuosité, persuade Becky de le suivre et arrête un esquif de passage qui les ramène à la ville.

#### Joe l'Indien emmuré
Becky est confinée dans sa chambre pour reprendre des forces, alors que Tom, allongé dans un sofa, raconte l'aventure à ses nombreux visiteurs, l'embellit de plus en plus et se glorifie de l'attention dont il est l'objet. Une quinzaine passe et on l'autorise à rendre visite à Huck. En chemin, il s'arrête pour prendre des nouvelles de Becky et apprend que son juge de père, par mesure de sécurité, a fait murer l'entrée de la grotte. Le garçon blêmit et révèle qu'Injun Joe y est enfermé. Le juge, Tom et une foule de citadins, en petits bateaux à voile et par le ferry, s'y précipitent, mais une fois la lourde porte de fer trempé (boiler iron) ouverte, le corps du bandit est aussitôt découvert, mort d'inanition, ce qui soulève la compassion de Tom, sensible à l'ultime lutte de celui qu'il a contribué à mettre hors d'état de nuire ; sans plus tarder, le cadavre est enterré près de l'entrée.

#### Reprise de la chasse au trésor

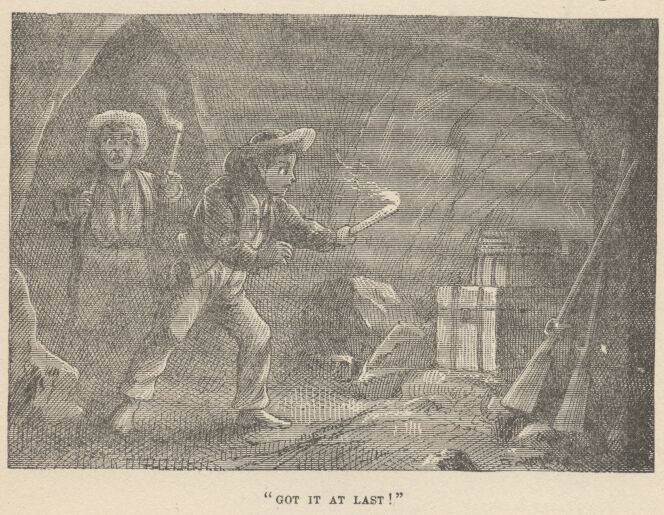
Découverte du trésor dans la grotte, par True Williams.

Chacun se remet peu à peu de ses émotions. Le trésor de la « chambre 2 », suppute Tom, doit être dans la grotte. Quoique terrifié à l'idée de tomber sur le fantôme de Joe l'Indien, Tom persuade Huck d'y retourner. Les deux gamins empruntent le bateau d'un « citoyen absent » (an absent citizen) , et s'enfoncent dans les galeries où ils découvrent, au pied d'une croix dessinée au noir de fumée, le trésor convoité. Les pièces d'or sont lourdes dans les sacs ; au retour, alors qu'ils s'apprêtent à les ranger dans un chalet de jardin chez la veuve Douglas, ils se voient interceptés par son voisin le Gallois qui les invite à le suivre jusqu'au manoir. Là, les attendent Tante Polly et nombre d'importants personnages, les Thatcher, les Harper et la veuve Douglas en personne qui accueille Huck comme son sauveur, le cajole et offre de lui donner un foyer, de veiller à son éducation et, le jour venu, de le lancer dans les affaires.
Tom s'exclame alors que « Huck n'a pas besoin de ça, Huck est riche ! » (« Huck don't need that, Huck is rich! »). Et pour preuve, il revient courbé sous les sacs. Une fois la surprise passée et les pièces comptées — il y en a pour plus de 12 000 $ —, la veuve Douglas et le juge Thatcher font serment de gérer au mieux cette manne, l'une au profit de Huck, l'autre à celui de Tom. Bientôt, les portes de la société s'ouvrent devant ce dernier, inscrit à l'École militaire (National Military Academy), comme pour l'ancien paria que sa protectrice entraîne volens nolens, propre comme un sou neuf et bichonné par une horde de domestiques, dans les soirées mondaines où l'on dîne dans des assiettes de porcelaine et avec des couverts d'argent, avant, le soir, de se glisser dans des draps immaculés,.

#### Affres de Huck

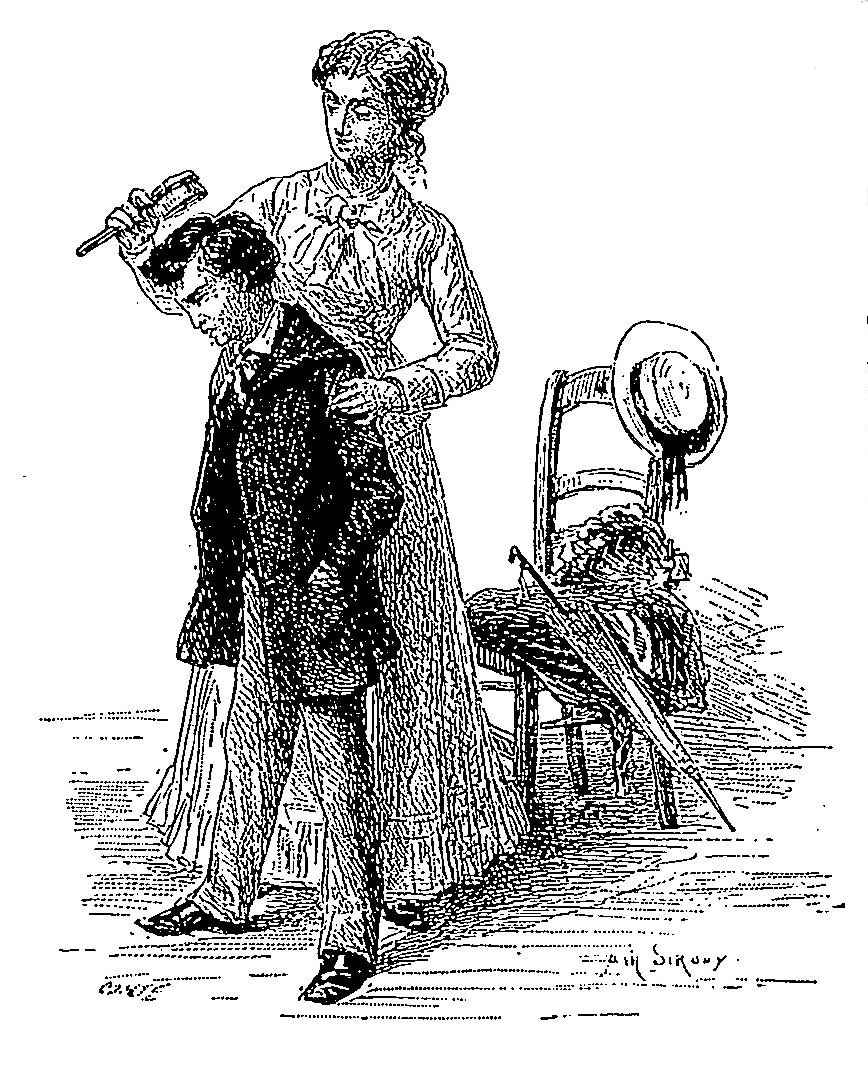
Huck bichonné chez la veuve Douglas, par Sirouy (1884)

Trois semaines plus tard, Huck est en fuite et manque à l'appel depuis quarante-huit heures . Les recherches s'organisent et Tom le découvre par hasard blotti dans un tonneau (hogshead) jouxtant l'abattoir désaffecté. Huck n'en peut plus de la richesse, « [traduction libre] Tom, tu peux me croire, c'est pas comme on penserait être riche, que des soucis, de la sueur, de quoi en crever, j'te dis !  ». Tom comprend les affres de son ami, mais finit par le persuader de tenter un nouvel essai ; argument suprême : s'il est « présentable » (respectable), il rejoindra sa bande de malfrats huppés. L'initiation promise a lieu au chapitre II des Aventures de Huckleberry Finn.
« So endeth this chronicle. It being strictly a history of a boy, it must stop here; the story could not go much further without becoming the history of a man. When one writes a novel about grown people, he knows exactly where to stop--that is, with a marriage; but when he writes of juveniles, he must stop where he best can. »
« [Traduction libre] Ainsi se termine cette chronique. C'est l'histoire d'un « garçon », sans plus. Elle doit prendre fin maintenant ; si elle se poursuivait, il ne lui en faudrait pas beaucoup plus pour devenir celle d'un « homme ». Quand un roman concerne des adultes, l'auteur en connaît exactement le dénouement, un mariage. Avec des jeunes, il convient qu'il sache y mettre un terme de la meilleure façon possible. »
Mark Twain s'intéresse désormais à Huck : en 1884, Les Aventures de Huckleberry Finn, écrit à la première personne, prend la relève.

## Personnages

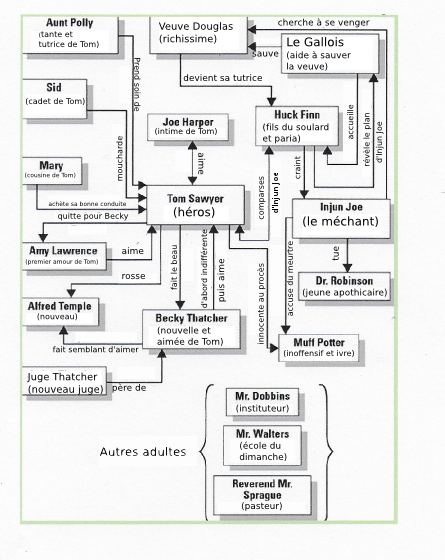
Tom Sawyer, schéma des relations entre les personnages,.

### Tom Sawyer
Héros du roman, Thomas Sawyer est un orphelin d'âge indéterminé, qui ne pense qu'à faire l'école buissonnière, à s'identifier aux personnages de ses romans préférés et à jouer des tours à ses camarades. Amoureux de Becky Thatcher, il n'a de cesse de l'impressionner, et lorsqu'il se retrouve perdu avec elle dans une grotte où ils sont bien près de mourir, il fait preuve de courage et s'évertue à la consoler alors même qu'il est terrorisé. Ces aspects du personnage ont donné de lui une image convenue d'enfant généreux, anticonformiste et libre.
Pour autant, Tom est aussi un garçon imbu de lui-même, à l'affût de la reconnaissance et de la gloire : il a le goût de la « magnificence théâtrale » (theatrical gorgeousness) (chapitre XV) et le besoin d'être admiré. Twain souligne sa « vicieuse vanité » (the vicious vanity that was in him) au chapitre XIX. À travers son histrionisme et ses malhonnêtetés, mensonges, vols, c'est le théâtre hypocrite de la petite ville américaine qui est également visé.

### Compagnons de cœur

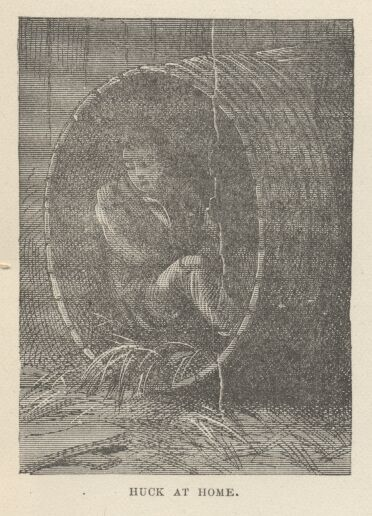
Huck chez lui.

Le compagnon de cœur de Tom est Huckleberry Finn, appelé Huck, peut-être inspiré de Tom Blankenship et autres habitants de Hannibal. Paria au grand cœur, il a pour père un ivrogne et, garçon vagabond, dort l'été à la belle étoile et l'hiver dans un tonneau (hogshead). Les enfants de Saint-Petersbourg ont interdiction de le fréquenter, ce qui rend sa compagnie d'autant plus attrayante. Il apparaît comme le pendant authentique de Tom Sawyer, véritablement « a-civilisé », naturel et indépendant. Avide comme son ami d'aventures et de chasses aux trésors, il refuse cependant de sacrifier sa vie de vagabond au confort et aux richesses.
Joe Harper réincarne l'ancien compagnon de jeu Will Bowen et Becky (Rebecca) Thatcher s'inspire de Anna Laura Hawkins, petite amie du jeune Mark Twain à Hannibal. Becky apparaît dès le chapitre III, mais c'est au chapitre VI que Tom lui déclare son amour, puis se fait punir à sa place de la plus féroce façon lorsqu'elle déchire accidentellement un livre. Selon Morris, elle est dépeinte selon la stricte représentation de la différence des sexes caractéristique de l'époque : timide, faible et dépendante, son rôle se borne à être courtisée, en l'occurrence par Tom. Bien qu'elle demeure le personnage féminin le plus célèbre créé par Twain, son rôle se réduit à peu de choses dans le roman, l'innocence idéalisée d'une petite fille, et l'auteur ne se souvient même plus de son nom quand il commence Les Aventures de Huckleberry Finn. Toutefois, elle y est brièvement mentionnée sous le nom de « Bessie » Thatcher et fait une apparition dans Schoolhouse Hill,.

### Famille
Tante Polly, sœur de la mère décédée de Tom, veille sur ses neveux et porte des lunettes pour se donner l'air sévère alors que sa vue est excellente. Ses liens de parenté avec cousine Mary sont inconnus, et il ne semble pas qu'elle ait été mariée ou ait eu des enfants. Vieille femme au grand cœur, elle a les pires difficultés à punir Tom sans ressentir du remords, et en éprouve tout autant lorsqu'elle ne le punit pas.
Elle apparaît dans les autres histoires du cycle de Tom et Huck. Dans son Autobiographie, Twain indique que le personnage s'inspire de sa propre mère, : « Elle a été celle dont j'avais besoin dans nombre de mes livres, où elle incarne la Tante Polly dans Tom Sawyer ». Elle tient aussi de Mrs. Ruth Partingdon, personnage de Life and Sayings of Mrs. Partingdon (Vie et proverbes de Mrs. Partingdon) (1854) de Benjamin Penhallow Shillaber . Autre source possible, Tante Patsy, de son nom Martha Ann Quarles, épouse de John Quarles, oncle de Twain.
Sid Sawyer est le demi-frère de Tom, sans doute du même père puisque les deux garçons partagent leur nom. Enfant modèle, il a pour habitude de dénoncer Tom à tante Polly, facilement dupée par son neveu. Il tient beaucoup du frère de l'auteur, Henry Clemens, de deux ans son cadet, mais Twain tempère cette filiation : « C'est Sid dans Tom Sawyer. Mais Sid n'a rien de Henry. Henry était un garçon bien plus gentil et plus fin que ne le fut jamais Sid. »
Mary (Sawyer ?) est la cousine de Tom, sans que son âge ni sa situation dans la famille ne soient précisés. Elle a une certaine influence sur son jeune cousin qu'elle tente de motiver, l'aide à faire ses devoirs et parfois obtient de lui qu'il lui obéisse, ne serait-ce qu'à contre-cœur. Elle est vraisemblablement la copie de Pamela Clemens, sœur de l'auteur.
Jim, le garçon noir qui travaille pour Tante Polly, incarne sans doute Sandy, l'esclave de la famille Clemens, connu pour passer sa vie à chanter. Quant à Joe Harper, ami de Tom, il ressemblerait à John B. Briggs, autre camarade d'école de Twain.

### Comploteurs

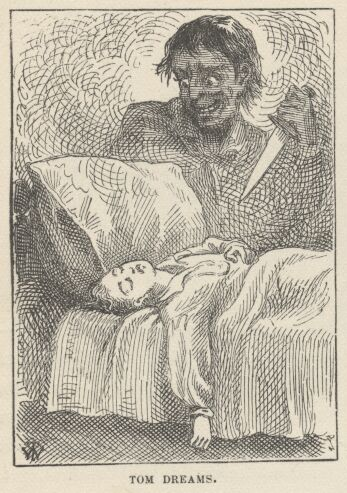
Tom voit Injun Joe en rêve.

Muff Potter est un personnage important pour la seule raison qu'il est accusé du meurtre du Dr Robinson. Joe l'Indien (Injun Joe) porte un nom méprisant, Injun, qui désigne les Indiens ; de plus, c'est un métis, symbole du paria dans la société américaine de l'époque, car fruit d'une transgression, « figure maudite et malheureuse qui ne peut appartenir à aucun groupe ». Il est le seul méchant du roman et représente l'unique danger réel du monde enfantin de Tom. À ce titre, il est l'adulte qui a le rôle le plus saillant dans l'histoire. Mark Twain fait preuve du racisme anti-indien — également présent dans À la dure — qui attribue à cette ethnie les traits les plus vicieux et les plus cruels : de fait, Joe tue — cinq meurtres lui sont imputés —, se parjure, projette de mutiler le visage de la veuve Douglas. Il finit par mourir de faim dans la grotte McDougal.
Joe l'Indien a réellement existé. Dénommé Joe Douglas, vivant à Hannibal où il décède en 1925, c'est un Osage scalpé par des Pawnees. Bon travailleur et respecté, l'Amérindien s'est perdu dans la grotte McDougal et Twain écrit dans son Autobiographie qu'il a survécu en mangeant des chauves-souris. Toutefois, un autre Joe Douglas habitait lui aussi à Hannibal et jusqu'à sa mort à 102 ans, il n'a eu de cesse de proclamer qu'il n'avait rien à voir avec le meurtrier de Tom Sawyer.

### Victimes
Inspirée d'une certaine Melicent Holliday, la veuve Douglas, riche habitante de Saint-Petersbourg, est une belle femme pieuse d'une quarantaine d'années qui vit avec sa sœur célibataire Miss Watson, dans un manoir perché sur la colline (Cardiff Hill). Apparaissant au chapitre V, elle passe au premier plan de l'histoire au chapitre XXIX, alors que Joe l'Indien projette de la mutiler. Huck la sauve et, en récompense, la veuve le prend sous son toit et se propose de le « civiliser ».
Le Dr Robinson ne joue aucun rôle dans l'histoire sinon d'être poignardé à mort. Jeune apothicaire respecté, avec la passion de la recherche, il loue les services d'Injun Joe et de Muff Potter pour exhumer le cadavre de Hoss Williams et pratiquer sur lui des expériences scientifiques.

### Autres personnages
Le juge Thatcher est le plus haut dignitaire de Constantinople — en réalité Palmyra —, chef-lieu du comté où il réside, à vingt kilomètres de Saint-Peterbourg où il vient voir son frère, l'homme de loi de la ville. Vraisemblablement inspiré du père de Twain, le juge de paix John M. Clemens, il est décrit comme « auguste », « bien rembourré », « prodigieux » (august, portly, prodigious). Le juge n'apparaît que deux fois dans le roman, lors de la remise des prix et après que Tom réussit à s'échapper de la grotte avec sa fille Becky. Ses fonctions le conduisent à prendre en charge les intérêts de la communauté : c'est lui qui, par mesure de précaution, fait murer l'ouverture de la grotte, ou encore, avec l'aide de la veuve Douglas, contribue à gérer le trésor des enfants,. Jeff Thatcher est le cousin de Becky. C'est un ami de Tom qui ne joue qu'un rôle mineur dans l'action.
Mr. Sprague est le pasteur méthodiste de la paroisse. Mr Jones, dit le Gallois, et ses fils vivent près de la résidence de la veuve Douglas, et ce sont eux qui réagissent dès que Huck alerte le voisinage sur l'imminence des projets criminels d'Injun Joe. Amy Laurence est le premier amour de Tom, vite oubliée dès l'arrivée de Becky. Ben Rogers est l'ami de Tom qui se fait berner en acceptant de blanchir la palissade de Tante Polly à sa place. Alfred Temple est un nouvel arrivant venu de Saint-Louis qui arbore de beaux vêtements. Lui aussi est sensible aux charmes de la petite Becky qui prétend parfois le courtiser pour éveiller la jalousie de son amoureux,.

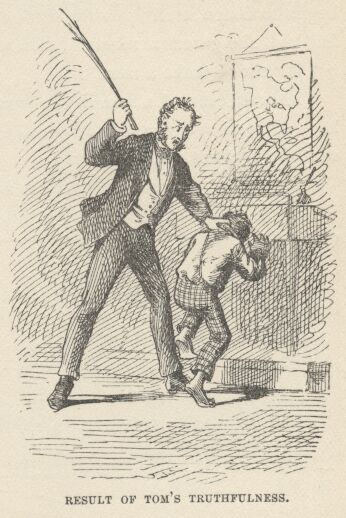
Tom sauve Becky du fouet de et le reçoit à sa place.

Restent Mr. Walters, le directeur de l'école du dimanche, maigrelet et portant barbiche, et Mr. Dobbins, le maître de l'école élémentaire. Le premier ne ressemble en rien à celui qu'évoque Twain dans son Autobiographie, décrit comme calme et de bon sens ; en revanche, le second s'inspire en partie de Mr. Dawson, maître de l'école fréquentée par Twain à Hannibal. Walters se ridiculise lorsque, pour s'attirer les bonnes grâces du juge, il décerne à Tom un prix qu'il ne mérite pas. Quant à Dobbins, il tue par l'alcool sa mélancolie de n'avoir eu les moyens de faire des études médicales, ce qui lui vaut les risées de ses élèves. C'est un maître prompt à user du fouet ou de la férule qu'il manie avec complaisance sur les garçons comme sur les filles. Lorsque Becky déchire accidentellement le vieux manuel d'anatomie rangé dans le tiroir de son bureau (chap. XX), c'est uniquement parce que Tom s'accuse du forfait et reçoit les verges à sa place qu'elle échappe au châtiment corporel.

## Circonstances de la publication

### Incertitude sur le public visé
Le 5 juillet 1875, Twain envoie le manuscrit à Howells avec une note de mise en garde : « Ce n'est pas un livre pour garçons. Il ne doit être lu que par des adultes. Il n'a été écrit que pour les adultes ». Or, Howells, tout en exprimant un jugement très positif sur le roman, ajoute : « Je pense que vous devriez en faire très explicitement une histoire pour la jeunesse ». Twain, d'abord irrité, finit par admettre l'idée quand sa femme, Olivia (Livy), abonde dans le même sens,.

### Deux éditions

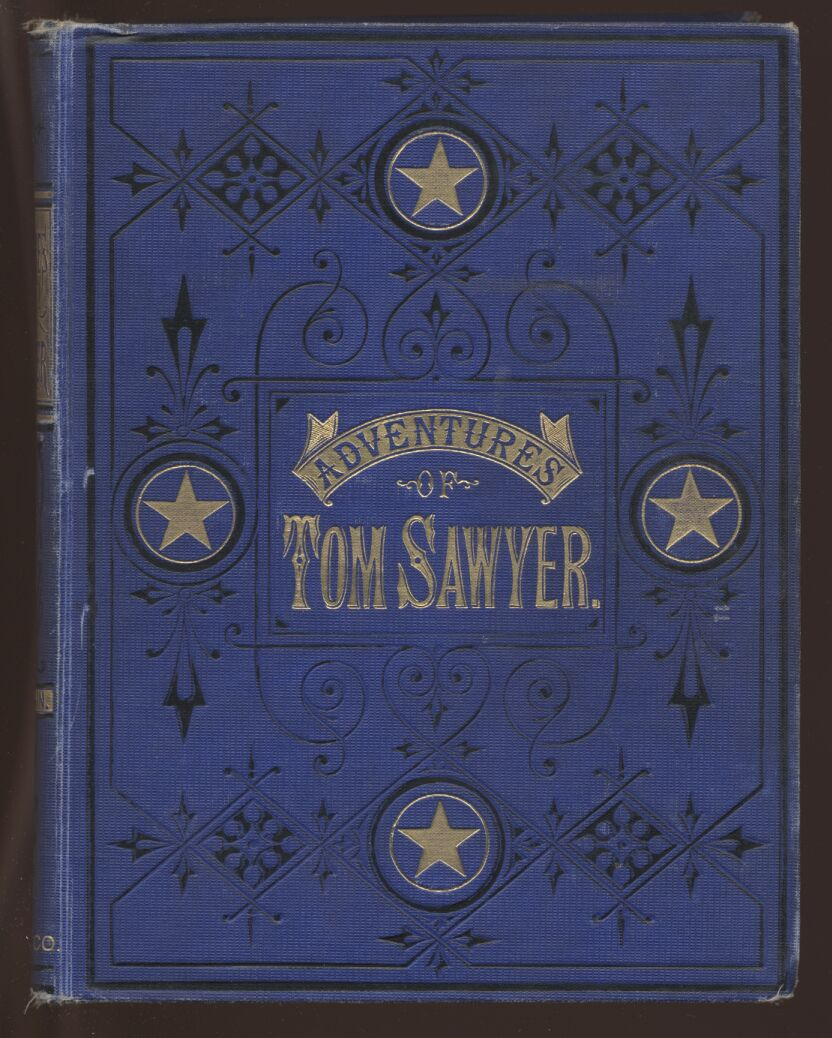
Édition américaine de 1876.

Le 5 novembre 1875, Twain remet ce manuscrit à l'American Publishing Company, une maison d'édition de Hartford, en la personne de sa présidente Elisha Bliss, qui l'adresse à True Williams pour les illustrations : pour des raisons non élucidées, la parution est différée, mais dans le même temps, Twain le confie en janvier à Moncure Conway pour Chatto & Windus de Londres qui le publie le 9 juin 1876 sans illustration ; des éditions pirates paraissent très vite au Canada (Belford Brothers) et en Allemagne (Bernard Tauchnitz) ; finalement, l'American Publishing Company sort la sienne le 8 décembre 1876, la première à être illustrée.
Ces deux éditions diffèrent légèrement : après avoir achevé son manuscrit, Twain en a fait réaliser une copie que Howells a annotée et sur laquelle l'auteur a apporté des corrections. Les changements ont ensuite été reportés sur le manuscrit original, mais certains ont échappé à la vigilance des secrétaires. L'édition anglaise est établie d'après cet exemplaire, que Rasmussen appelle « secretarial copy », tandis que l'édition américaine est fondée sur le manuscrit original. De plus, Twain révise personnellement les épreuves de l'édition américaine, ce qu'il ne fait pas pour l'édition anglaise. L'édition américaine fait donc autorité, mais selon les versions utilisées, les chapitres ont une numérotation différente.
Avant que ne paraisse Tom Sawyer, Mark Twain est un écrivain déjà célèbre : ses récits de voyages et ses conférences sont connus, et il est considéré comme l'un des meilleurs humoristes américains : James Russell Lowell qualifie La Célèbre Grenouille sauteuse du comté de Calaveras de « plus beau morceau d'humour écrit en Amérique »,.
Au moment de la publication du roman, Twain est marié avec Olivia (Livy) depuis six ans, a deux filles, Susy et Clara, et s'est installé à Hartford, Connecticut, dans une vaste et couteuse demeure. Le train de vie qu'il y mène est pour lui une source de soucis financiers et il espère que Tom Sawyer sera un aussi grand succès de librairie que Le Voyage des innocents.

### Accueil critique
D'après Lee Clark Mitchell, Les Aventures de Tom Sawyer « peut prétendre […] à être le plus populaire des romans américains » (« lays claim […] to being America's most popular novel »).
Pourtant, il n'a d'abord connu qu'un faible succès, bien moins que Le Voyage des innocents, à peine 20 000 exemplaires (35 000 en 1885), ce que Twain considère comme un échec. De plus, catalogué comme un livre pour la jeunesse, encore que Mark Twain précise dans la préface qu'il est aussi destiné aux adultes, il souffre de n'avoir pas été assez tôt pris au sérieux. Twain s'évertue à corriger cette impression en multipliant les mises en garde :  « Tom Sawyer n'est pas un livre pour les enfants, j'écris pour des adultes qui ont été des petits garçons », ou encore « Ce n'est pas un livre pour garçons. Il ne doit être lu que par des adultes. » En 1877, le New-York Evening Post vient à la rescousse en écrivant que l'idée qu'un tel roman puisse être destiné aux enfants ne saurait être qu'une plaisanterie de l'auteur.
William Howells (Atlantic Monthly, no 37, mai 1876) parle d'une « merveilleuse étude de l'esprit d'un garçon qui vit dans un monde totalement différent de celui dans lequel il est corporellement présent au côté des adultes », mais il évoque surtout la moralité du roman et des personnages : « Tom ne jure presque pas » (Tom hardly swears at all) et Huck, selon lui, est sur une bonne voie puisqu'au dénouement, il commence « à vivre décemment » (a decent Life).
L'Edinburgh Scotsman (23 juin 1876) évoque un délicieux roman pour les gamins, malgré sa forte « saveur américaine », que les parents pourront sans crainte mettre dans les mains de leurs enfants. Richard Littledale (Academy, 24 juin 1876) voit dans le livre, qu'il juge amusant, un intéressant témoignage sur le « genre d'animal qu'est l'écolier américain » (« The kind of animal that is the American schoolboy ») — ou du moins qu'il était quelques décennies plus tôt —, avec son imagination bizarre et ses superstitions.
L'article du London Standard (7 juillet 1876) juge qu'il s'agit d'une œuvre capitale dans le domaine de la littérature pour garçons ; son compte rendu a ceci de remarquable qu'il met en valeur une identité propre de la littérature américaine, dont Tom Sawyer est une illustration exemplaire : la langue y est, au sens littéral, « extra-ordinaire », et, bien que fondée sur l'anglais, différente, développée aux États-Unis, avec une autre grammaire et un argot qui lui sont propres.
Le Saturday Review (8 juillet 1876), dans un compte rendu lapidaire, regrette l'humour trop souvent extravagant et vulgaire qui serait habituel à l'auteur. Le San Francisco Chronicle (7 janvier 1877) parle de l'un des meilleurs livres du « génial Mark Twain » (the genius that is Mark Twain).
Le San Francisco Evening Bulletin (20 janvier 1877) enchérit sur ce jugement et estime que nulle part ailleurs les dons de Mark Twain n'ont été plus évidents, son imagination débridée plus libre et son humour plus authentique. Le personnage de Tom ne peut qu'avoir été profondément vécu et senti, et pour être peint avec autant de vivacité, il a dû jaillir de la conscience la plus intime de son créateur. À l'opposé de Howells, le périodique souligne également que Tom, débordant de perversité enfantine, ment, trompe, vole, et va ainsi de mal en pis.
Le New-York Evening Post (1er février 1877) est plus critique, et affirme que, si la première moitié de l'œuvre est caractéristique du meilleur Twain, le reste perd tout charme du fait du caractère « grotesque » (ludicrous) du récit : la prétention de l'auteur à le considérer comme une œuvre pour la jeunesse est l'une de ses grosses plaisanteries, tant il est clair qu'un jeune garçon serait tenté d'en imiter le héros.
En définitive, Tom Sawyer est devenu le plus grand succès de Twain, sans cesse réédité de son vivant. Depuis, il a connu des centaines d'éditions et été traduit dans des dizaines de langues. Selon Hemingway, il est considéré comme une œuvre fondatrice, et d'après Faulkner, son auteur est « le père » (the father) de la littérature américaine.

## Statut du roman
Mark Twain livre dans la préface le double projet des Aventures de Tom Sawyer, marquant au passage l'ambiguïté de statut du livre :
« Although my book is intended mainly for the entertainment of boys and girls, I hope it will not be shunned by men and women on that account, for part of my plan has been to try to pleasantly remind adults of what they once were themselves, and of how they felt and thought and talked, and what queer enterprises they sometimes engaged in. »
« Bien que mon livre ait surtout pour but de divertir garçons et filles, j’espère qu’il ne sera pas boudé pour cette raison par les hommes et les femmes, car je me suis également proposé de remémorer agréablement aux adultes ce qu’ils ont jadis été eux-mêmes, leurs sentiments, leurs pensées et leurs paroles, et dans quelles étranges entreprises ils s’engageaient parfois. »

### Ambiguïté
Le roman est ainsi censé être une œuvre pour la jeunesse, mais il s'agit en même temps d'un livre de souvenirs destiné aux adultes. La préface donne une brève analyse du contenu : composé de sentiments, de pensées, de paroles et d'entreprises propres à l'enfance, le jeune lecteur s'en amuse, y retrouvant peut-être quelques bribes de sa propre image, et l'adulte fait resurgir des sentiments, des pensées, des paroles déjà vécus, mais enfouis dans sa mémoire.
Cette dualité, présente tout au long du roman, en fait un ouvrage sur les enfants, mais où se retrouve le point de vue de l'adulte qui se remémore avoir été enfant ; le souvenir est sollicité pour que surgissent des sentiments naguère ressentis et aujourd'hui présentés avec un nimbe d'affectueuse empathie assez souvent tempérée d'une dose d'ironie. Twain procède de la même façon dans Les Aventures de Huckleberry Finn, mais dans ce dernier roman, le point de vue de l'enfant et de l'adulte se rejoignent et se mêlent du seul fait que le récit est conduit à la première personne.
Duick et Frison montrent que les brusques changements de tonalité de l'ouvrage — l'humour succédant à des scènes abominables, « les « mauvais » garçons devenant parfois des modèles » —, tout en divertissant les enfants, incitent les adultes à réfléchir sur l'état de la société et l'universalité de la morale. Certains épisodes et motifs, voire certains personnages sont étrangement ambivalents : « derrière chaque scène de souvenir d'enfance lumineux et ensoleillé qui éclaire le roman est tapi son contraire : un univers de cauchemar et de bêtise qui remet en cause les fondements mêmes du monde perdu de Saint-Petersbourg. »
L'ambivalence de la tension touche l'ensemble de Tom Sawyer qui se veut une protestation contre la littérature de l'enfant modèle : en annonçant que Tom n'en est pas un, Twain se range dans un nouveau mouvement littéraire, celui du « mauvais garçon », justement, qui satirise la philosophie morale des histoires « béni-oui-oui ». La distinction entre bonne et mauvaise conduite s'estompe, et ce n'est qu'avec Huckleberry Finn que seront définies les implications complexes d'une prétendue « mauvaise conduite », souvent plus morale « du fait de sa capacité à bouleverser les prémisses moralement civilisées d'un Sud esclavagiste. »

### Palette de genres
Les Aventures de Tom Sawyer participe de plusieurs genres : les traditions et conventions de la fiction romanesque ; l'autobiographie puisque l'histoire est en majeure partie fondée sur les souvenirs de l'auteur ; la quête identitaire de la part du jeune héros, ce qui l'apparente, à cela près que l'histoire s'arrête à la fin de l'enfance, au Bildungsroman ; la veine picaresque avec des épisodes présentés de manière strictement chronologique ; la satirico-comique aussi quand les mœurs d'une bourgade se voient montrées à la loupe.

#### Composante romanesque
Tom se complaît à lire des romans d'aventures, Robin des Bois, des contes de pirates et de voleurs. Ses amis et lui se donnent des noms flamboyants, Tom « Le Vengeur noir de l'océan des Caraïbes » (chapitre VIII), Joe « Terreur des flots », Huck « Mains de sang »,. Tom se souvient de toutes ses lectures, tant intrigues que dialogues — alors qu'il n'a aucune idée des versets de la Bible —, et, à la fois animateur et réalisateur, organise des jeux de scène avec Huck et Joe Harper : ses personnages sont des pirates qui volent et tuent, sauf les femmes, parce qu'ils sont « trop nobles » (too noble). Rasmussen écrit que l'imagination de Tom le rapproche de Don Quichotte, alors que Huck, plus réaliste, joue le rôle de Sancho Panza.
Ces saynètes préfigurent la vraie vie qui ne tarde pas à se manifester, si bien que s'opère un glissement de la fiction à la réalité. L'épisode du cimetière où un cadavre est dérobé et Injun poignarde le docteur, son refus de tuer la veuve Douglas qu'il préfère défigurer, tout cela l'apparente aux « nobles » pirates, à cela près que ce n'est pas la générosité qui le guide, mais le désir d'une vengeance plus subtile et plus cruelle que la mort elle-même.
Les conventions de ce genre de fiction jouent un autre rôle : les actes criminels dont Tom et Huck sont témoins ne semblent pas les jeter dans un trouble particulier. Seule parle la terreur que Tom ressent face à Injun Joe, dans le cimetière, au procès, dans la maison hantée, dans la grotte. Si le crime en soi ne le préoccupe guère, sa conscience lui dicte de sauver l'innocent faussement accusé. Son témoignage de vérité reste à double tranchant : il lui confère la dignité de héros et lui vaut la haine meurtrière du Satan de la ville. Rasmussen pense qu'une telle constatation révèle les idées de l'époque sur la psychologie enfantine, mais implique aussi que les lectures et les jeux de Tom l'ont endurci et préparé à la rudesse, voire à la violence de la vie.

#### Composante autobiographique

Le Missouri.

D'un strict point de vue autobiographique, Rasmussen, se fondant sur le témoignage de Laura Hawkins, petite-amie d'enfance de Mark Twain, confirme que le héros est pratiquement la copie conforme de l'enfant Samuel Clemens, en particulier dans les premiers chapitres. En effet, seuls les événements mineurs, les coquineries scolaires, les parades amoureuses devant la maison de Laura Hawkins, le sucrier cassé par Henry, etc. trouvent une réplique dans le roman. Les drames et autres tragédies, l'épisode du cimetière, l'exhumation comme le meurtre, l'errance dans la grotte, la découverte du trésor, sont pure invention.
Evans analyse le seul détail choisi par Twain pour décrire physiquement Tom : ses cheveux bouclés. Ces boucles sont empruntées à l'auteur qui écrit dans son autobiographie (volume II) qu'elles « ont rempli sa vie d'amertume  ». Or, ajoute le critique, que Tom ait ou non les cheveux bouclés n'a aucune incidence sur l'action — il eût pu aussi bien avoir les cheveux raides, selon la mode de l'époque —, mais Tom est en partie le jeune Samuel, et Twain lui lègue ce petit trait alors considéré comme « efféminé », furtif coup de pinceau non anodin puisqu'il écorne de façon intime l'image de l'aventurier fanfaron et impavide que Tom revendique.
Twain a une confiance aveugle en sa mémoire ; dans son autobiographie, il relate une conversation avec John Hay, secrétaire d'État, au cours de laquelle il affirme que tout auteur se servant de son propre passé ne peut dire que la vérité, malgré lui le plus souvent, car chaque fait et chaque chose imaginée fusionnent pour révéler « la vérité de son être intime, son âme, son caractère ».
Tom Sawyer n'est pas écrit à la première personne. Hutchinson explique que l'aspect autobiographique y reste délimité par les souvenirs de Hannibal, bourg destiné à se métamorphoser sous divers noms dans plusieurs œuvres, Les Aventures de Huckleberry Finn, Un Yankee du Connecticut à la cour du roi Arthur (1889), La Tragédie de Pudd’nhead Wilson et la comédie des deux jumeaux extraordinaires (1894), L'Homme qui corrompit Hadleyburg (1899) et même Eseldorf situé dans l'Autriche de 1590 avec Le Mystérieux Étranger (1897-1906) resté inachevé.
Quand Twain commence le roman en 1873, le Hannibal de son enfance (1839-1853) a complètement disparu. La guerre de Sécession et l'industrialisation ont transformé aussi bien physiquement que sociologiquement le Mississippi et ses abords. Ainsi, la reviviscence autobiographique redonne vie à un passé qui n'est plus — ce que Twain appelle « l'Ouest de son enfance » —, dont le souvenir tend à embellir les lieux, ici colline, fleuve, carrière, anciens abattoirs, etc. Le coteau apparaît comme le pays de cocagne, un lieu de rêve et de repos ; à Saint-Petersbourg brille un été permanent et, selon Peck, c'est là qu'apparaît la véritable unité du roman, à la fois de lieu, de temps et d'humeur.
Dans son autobiographie, Twain passe la revue des personnages qui l'ont inspiré : une mosaïque d'ivrognes pour Muff Potter, un heureux mélange pour Tom, l'auteur enfant et quelques autres garnements. Nulle description, cependant. Becky, avec ses nattes blondes et ses yeux bleus, n'est qu'un stéréotype parfait, même si, selon Twain, elle s'inspire de Mary Miller, voisine d'en face des Clemens. Quant à Huck, ses vêtements sont dépeints, mais nulle trace de son visage, si bien qu'il demeure une figure idéalisée et exemplaire : « sale, ignorant, sous-alimenté, mais au cœur d'or et totalement libre », un symbole d'indépendance heureuse.
Comme précisé dans la préface, le regard vers le passé demeure indulgent, celui d'un auteur adulte appartenant à un monde moins hétérogène que celui de Huckleberry Finn et dont la voix s'affirme de bout en bout (settled). Le « lecteur imaginaire » est censé s'identifier au protagoniste, mais ce dernier étant condamné à ne pas grandir, cette connivence se voit spoliée : le héros est privé des privilèges de l'héroïsme, la richesse, un mariage avec le meilleur parti de la ville, le statut de notable local. Selon Gerber, le choix même du nom « Saint-Petersbourg » n'est pas innocent : « le lieu de saint-Pierre » (St. Peter's place), autrement dit le paradis.
Tom a eu le temps de se forger une identité et comme le récit présente le point de vue d'un garçon dont le narrateur reste complice, la route de l'enfance traverse nécessairement le monde des adultes et s'en rapproche de plus en plus.

#### Composante satirico-sentimentale
La représentation sociale que fait Twain de Saint-Petersbourg est perçue de manière très variée par les lecteurs de Tom Sawyer : Bernard DeVoto est sensible à la description nostalgique d'une communauté rurale et une idylle du temps passé ; Hutchinson considère que le caractère parodique des descriptions révèle plutôt une vie sociale terne et somnolente, dont la torpeur s'affiche d'autant plus que les aventures de Tom sont mouvementées ; Robinson est même d'avis que la vie sociale n'y est fondée que sur la mauvaise foi et ne s'y nourrit que d'inepties.
À l'exception de Huck qui, pour n'avoir connu ni famille, ni école, ni église, échappe à la plupart des travers sociaux, les habitants, issus du Midwest conservateur, religieux et puritain — évoqués dans plusieurs autres œuvres — témoignent de traits de caractère qui ne sont donc pas toujours flatteurs. En 2008, le traducteur Bernard Hœpffner parle d'une bande de « connards qui votent pour Bush » : certains sont portés sur l'alcool, comme l'instituteur ; la superstition règne en maître— comme Mark Twain le précise dans la préface — : un chien qui hurle annonce la mort, un cadavre qui saigne montre son meurtrier, le chat mort soigne les verrues, mais uniquement dans un cimetière à minuit, ou encore « Eau de pluie, eau de bois mort, / Grâce à toi ma verrue sort », etc. De tels préjugés, considérés comme vérités immuables, influencent les décisions d'une population encore peu éduquée et donnent lieu à de longues discussions, du moins entre Tom et Huck.

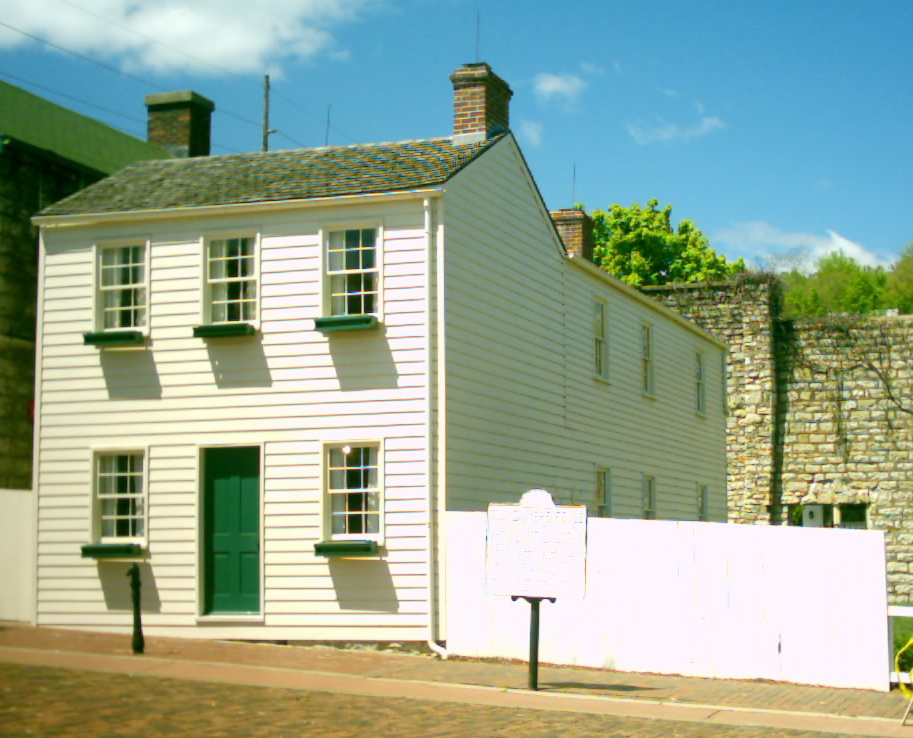
Maison d'enfance de Twain, à Hannibal.

L'ironie de Twain s'exerce sur la volatilité de l'opinion publique, prête à lyncher Muff Potter, puis changeant soudain de direction — comme si elle ne l'avait jamais accusé —, lorsqu'il est innocenté ; ou encore sur l'Église, véritable théâtre de vanité, ou même sur l'enseignement de la morale, dont la rhétorique « sublime » et « cauchemardesque » — c'est le narrateur qui commente — accable les jeunes filles lors de leur récitation de fin d'année (chapitre XXI) : « Mais ce qui faisait la particularité unique de ces travaux, […] c’était l’inévitable, l’intolérable sermon qui terminait chacun d’eux à la façon d’un appendice monstrueux. Peu importait le sujet. On était tenu de se livrer à une gymnastique intellectuelle inouïe pour le faire entrer coûte que coûte dans le petit couplet d’usage où tout esprit moral et religieux pouvait trouver matière à édification personnelle. L’hypocrisie flagrante de ces sermons n’a jamais suffi à faire bannir cet usage des écoles […] Aujourd’hui encore, il n’y en a pas une seule dans tout notre pays, où l’on n’oblige les jeunes filles à terminer ainsi leurs compositions. Et vous découvrirez que le sermon de la jeune fille la plus frivole et la moins pieuse de l’école est toujours le plus long et le plus impitoyablement dévot ».
En revanche, ni l'obéissance au conformisme, ni les pulsions personnelles n'apparaissent comme vraiment monstrueuses et, lorsque l'ensemble des villageois se mobilise pour retrouver Tom et Becky, Twain dépeint un village accablé et souffrant solidairement, puis au retour des « disparus », qui se répand en effusions de joie et de larmes plus éloquentes que les mots : « les gens […] ne pouvaient même plus parler et erraient en versant des torrents de larmes ».
D'après Peck, Saint-Petersbourg ne représente pas seulement Hannibal, mais l'ensemble de la vie rurale des États-Unis, et à ce titre, Les Aventures de Tom Sawyer annonce des œuvres du XXe siècle, telles que Winesburg-en-Ohio de Sherwood Anderson (1919) et Rue principale (Main Street) de Sinclair Lewis (1920), romans qui, comme celui de Twain, révèlent une profonde affection envers le monde perdu qu'ils racontent.

#### Composante picaresque
Twain n'indique jamais ce qu'il doit à ses lectures. Pourtant, les références au roman d'aventures, au récit régionaliste et à la veine picaresque ne manquent pas dans Tom Sawyer. Les influences de Dickens (le Bildungsroman),, Don Quichotte, Poe avec Le Scarabée d'or (The Gold Bug), et plus obscures pour le lecteur d'aujourd'hui, celles des auteurs régionalistes comiques Augustus Baldwin Longstreet (1790-1870), surtout connu pour Georgia Scenes, et George Washington Harris (1814-1869), créateur du personnage Sut Lovingood, se font assurément sentir,. Don Quichotte, en particulier, que Twain lit vers la fin des années 1860 et qui le fascine par sa satire, prête au moins deux des attributs de son héros à Tom : lecture vorace d'histoires romanesques et confusion entre imagination et réalité.

## Thématique
Les thèmes contenus dans Les Aventures de Tom Sawyer concernent des enfants et, au-delà, la société tout entière, et aussi l'humaine condition.

### Maturation du héros
Messent relève l'importance des barrières et des fenêtres dans le roman. True Williams, illustrateur de Mark Twain, est connu pour le peu d'attention qu'il porte au texte : dans la première édition, il représente la palissade que Tom doit repeindre avec des barres latérales espacées, de la hauteur de l'enfant, alors qu'il s'agit de tout autre chose : censée avoir quelque 27 mètres de long sur 3 mètres de haut (chapitre XXVI), son gigantisme est symbolique des barrières séparant le domaine privé de l'espace public, et la maturation de Tom représente un parcours dans lequel nombre de frontières doivent être franchies.

#### Espace public et espace privé
D'un côté, les valeurs du foyer qu'incarne Tante Polly ; de l'autre, l'autorité des institutions d'une bourgade de campagne « trente ou quarante années plus tôt » : ici, Tom se rebelle et affirme un besoin de liberté sur quoi rebondissent les punitions ; là, son imagination folâtre subvertit l'éthique exigeant labeur et respect des usages, au point que ses funérailles se voient spoliées de leur solennité par sa miraculeuse résurrection. C'est surtout hors des frontières du bourg qu'il atteint au génie, en marge de la civilisation, dans les forêts pour revivre l'aventure de Robin des Bois, sur l'île Jackson afin de réincarner les pirates de la Caraïbe, enfin dans la grotte McDougal au péril de sa vie et de celle de sa petite fiancée.

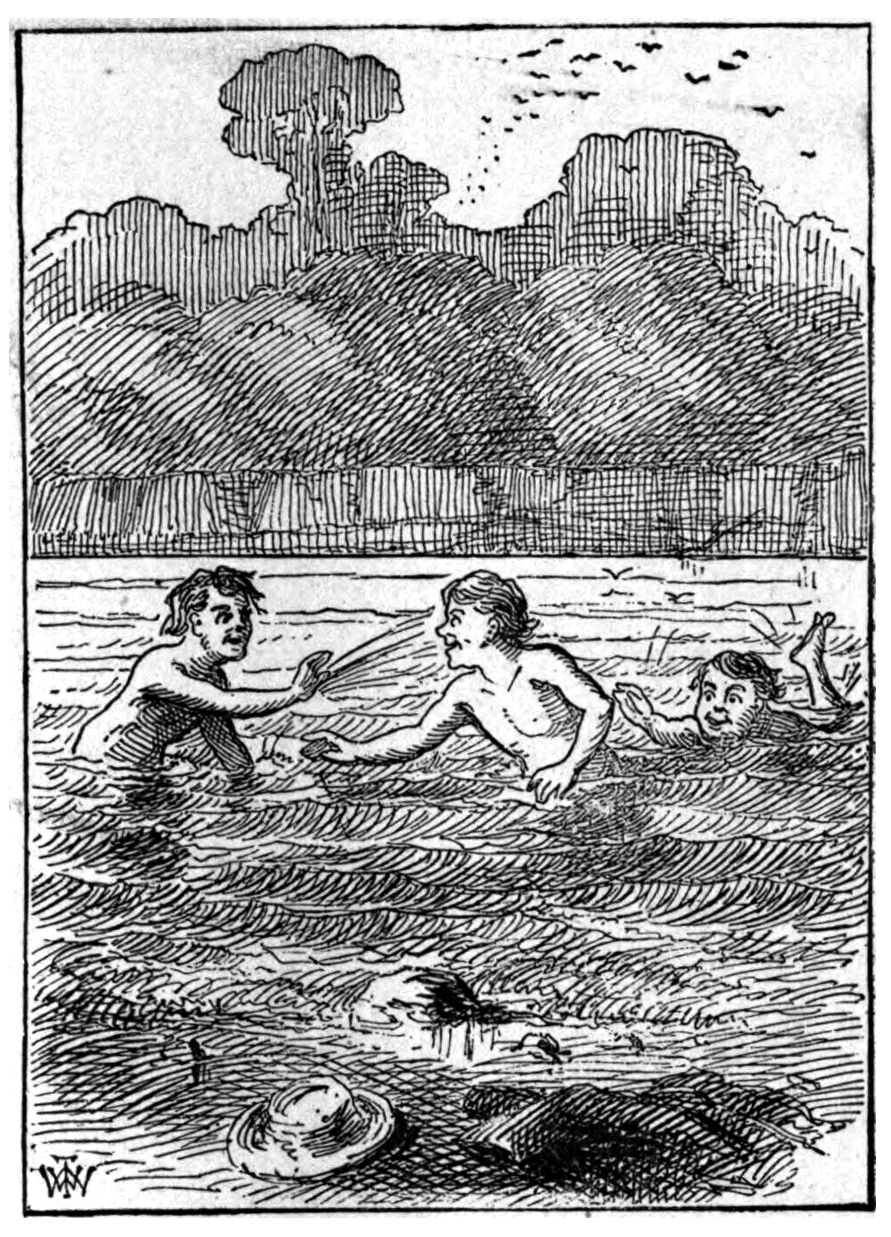
La baignade sur l'Île Jackson.

Cette liberté que sa bande s'octroie tient de l'utopie d'un monde sans entraves sociales. Twain évoque « le délice ressenti à se réveiller frais et reposé dans le profond silence et le calme des bois » ; et pour décrire le plaisir à se baigner dans la rivière, le vocabulaire choisi évoque les cabrioles et les ébats de jeunes animaux, « caracoler », « gambader », etc., alors que volent alentour les vêtements, ces derniers vestiges de la civilisation,.
Peck voit dans ce tableau une vision de la jeunesse en symbiose avec la nature rappelant à la fois Rousseau (L'Émile) et Wordsworth (Le Prélude). Alors que Twain, écrit-il, tend plutôt à se méfier de la sensibilité en la rendant aussitôt burlesque, ici il laisse aller la fête lustrale jusqu'à son terme, sans commentaire ni restriction d'aucune sorte.

#### Premier pas hors du monde de l'enfance
Il coïncide avec l'entrée en scène de Joe l'Indien, homme de la nuit, d'abord dans un cimetière désaffecté. Twain accuse le caractère gothique de la scène, l'air immobile, le hululement de la chouette, des ombres se mouvant dans les ténèbres : pour la première fois une menace plane et désormais l'atmosphère quasi pastorale cède au cauchemar. Tom est témoin d'une scène barbare : un cadavre exhumé, un meurtre, un innocent accusé. La prise de conscience s'effectue en deux étapes : d'abord, craignant pour sa sécurité, il garde le silence et tente d'apaiser ses doutes en offrant quelques babioles au prisonnier dans sa geôle. Le déclic se produit au tribunal lors du procès : dans ce lieu symbolique de l'autorité, Tom surmonte ses frayeurs et donne publiquement sa version des faits. Un seuil est franchi, l'innocence cède à l'expérience, et le sens des responsabilités l'emporte sur les lâchetés de l'âge enfantin.

#### Tom et Joe: doubles opposés
Selon C. G. Wolff, d'un certain point de vue, Tom et Joe l'Indien sont des doubles opposés. Tom « joue » la violence et n'a de cesse de faire trembler les gens, mais Joe, lui, la met réellement en œuvre, tue, et sa revanche envers la veuve Douglas promet d'être d'une sauvagerie inouïe. De plus, comme Tom, il franchit les limites symboliques de Saint-Petersbourg : son corps agile et nerveux lui permet de sauter par les fenêtres, de se glisser par les petites anfractuosités de la roche comme les jeunes enfants ; en somme, il porte à l'extrême les tendances anti-sociales et rebelles qui, chez Tom, restent à l'état d'ébauches.
Ce jumelage se poursuit dans l'épisode de la grotte McDougal, que Messent qualifie de « mouvement final du roman sur le plan vertical », alors que côte à côte, mais sans le savoir, les deux s'enfoncent « de labyrinthe en labyrinthe ». L'aventure prend une dimension mythique car, dans ce monde des ténèbres, un triangle relationnel et pathétique se construit entre le jeune héros perdu face au méchant familier des lieux et la figure virginale et vulnérable du personnage de Becky. En une scène hybride, tenant à la fois du roman gothique et du Bildungsroman, Tom se révèle à la hauteur de la situation : il ne souffle mot de sa rencontre à Becky pour ne pas l'effrayer davantage et, crânement, réussit à la sortir indemne de l'enfer.

#### Tom et Huck: doubles identiques
Si Tom envie la manière de vivre de Huck, respecte sa farouche lutte pour la liberté, Huck admire la culture livresque de Tom ; quand Tom explique comment s'habillent les pirates, Huck ne conteste en rien son savoir. Quelle que soit leur indéfectible amitié, cependant, Huck voit en Tom un conformiste déjà en phase avec la société qu'il prétend rejeter.
Un exemple typique est donné lors de l'épisode de la fugue sur l'île Jackson : le premier jour est le plus beau de la vie des trois lurons ; le soir, cependant, même s'ils récitent leur prière, Tom et Joe Harper, qui ont reçu la même éducation, ressentent une certaine culpabilité pour avoir volé la nourriture nécessaire à l'excursion. À l'opposé, Huck n'éprouve aucune crise de conscience, ni pour avoir dérobé les aliments à l'étalage, ni pour avoir « emprunté » certains outils : après tout, c'est la société qui l'a rejeté et, en réalité, sa journée est à marquer d'une pierre blanche tant son dîner surpasse en qualité ce qu'il trouve d'habitude dans le village.
En somme, les deux garçons ont le même sens du bien et du mal, mais chez Huck, il s'agit d'une reconnaissance innée faisant bon ménage avec sa débrouillardise, tandis que chez Tom, c'est le fruit des enseignements qu'il a reçus, tant en famille qu'à l'école et lors des activités paroissiales du dimanche. S'y ajoutent aussi les bonnes dispositions de son tempérament : menteur invétéré, ses tromperies restent pour la plupart inoffensives ou générées par les meilleures intentions ; elles s'apparentent à ce que Tante Polly appelle des « mensonges bénis » (chapitre IX) et que le juge Thatcher, lorsque Tom se fait punir à la place de Becky, qualifie (chapitre xxxv) de « nobles, généreux, magnanimes ».
Leur vie est scellée par le fait que ce sont tous les deux des orphelins, mais tandis que Tom vit dans une maison agréable et dort chaque nuit dans un bon lit, Huck est seul, sans foyer, avec un père qui passe pour être le soulard du bourg et qui le rosse chaque fois qu'il est pris de boisson. Lui dort où il peut. Tom mange trois fois par jour et Huck dépend de ce qu'il trouve dans les détritus. Tom porte l'uniforme de son école, mais Huck se contente de guenilles que retient une bretelle effrangée et va toujours nu-pieds.
Huck ne sait pas ce qu'est l'école, encore moins celle du dimanche. À la différence de son ami, il n'est jamais invité chez quiconque. Il passe son temps à errer, disparaît parfois pendant quelques jours sans que personne n'y prête jamais attention. Il est incapable de se plier aux règles de bonne conduite : se retenir de cracher lui est impossible, de fumer et de chiquer non plus ; les vêtements propres le gênent, les emplois du temps le contraignent au-delà de l'indicible, et se tenir à table lui semble aussi inutile que grotesque.
Tom se laisse emporter par des rêves insensés, tous inspirés des romans d'aventure dont il est friand. Il a l'art d'ajouter aux faits de tous les jours de petites touches qui donnent à la réalité une air de fantaisie. Huck, quant à lui, n'a jamais lu un livre de sa vie et, en toute occasion, oppose son pragmatisme aux débordements imaginatifs de son ami. Huck, en fait, n'a aucune ambition, surtout pas le désir de se « civiliser », c'est-à-dire d'adopter les habitudes de la cité. Tom, lui, connaît les astreintes de la vie en commun et c'est pourquoi il se fait un malin plaisir de les transgresser. Huck ne sacrifie rien ; Tom s'intègre à la fin de son parcours enfantin et éprouve la joie d'avoir conquis une place de choix dans cette société qu'il a tant et si malicieusement bernée.
Ainsi, le roman entre dans sa dernière phase : Tom a réussi son rite de passage, la population l'acclame en héros et bientôt, le trésor va couronner son accession à la maturité et, plus prosaïquement, sa totale intégration. Messent note que, symboliquement, Joe l'Indien meurt devant une ouverture fermée :  cette dernière barrière n'a pu être franchie et l'élément nuisible de la communauté perd la vie par là même où il l'a souvent sauvée.
Dès 1877, le San Francisco Evening Bulletin évoque en Tom un personnage « débordant de perversité enfantine », sans que cette qualification ne soit à proprement parler péjorative : Tom Sawyer est « un conformiste, un beau-parleur qui joue à l'homme libre. » Et, pour Messent, si Tom perturbe le quotidien des adultes, sa rébellion n'est possible que sur le fond des conventions et des valeurs sociales d'un village dans lequel il est finalement intégré et rencontre le succès.

#### Rebelle intégré
Cette insertion de Tom dans sa communauté situe la limite du portrait qu'en trace Twain comme symbole de liberté, limite qui peut être vue comme une forme d'inauthenticité. Tom Sawyer serait un roman de formation où le personnage joue dans l'espace permis par les adultes, puis cesse progressivement de jouer pour adhérer aux valeurs du monde des grandes personnes qui passent des pleurs aux rires avec une facilité déconcertante, leur volatilité d'humeur étant voulue par Twain qui veille sur l'innocence du héros jusqu'au terme de l'enfance. Trop socialisé désormais, ne franchissant plus les fenêtres de la liberté, Tom a perdu le droit d'accéder à l'âge d'homme ; il est devenu un « rebelle intégré » et Twain l'abandonne pour Huckleberry Finn qui, lui, ne s'intègre jamais : « J'ai décidé de ne pas conduire le garçon au-delà de l'enfance, écrit-il. Je crois que cela lui serait fatal à moins que ce ne fût autobiographiquement — comme Gil Bas — […] Si l'histoire se poursuivait et si je l'amenais à la maturité, ce serait le condamner au mensonge comme tous ces héros de littérature à quatre-sous, ce qui susciterait le mépris souverain du lecteur. Ce n'est pas un livre pour enfants, d'aucune façon. Il ne sera lu que par des adultes. Il n'a été écrit que pour des adultes. », Ainsi, Tom, de par la volonté de son créateur, est condamné à se figer à l'extrême limite de l'enfance, à la rigueur aux premiers stades de l'adolescence.

### Liberté
Dans la mesure où Tom est conçu comme un personnage essentiellement comique, il doit rester sympathique et ses actes ne peuvent qu'apparaître sans gravité ou sans conséquences. Pour autant, tout au long du roman, la liberté se définit par la transgression des règles régissant la société. La bonne conduite, telle que les adultes la définissent, implique une perte de cette liberté : cela signifie blanchir la palissade le samedi matin, s'ennuyer en classe le reste du temps et le dimanche, s'habiller selon des règles convenues, se morfondre à la récitation biblique, puis à l'église, subir le prêchi-prêcha du révérend. Huck, qui est dispensé de telles obligations parce qu'il n'y a personne pour les lui imposer, devient le réceptacle de l'admiration des autres enfants car il représente un symbole de pure liberté.
Peck situe Tom à mi-chemin entre la liberté et l'emprisonnement : sous la férule de sa tante, il est tenu d'aller à l'école et à celle du dimanche, de se tenir à l'église en bon chrétien, de ne pas casser les pots. Dès qu'il le peut pourtant, il s'échappe pour vivre sa vie qu'il définit par d'autres règles, aussi absolues que les autres, le code d'honneur des pirates et des voleurs reposant sur des superstitions auxquelles la plus stricte adhésion est requise. Ces transgressions ont un prix, par exemple lorsque Tom bouleverse sa tante en repartant sur l'île Jacob sans lui laisser un signe de vie. Son sens des responsabilités a ses limites : même après la découverte du trésor, alors que la sauvagerie enfantine l'a quittée, il forme toujours l'espoir de devenir le chef d'un gang crapuleux, mais « présentable ».
Ses tricheries finissent toujours par passer au second plan grâce à l'appui du narrateur qui renverse les situations ou intervient par sa satire. Son omniscience rend l'exercice aisé : que Tom obtienne des faveurs de façon peu respectable, et Twain met aussitôt l'accent sur le rire, sort son héros du désagrément par une boutade et tire le rideau ; ainsi, les tours de passe-passe abondent, Twain s'arrangeant pour métamorphoser une colère légitime en satisfaction ou soulagement. Selon Grimal, Tom est un héros qui ne fait que « jouer à la liberté », tandis que Huck, « enfant libertaire », devient le vrai défenseur des valeurs du livre, énonçant dans l'ultime chapitre les lois fondamentales de son existence.

### Mort
La mort est omniprésente dans le roman, réelle, mise en scène ou en tant que menace. Tom est un orphelin et la disparition de ses parents n'est pas expliquée ; il assiste, avec Huck, au meurtre du Dr Robinson. Les habitants de Saint-Petersbourg le considèrent comme noyé lorsqu'il part jouer aux pirates sur l'île Jackson avec Huck et Joe. Il fait de ses funérailles le théâtre de son retour surprise. Il lutte avec sa conscience pour savoir s'il sauvera Muff Potter de la pendaison. Avec Huck, il craint d'être tué par Joe l'Indien. Tom et Becky frôlent la mort lorsqu'ils se perdent dans la grotte où Joe trépasse peu après. D'après Cynthia Griffin Wolf, « l'identification finale » concerne Tom et Injun Joe, le personnage le plus mystérieux du roman, dont le lecteur ignore le passé, quelle est la nature de son antagonisme avec le Dr Robinson, pourquoi le mari de la veuve Douglas l'a fait fouetter, etc.
Les nombreuses allusions bibliques, rituelles ou littéraires, confortent cette présence morbide : allusion au meurtre d'Abel par Caïn (Genèse, 4, 10), au cheval pâle de l'Apocalypse (Apocalypse, 6, 7) que ne compense pas la doxologie, l'hymne de louanges chanté à la fin de l'office. Du poème de Lord Byron,, La Destruction de Sennachérib (The Destruction of Sennacherib) (1815), se détache le premier vers, de rythme anapestique, suggérant une attaque fulgurante [u u – / u u – / u u –  / u u –] : L'Assyrien s'élança comme le loup sur le troupeau (The Assyrian came down like a wolf on the fold), sans compter que la cloche fêlée de l'église vient du SS City of Chester, vapeur ayant coulé lors d'une collision,.

### Morale
D'après Grimal, dans la mesure où le livre se présente surtout « comme un roman d'aventures et d'expériences enfantines », il n'a pas besoin d'une morale subtile : le héros y joue un rôle moins sérieux que celui des  Aventures de Huckleberry Finn, où ce n'est pas le monde adulte qui est critiqué « mais le fonctionnement social et idéologique des États bordant le Mississippi ».
Pourtant, si la morale est présentée de plusieurs manières, c'est en général négativement. L'enchantement que procure Tom Sawyer se construit sur une série d'horreurs. À travers le personnage de Huck et l'adhésion de Tom à une association pour l'interdiction du tabac et de l'alcool (« Cadets de la Tempérance ») , c'est le désir de l'interdit qui est souligné, ce qui montre qu'aux yeux de Twain, la morale est la source principale d'immoralité. Plus tard, dans un essai comme Qu'est-ce que l'homme ?,, Twain développe cette même idée en considérant que la liberté morale attribuée à l'homme le rend capable du mal. À l'école du dimanche, c'est l'hypocrisie et la vanité du directeur que Twain ridiculise à travers l'épisode des bons points échangés ; l'hypocrisie est tout autant mise en évidence lorsque Twain évoque les devoirs auxquels sont astreintes les jeunes filles et les contraintes moralisatrices auxquelles elles sont tenues de se conformer,.
Bien que Twain se défende de tout romantisme, le fait est que les conduites ou sentiments moraux qui ne font pas l'objet de son ironie ou de sa critique sont ceux qui, de manière spontanée, sont issus du sentiment ou du naturel des personnages : tante Polly est une vieille femme d'un naturel généreux, ce qui la retient de châtier Tom comme elle le souhaiterait ; Tom évite à Becky une punition humiliante par un acte de noblesse spontanée dont il est le premier à s'étonner ; son sens de la justice sauve Muff Potter de la potence et la bonté des habitants de Saint-Petersbourg, pourtant si critiqués par Twain, s'exprime par leur désespoir lors de la disparition des enfants et la ferveur de leur joie à leur retour.

### Tensions de la société
Le monde de Saint-Petersbourg n'est pas toujours à l'image des paysages idylliques qu'il recèle. Si Twain se montre dans l'ensemble indulgent avec lui, sa satire ne s'en exerce pas moins sur les adultes — plus rarement les enfants —, surtout lorsqu'ils sont des représentants institutionnels ; et dans l'ensemble, elle dénonce les nombreux préjugés qui faussent le jugement collectif.

#### Ostracisme
Trois personnages, le protagoniste Tom, Muff Potter et Injun Joe, vivent à des degrés divers en marge de la société. Huck, orphelin de mère et fils de l'ivrogne du village (Pap Finn), n'a aucune figure parentale pour lui signifier la différence entre le bien et le mal, mais si au début du roman il est considéré comme un paria, ce n'est pas parce qu'il a une conduite répréhensible, c'est en raison de sa dégaine et de la réputation de son père. Tom et lui, cependant, bénéficient de la volatilité sociale, prompte au pardon, si bien que les deux petits gaillards se voient en un tour de main propulsés au statut de héros, puis susciter l'angoisse, le soulagement et enfin l'admiration.
Joe l'Indien ne bénéficie pas de la moindre aptitude au pardon : son statut de métis — moitié natif Américain, moitié caucasien — le rejette en marge d'une société qu'il ne cherche nullement à courtiser : il incarne le mal pour des méfaits criminels avérés, et seul, un groupe de « nunuches » (sappy women) lance une pétition auprès du gouverneur pour obtenir sa grâce. Ici, Twain passe au crible de sa satire certains groupes sociaux qui, pour des raisons de sensiblerie, ne savent trier entre qui mérite l'indulgence et qui le châtiment. La mort de Joe met un terme à ces velléités, le destin se chargeant de faire justice.
Le roman dans son ensemble est parfois qualifié de raciste parce que, comme dans Huckleberry Finn, les Noirs y sont traités de « nègres » (negroes/niggers). D'après Rasmussen, le terme est en usage à l'époque de l'enfance de Twain, et il l'utilise naturellement, en particulier dans les dialogues. D'ailleurs, une version purgée du mot soulève les sarcasmes de plusieurs critiques.
Twain évoque cette question dans son autobiographie (volume I) à propos de son bourg natal : la couleur de peau, explique-t-il, traçait une fine ligne de démarcation entre la « camaraderie » et la « camaraderie », « dont chacun était conscient, mais qui rendait la fusion complète impossible ». L'esclavage demeurait domestique et la population avait le « commerce des esclaves » en horreur, au point de le qualifier d'« enfer sur terre ».

#### Pardon
Le roman est parcouru par une tension entre la discipline et l'indulgence, la condamnation et le pardon, par exemple dans les relations qu'entretiennent Tom et Tante Polly. Chez elle, le conflit est permanent entre la tête et le cœur, le devoir et l'amour : « chaque fois que je lui pardonne, dit-elle, ma conscience saigne, et chaque fois que je le frappe, mon vieux cœur se brise en mille morceaux » ».
D'ailleurs, Tom sait très bien comment en jouer ; lors de l'incident où il se fait punir en présence de Sid pour le sucrier cassé, il imagine (he pictured) un scénario d'un pathétique consommé :
« He knew that in her heart his aunt was on her knees to him […]. He pictured himself lying sick unto death and his aunt bending over him beseeching one little forgiving word, but he would turn his face to the wall, and die with that word unsaid. […] And he pictured himself brought home from the river, dead, with his curls all wet, and his sore heart at rest. How she would throw herself upon him, and how her tears would fall like rain, and her lips pray God to give her back her boy and she would never, never abuse him any more! But he would lie, cold and white and make no sign. »
« Il savait qu’au fond d’elle-même, sa tante regrettait son geste […] Il se représentait sur son lit de mort. Sa tante, penchée sur lui, implorait un mot de pardon, mais lui, inflexible, se tournait vers le mur et rendait l’âme sans prononcer une parole. […] Puis il imaginait un homme ramenant son cadavre à la maison. On l’avait repêché dans la rivière. Ses boucles étaient collées à son front et ses pauvres mains immobiles pour toujours. Son cœur si meurtri avait cessé de battre. Tante Polly se jetterait sur lui. Ses larmes ruisselleraient comme des gouttes de pluie. Elle demanderait au Seigneur de lui rendre son petit garçon et promettrait de ne plus jamais le punir à tort. Mais il resterait là, raide et froid devant elle… »
Le thème du pardon s'applique aussi à la société tout entière : Tom franchit le pas par son action rédemptrice et passe du monde de la condamnation au statut de héros. Huck en bénéficie lui aussi après avoir sauvé la veuve Douglas, ce qui le sort de l'ostracisme du paria. Muff Potter lui-même, en dépit de ses erreurs passées, se voit réhabilité dans la mesure où il fait sincèrement montre de meilleures intentions, ce qui donne à Twain l'occasion de se débarrasser de lui. Pour ce faire, il se moque du brusque revirement de l'opinion à son égard, une « déraison volage » (« fickle reasoning »), selon lui, encore qu'aussitôt il atténue son propos et ajoute : « mais ce genre de conduite est plutôt à mettre au crédit de la société ; par conséquent, il n'est pas vraiment bien d'y trouver à redire ».

#### Hypocrisie
Toutes les grandes institutions sont représentées en microcosme, et toutes se voient moquées par le narrateur-auteur, qu'il s'agisse de la morale publique, du pouvoir judiciaire, de l'éducation, de la religion, de la médecine ou de l'économie. Twain part du principe que chacune d'elles et les personnalités qui les représentent devraient être en complet accord avec leur comportement public.
Ainsi, une taverne se proclamant « de la Tempérance », c'est-à-dire censée ne pas servir d'alcool, ne saurait avoir un tonneau de whisky dans son sous-sol ; de même, une école du dimanche, qui a pour stricte mission d'inculquer la connaissance des Saintes Écritures à ses élèves, ne devrait pas les inciter à se pavaner — et le maître avec eux — devant la plus haute instance judiciaire du comté, le juge Thatcher, qui lui-même, fait le beau dans ce que Twain considère comme un sanctuaire de dignité.
Certes, les scènes qui se déroulent à l'église sont autant d'intermèdes comiques (comic relief), mais l'institution ecclésiastique est vue comme une machine de pouvoir, et sa succursale, l'école du dimanche en l'occurrence, un appareil à détruire plutôt qu'à structurer l'enfant : les prêches interminables suscitent l'ennui, d'autant que leur puissance évocatrice se limite au whangdoodle, soit une forme de discours-gadget stéréotypé.
Les maîtres d'école, dont le devoir est de veiller à l'instruction des enfants, ne devraient pas avoir le droit, comme le fait Mr. Dobbins, de fouetter un élève pour l'exemple avant une inspection ni de s'enivrer juste avant pour se donner du courage. La mission de l'établissement de soins médicaux serait de veiller à la santé des habitants, alors qu'elle est dévoyée par la promotion d'une drogue antalgique, la « Doloricide », censée, comme son nom l'indique, être un « tue-douleur », et prescrite systématiquement comme la panacée, alors qu'en réalité elle tue le patient, mais à petit-feu. Même Tom l'expérimente sur le chat de sa tante, Peter, qui fait des bonds jusqu'au plafond.
Tout cela s'accomplit aux dépens de l'honnêteté ; en définitive, ce qui prévaut dans les secteurs institutionnels, c'est de se montrer, de s'enrichir et de grimper au plus vite au faîte de l'échelle sociale plutôt que d'assurer ses fonctions avec le devoir de sa charge et une stricte moralité.
Rares sont ceux qui cumulent vertu et richesse, le juge Thatcher, peut-être, et la veuve Douglas faisant exception ; et lorsque Tom et Huck se trouvent couverts d'or, d'un coup la population se presse pour boire leurs vantardises comme paroles d'Évangile, alors que nul — à moins que leurs escapades ne fassent craindre pour leur vie — ne leur prête attention du temps de leur pauvreté.
Ainsi, Twain, d'ailleurs souvent aidés par ses personnages-enfants, perfore la baudruche des illusions que chacun entretient sur son importance, tous ou presque participant de l'hypocrisie ambiante, qu'ils pouffent comme des gamines au beau milieu de la remise du prix ou que, tel Mr. Dobbins, affichent leur indignité sans perruque et pris de boisson.

## Forme

### Narration
L'approche narrative dans Tom Sawyer n'est pas aussi travaillée que dans Les Aventures de Huckleberry Finn. Le narrateur reste extradiégétique, puisqu'il n'appartient pas à l'histoire racontée mais intervient dans son récit. Omniscient et clairvoyant, selon la terminologie de Gérard Genette, il est le maître des personnages, entre dans leur conscience et aucun secret ne lui échappe. C'est la focalisation zéro.
Dans l'ensemble, son rapport avec le héros reste simple : la nostalgie, qui regarde avec amusement les joies et les désespoirs de l'enfance, domine. Il arrive cependant que, par un jeu ironique, l'auteur lui-même se montre tout en se cachant, comme par procuration. Ainsi, dans la phrase : « Si Tom avait été un philosophe aussi grand et aussi profond que l’auteur de ce livre, il aurait compris une fois pour toutes que travailler c’est faire tout ce qui s'impose à nous, et s’amuser exactement l’inverse », l'intention ludique paraît évidente (voir : La palissade passée à la chaux).
Quoi qu'il en soit, Howells parle de « réussite » (a success) dans un compte rendu pour The Atlantic Monthly ; Twain, lui, considère son œuvre comme une épopée de l'enfance, un « hymne en prose » (« hymn in prose form »).

#### Cohérence structurelle
Certains critiques jugent que le roman manque de cohérence structurelle. Ils notent que le récit se borne à une énumération d'événements strictement chronologique rappelant le roman picaresque ; d'autre part, les voix entendues se suivent et, tout en gardant chacune son ton et son style définissant la personnalité du personnage dont elle émane — ainsi, Tante Polly est « typique de la population des Américains moyens de Saint-Petersbourg et de leur manière de s'exprimer » —, finissent par s'empiler les unes sur les autres.
De ces différentes voix vernaculaires, l'une s'élève plus conventionnelle, se plaisant à des apartés éditoriaux, des passages satiriques témoignant d'un jugement social supérieur : celle du narrateur qui, même dans ses intrusions en discours indirect libre, prête au jeune héros un style dont il serait incapable (comme dans la méditation en haut de la colline avant la fugue vers l'île Jackson). Ainsi alternent style élevé et style populaire, « au point que Twain semble hésiter quant au choix stylistique qu'il veut faire. » Quoi qu'il en soit, la langue de Tom, son bagout, sa façon d'entortiller les mots, ses dons de fabuliste dominent et resserrent le récit et, dans le même temps, confèrent au protagoniste une identité : si le lecteur ne sait quasi rien de son visage, si même ses traits varient selon le choix des différents illustrateurs, en revanche, sa rhétorique subjugue ses camarades et, quand il le faut, lui permet de tenir tête aux adultes ; Tom joue de la langue comme d'un instrument de musique, en virtuose jetant un charme sur la communauté et le lecteur, tel, écrit Peck, le chant d'Ariel dans La Tempête de Shakespeare. Cet envoûtement tient beaucoup à l'art du jeu : le bagout sert de passe-partout, sort des situations difficiles, gagne l'admiration des camarades, subjugue Tante Polly : c'est du wordplay comme disent les Anglais, non pas « jeu de mots », mais langage ludique, une façon de se jouer tout en jouant.

#### Roman en action
Les enfants, Tom surtout, se présentent en agissant et, par le biais du discours indirect libre, en fonction des sentiments qui les font agir, l'amitié, la peur, l'amour, l'amour-propre et la culpabilité. Tom est un garçon d'un âge indéterminé, comme en témoigne l'épisode de la dent de lait au chapitre VI, sans doute anachronique. À cet égard, Twain ne se soucie pas de réalisme : tantôt son héros a sept ans, tantôt douze ou quatorze ; ses émois envers Becky Thatcher ne sont plus des enfantillages innocents, mais ceux d'un garçon atteignant l'âge de la puberté.
La chronologie du récit, qui ne couvre qu'une courte période, est marquée par les jours de la semaine, vendredi, samedi, dimanche, lundi, etc. à la suite. Il faut attendre les vacances d'été pour que la durée se condense en quelques épisodes plus espacés. Les repères sont typiques d'une bourgade de campagne, l'alternance du jour et de la nuit, les cloches de l'église appelant les fidèles, sonnant le malheur et la joie, autant de jalons qui s'estompent le temps que les jeunes héros vaguent dans la nature, sur la colline ou l'île, à plus forte raison quand Tom et Becky se perdent dans la grotte.

#### Procédés humoristiques
Twain utilise des formes d'humour dont il s'est déjà abondamment servi dans ses œuvres précédentes, par exemple le canular (practical joke), consistant à placer indûment une personne dans une situation de victime, par exemple lorsque Tom se fait passer pour mort et est pleuré par toute la communauté villageoise. Un tel humour ne va pas sans cruauté, comme l'illustre Twain avec le retour incognito du jeune garçon : se torturant l'esprit pour décider ou non de prévenir sa tante éplorée qu'il est sain et sauf, se gargarisant même d'une litanie de bonne conscience pour lui épargner du chagrin, il y renonce gaillardement au profit de l'effet de surprise que ne manquera pas de créer sa plaisanterie morbide ; d'où son retour du royaume des morts au beau milieu de ses propres obsèques et la joie collective que le manipulateur et metteur en scène de la fanfaronnade partage goulûment, mais à rebours, avec les paroissiens. Ainsi, Tom se moque de son village sans grave conséquence pour lui ; au contraire, il se voit aussitôt pardonné. D'après Grimal, l'affrontement avec le groupe reste sans danger et l'amour de sa tante est inaltérable. Malgré ses vilains tours, il réussit, conformément à son vœu souvent exprimé, à devenir le personnage le plus en vue de la communauté.

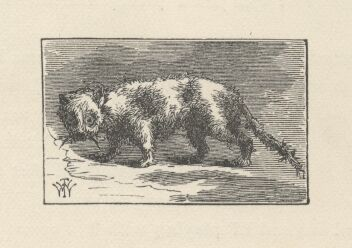
Peter en était sûr.

Une autre technique consiste à attribuer des traits humains à un animal, comme l'illustre au chapitre XII, la scène de Tom donnant de la « Dolomicide » à Peter le chat :
« “Don’t ask for it unless you want it, Peter.”
But Peter signified that he did want it.
“You better make sure.”
Peter was sure.
“Now you’ve asked for it, and I’ll give it to you, because there ain’t anything mean about me; but if you find you don’t like it, you mustn’t blame anybody but your own self.”
Peter was agreeable. »
« [Traduction libre] « N’en demande pas, si t'en veux pas, Peter », fit Tom.
Peter fit comprendre qu’il en voulait.
« T'es bien sûr ? »
Peter en était sûr.
« Bon, déclara Tom. Je vais t’en donner puisque t'y tiens, j'suis pas mesquin, moi. Mais, si tu l’aimes pas, t'auras qu'à t'en prendre à toi-même. »
Peter avait l'air ravi. »
Le comique de la scène relève uniquement de la maestria dont Twain dote son jeune héros, habile à mettre en scène les personnages dont l'un n'en peut mais, à créer un semblant de dialogue où questions et réponses relèvent du ventriloquisme ; un rôle primordial est ainsi conféré au narrateur qui joue le jeu, n'ayant d'yeux que pour le chat dont chaque mimique est traduite avec un anthropomorphisme sans retenue.
Ici, l'humour se nourrit de plusieurs effets complémentaires : d'abord la nature publique et extrême de l'erreur monumentale de Tom ; ensuite l'impression d'un abîme séparant le monde de l'enfance et celui des adultes, confrontation du jeu et de la recherche permanente du plaisir avec la prière et le dur labeur. Cette stature ironique se voit d'autant accusée qu'en fin de compte Twain laisse à entendre que les deux mondes ne sont pas tellement différents, ne serait-ce que parce que tous, élèves comme dignitaires, cèdent à la vanité de se mettre en vedette (infra : Aspect comique).

### Langue et style
Mark Twain aime les mots dont il fait des listes depuis son enfance, en anglais comme dans beaucoup d'autres langues. Tout au long de ses voyages, il prête une attention enthousiaste aux parlers locaux ; a fortiori, celui de sa ville natale lui est naturellement familier. De plus, en tant qu'ancien compositeur-typographe chargé d'aligner les caractères pour former les lignes de texte, il prend en aversion les vocables longs et compliqués, exige la précision, chacun à propos et à sa place, jurons y compris ; les adjectifs, « duvet poudre-aux-yeux » (fluff), sont des parasites à éliminer.
Les mots coulent chez lui, se bousculant l'un l'autre, tant l'aisance de l'écriture les invite. Aussi, le style de Twain dans Tom Sawyer peut paraître cru, voire négligé. Pourtant, si le parler des gens de Saint-Petersbourg est dialectal et argotique, voire tarabiscoté, la diction reste calculée de façon que le lecteur garde l'impression d'un récit fluide. Twain use du contraste, exagération et sérieux, drôlerie cynique et finesse, lorsque son regard se porte sur la nature humaine, mais le fait marquant reste l'entrée de la langue vernaculaire qui, comme le souligne Hemingway, marque un tournant dans l'histoire de la fiction américaine,.

#### Version tamisée
L'original de Tom Sawyer est plus rude que la version qui en a été publiée.
À la demande de Howells et d'Olivia, son épouse, Twain édulcore son texte. Par exemple, « tripes » (bowells), que tord le « Tue-Douleur », devient « entrailles » (entrails) et « sacrées » (bloody), qualifiant les « peignées » (wollops) que donne et reçoit le jeune héros, s'atténue en « rudes » (rough), sans qu'« aucune de ses coupures ou altérations ne défigure le roman. ». D'autre part, certaines grossièretés, en particulier dans la bagarre du chapitre III, le discours de Walter au chapitre IV et le passage où Becky regarde un corps nu dans le livre d'anatomie au chapitre XX, ont été tamisées. Toutefois, la théorie d'une quelconque censure de la part de Howells et d'Olivia est fortement démentie par Rasmussen pour qui l'examen des manuscrits ne révèle que des changements stylistiques mineurs, si bien « qu'il n'existe aucune raison de penser que le texte publié n'est pas celui que Twain a avalisé ».

#### Aisance des dialogues
Twain a l'art du dialogue : plutôt qu'en donner une description, il va droit au but et offre au lecteur un échantillon pris sur le vif. Ainsi, après que Tom a failli tomber entre les mains d'Injun Joe la veille, il va en discuter avec Huck :
« - Hello, Huck!
- Hello, yourself.
[Silence, for a minute.]
- Tom, if we'd 'a' left the blame tools at the dead tree, we'd 'a' got the money. Oh, ain't it awful!
- Tain't a dream, then, 'tain't a dream! Somehow I most wish it was. Dog'd if I don't, Huck. »
« - Salut Huck !
 
- Salut toi !
(Silence, une minute)
- Tom, si on avait laissé nos fichus outils à l'arbre mort, on aurait l'magot. C'est pas la guigne, ça !

- On l'a pas rêvé, tout ça, on l'a pas rêvé ! Des fois, je m' demande si ça aurait pas été mieux. Ma parole, Huck ! »
Le rythme de l'échange est rendu par un ensemble de procédés tels que l'usage systématique des contractions propres à la langue parlée (we'd, ain't, tain't), et de l'argot usuel chez les jeunes garçons (blame, dog'd) ; en particulier, les contractions ain't et tain't (prononcées [eɪnt] et [teɪnt]), la première positive, la seconde négative, d'abord nées en Angleterre d'une mode prévalant dans les années 1770, se généralisent aux États-Unis et restent très vivaces dans le parler provincial. De plus, l'emploi systématique que fait Huck de a (prononcé [ə] comme dans [ə]-l[ɛ]ft) avant chaque verbe, dénote un registre de langue différent de celui de Tom : paradoxalement, en anglais britannique, cet usage est devenu à la fois précieux et poétique, mais ici, il appartient à la langue populaire brute.
D'un strict point de vue stylistique, deux moments se dégagent du dialogue, d'abord les brèves salutations, puis les commentaires qui occupent chacun une ligne. Dans les deux cas existe un parallèle quasi poétique, avec des répétitions de mêmes mots, un découpage de chaque phrase en trois hémistiches, des bribes de rythme iambique chez Huck, puis trochaïque chez Tom, enfin les noms propres (Huck et Tom) encadrant l'ensemble. L'effet le plus frappant est aussi le plus simple : entrecoupant la séquence, se situe un silence ; outre la succincte mention de la durée, le mot s'impose par sa brièveté et du fait qu'il est détaché sur une seule ligne ; de plus, des parenthèses (ou crochets, selon les différentes éditions) l'isolent, si bien qu'ici, la ponctuation a le pouvoir de démarquer, de faire sentir et de prolonger l'absence, autrement indicible.

#### Métaphore de l'insecte
La métaphore centrale est celle de l'homme-insecte, avec la connotation que l'un et l'autre ont beaucoup en commun.
Nombre d'insectes deviennent autant d'antidotes à l'ennui que génèrent l'école et l'église. Une simple mouche suffit à occuper le regard et l'esprit ; l'attention que Tom porte à la toilette de cette mouche reflète en écho inversé la vacuité de la prière à ses yeux. À l'église, les pitreries du lucane ont raison de la dévotion et rien ne vaut en classe les montées et descentes d'une tique de part et d'autre de l'Équateur tracé sur une ardoise, pour oublier la maussaderie d'une leçon. Cet épisode, entièrement emprunté aux souvenirs d'enfance de Twain, se trouve mentionné dans Manuscrit d'un garçon, une première version de Tom Sawyer et, avec d'autres souvenirs, une lettre à Will Bowen du 25 janvier 1870.
Les parades d'amour des uns valent les mises en valeur des autres, tel le bibliothécaire qui, les bras chargés de livres, court çà et là avec l'air gourmé d'un arthropode ou d'un hexapode. Dans le même passage, l'autorité est qualifiée d'« insecte », employé adjectivalement (insect authority). En une autre occasion, alors que Tom se languit lorsque Muff risque l'échafaud — en raison de son silence scellé dans le sang avec Huck —, s'ensuit un violent orage qu'il interprète comme une manifestation de la colère divine à son endroit : autant, pense-t-il, mettre une batterie d'artillerie pour neutraliser une punaise des bois (greenshield bug ou simplement bug),.

#### Aspect comique
D'après Messent, l'épisode de l'inspection est l'un des plus réussis de toute l'œuvre de Twain. Vêtu de ses habits du dimanche pour se rendre à l'école du même nom qu'il déteste, gêné par la raideur amidonnée de son costume trop court acheté deux ans plus tôt — « la gêne […] qu'un costume et la propreté apportent avec eux » (the restraint […] that whole clothes and cleanliness brings with them —, Tom, à son habitude, triche et impatient « de gloire et de panache » (glory and éclat), achète sa gloriole par le troc. Ce faisant, il mine et court-circuite la procédure institutionnelle et aussi, ajoute Messent, sape le socle de valeurs sur lesquelles elle repose. Le juge Thatcher prononce les bonnes paroles qu'exige la tradition, félicite le lauréat et, en couronnement de la cérémonie, pose une ultime question : c'est la célèbre séquence sur David et Goliath.
Le comique de Twain surgit de telles tirades satiriques : ainsi, le détail du texte montre que lors de cette solennelle occasion, c'est à qui de se faire valoir, du bas au faîte de la chaîne sociale ; s'érige alors phrase par phrase un empilement de vanité que souligne la répétition quasi épiphorique de showing off (« se paradait », « se mettait en valeur », « s'érigeait en vedette », etc.), que le changement de typographie fait d'autant plus ressortir (Voir Les « apôtres » David et Goliath) :
« Mr. Walters fell to showing off, with all sorts of official bustlings and activities, giving orders, delivering judgments, discharging directions here, there, everywhere that he could find a target. The librarian showed off -- running hither and thither with his arms full of books and making a deal of the splutter and fuss that insect authority delights in. The young lady teachers showed off -- bending sweetly over pupils that were lately being boxed, lifting pretty warning fingers at bad little boys and patting good ones lovingly. The young gentlemen teachers showed off with small scoldings and other little displays of authority and fine attention to discipline -- and most of the teachers, of both sexes, found business up at the library, by the pulpit; and it was business that frequently had to be done over again two or three times (with much seeming vexation). The little girls showed off in various ways, and the little boys showed off with such diligence that the air was thick with paper wads and the murmur of scufflings. And above it all the great man sat and beamed a majestic judicial smile upon all the house, and warmed himself in the sun of his own grandeur -- for he was showing off, too. . »
« Mr. Walters, succombant à son tour à l'envie de se faire remarquer, allait et venait, donnait des ordres et des contrordres, s'occupait de tout et de rien. Le bibliothécaire, lui aussi, courait çà et là, les bras chargés de livres, faisant rendre le maximum du peu d'autorité qu'il avait. Les jeunes institutrices faisaient ce qu'elles pouvaient pour attirer l'attention, complimentant aujourd'hui l'élève qu'elles avaient rudoyé la veille, faisaient des effets de doigts en parlant à l'un, en avertissant l'autre ; les jeunes professeurs gourmandaient celui-ci, faisaient des recommandations à celui-là ; les uns et les autres avaient comme par hasard affaire à la bibliothèque près de l'estrade, ce qui les amenait à s'y rendre deux ou trois fois avec de grandes démonstrations d'activité. Les petites filles s'agitaient et les garçons se mettaient en vedette en s'envoyant les uns aux autres des boulettes de papier. Le grand homme, assis, regardait les uns et les autres avec une sérénité souriante et se complaisait au spectacle de sa propre grandeur car il se faisait valoir lui aussi. »
Twain ne se moque pas de l'institution religieuse dans ce passage, comme il l'a fait dans d'autres. Sa verve comique s'exerce sur l'espèce humaine en général. Chacun exhibe la même futilité de comportement, le solennel juge Thatcher ne le cédant en rien à la vanité ambiante. Rang et statut se voient soudain annihilés, tant chacun et chacune, quelle que soit son insignifiance ou son importance, se retrouve au même niveau d'enfantillage et tous finissent par se ressembler.

## Suites: cycle de Tom et Huck
Mark Twain donne plusieurs suites à Tom Sawyer qui apportent un éclairage rétrospectif au premier roman de la série et qui ont, surtout pour ce qui concerne Huck Finn, influencé la perception des lecteurs sur le statut et le propos de l'œuvre. Mis à part Huckleberry Finn, les œuvres du cycle de Tom et Huck sont considérées comme des échecs littéraires.

### Les Aventures de Huckleberry Finn
Les Aventures de Huckleberry Finn commencent immédiatement après Les Aventures de Tom Sawyer et avec les mêmes personnages. Les deux romans ont souvent été comparés, la plupart de façon désobligeante pour le premier. Autant ce dernier se voit — à tort, d'après l'auteur — confiné dans la catégorie de la littérature enfantine, autant le deuxième est jugé littérairement supérieur : l'un garde un style classique, mais sans la profondeur morale de l'autre ; par ailleurs, Tom Sawyer se déroule de manière erratique avec une succession de scènes rappelant les Esquisses anciennes et nouvelles, alors que Huck Finn est doté d'une brillante narration solidement structurée. Ainsi, Tom Sawyer, en dépit de ses mérites, est parfois considéré comme une préparation au grand chef-d'œuvre de Mark Twain, un roman secondaire en quelque sorte, dont le plus grand mérite est d'avoir donné le jour à l'un des plus célèbres héros de l'Amérique profonde.
D'autre part, les deux romans contrastent par leur ton : tandis que Huckleberry Finn est sombre et violent, Tom Sawyer serait une « idylle comique de l'enfance » (a comic idyll of childhood), un assemblage de souvenirs idéalisés, une œuvre fondamentalement légère et fantaisiste. Selon Cynthia Griffin Wolff, une telle comparaison fait fi de la complexité morale de l'œuvre et tend à la reléguer de façon simpliste dans la catégorie réservée à l'enfance américaine.
De plus, Huckleberry Finn accentue les côtés déplaisants du personnage de Tom, et les premiers chapitres apparaissent comme une manière de le congédier, parce que son histoire ne présente plus aucun intérêt aux yeux de l'auteur. Rétrospectivement, Les Aventures de Tom Sawyer épuisent les possibilités du personnage, tout en restant un récit d'aventures toujours ouvert et inépuisable. Pour certains commentateurs, cette différence se signale par le titre dévolu à chacun des ouvrages : Les Aventures de Tom Sawyer (The Adventures of Tom Sawyer), mais […] Aventures de Huckleberry Finn (Adventures of Huckleberry Finn), sans l'article défini qui clôt — « définitivement » — lesdites aventures dans un cas, mais n'en ferme pas l'issue dans l'autre.

### Tom Sawyer en voyage
Tom Sawyer en voyage, court roman publié en 1894, souligne d'emblée deux traits de caractère de Tom constituant le point de départ du récit et déjà présents dans Les Aventures de Tom Sawyer : son désir de se faire un nom et la croyance aveugle en l'autorité indiscutable des romans d'aventures, ce qui le rend méprisant à l'égard de Huck et de Jim, deux ignorants à ses yeux. Le roman regorge de péripéties rocambolesques et l'intrigue — si l'on peut dire — est prétexte à toute une dialectique burlesque entre un gamin hâbleur et imaginatif, un galopin naïf et un negmarron farci de superstitions assaisonnées de préceptes presbytériens mal digérés,.

### Tom Sawyer détective
Tom et Huck sont appelés en Arkansas au secours de leur oncle, le pasteur Silas, persécuté par son voisin Brace Dunlap et son frère Jubiter. Lors de leur descente du Mississippi en bateau à aubes, ils croisent un étrange passager, qui n’est autre que le jumeau de Jubiter, lui-même poursuivi par deux complices auxquels il a dérobé une paire de diamants. Une double enquête commence pour les inséparables héros : retrouver les diamants et élucider le meurtre de Jubiter, commis la nuit même de leur arrivée chez l’oncle Silas. Le temps presse car le malheureux pasteur s’en est accusé et doit bientôt comparaître devant le tribunal du pays.

### Huckleberry Finn et Tom Sawyer chez les Indiens
Huckleberry Finn et Tom Sawyer chez les Indiens est soudainement abandonné et laissé inachevé par Twain, peut-être en raison de la tournure particulièrement sombre et brutale prise par l'histoire. Elle confirme la vision que l'auteur se fait des Indiens, illustrée par le personnage de Joe l'Indien dans Les Aventures de Tom Sawyer : dans ce texte, en effet, les Indiens enlèvent et violent des femmes, ce qui fait écho au traitement qu'Injun Joe se propose d'infliger à la veuve Douglas au chapitre XXX.

## Postérité: Tom Sawyer, un mythe
Tom Sawyer est devenu un personnage populaire et familier. Témoin de ce succès, le roman est adapté pour le cinéma du vivant même de l'auteur et il existe de très nombreux autres films, éléments télévisés, bandes dessinées, jeux vidéo et comédies musicales telle celle à l’affiche début 2018 au Théâtre Mogador. Pour autant, une telle popularité ne va pas sans une appropriation du personnage par le public qui tend à négliger les aspects les plus rudes du texte ainsi que ses charges critiques.

#### Éditions
- (en) Mark Twain, The Adventures of Tom Sawyer [« Les Aventures de Tom Sawyer »], Londres, Chatto and Windus, 1876, 1re éd., 341 p., 20 cm (OCLC 22321613).Première édition de l'œuvre, à Londres.
- (en) Mark Twain (ill. True Williams), The Adventures of Tom Sawyer [« Les Aventures de Tom Sawyer »], Hartford, Connecticut, The American Publishing Company, 1876, 1re éd., [xv]-xvi, [17]-274, 22 cm (OCLC 960053206, lire en ligne).Première édition américaine, illustrée par True Williams.
- (en) Mark Twain, John C. Gerber (introd. et notes) et Paul Baender (éd. scientifique) (ill. True Williams), The Adventures of Tom Sawyer [« Les Aventures de Tom Sawyer »], Berkeley, Cal., University of California Press, coll. « The Mark Twain library », 1982, XIV-274 p., 22 cm (OCLC 604698843).
- (en) Mark Twain, The Adventures of Tom Sawyer [« Les Aventures de Tom Sawyer »], New York, NY, Collectors Reprints, coll. « First edition library », 1991, 274 p., 23 cm (OCLC 30873571).Facsimilé de la première édition américaine.
- (en) Mark Twain et Edgar Lawrence Doctorow (introd.) (préf. Shelley Fisher Fishkin, postface Albert E Stone), The Adventures of Tom Sawyer [« Les Aventures de Tom Sawyer »], New York ; Oxford, Oxford University Press, coll. « The Oxford Mark Twain », 1996, XXXVIII-XVI-274-40, 21 cm (ISBN 0-1951-0136-7 et 978-0-1951-0136-2).
- (en) Mark Twain et Stuart Hutchinson (introd. et notes), Tom Sawyer & Huckleberry Finn, Ware, Wordsworth, coll. « Wordsworth Classics », 2001, XXII-396 p., 20 cm (ISBN 978-1-8532-6011-7, lire en ligne).
- (en) Mark Twain et Daniel Peck (introduction et notes), The Adventures of Tom Sawyer, New York, Barnes and Noble Classics, 2003, xxxiii-249 (ISBN 978-1-5930-8068-6).
- (en) Mark Twain (postface Alfred Kazin), The Adventures of Tom Sawyer : A Novel, New York, Bantam Books, 30 décembre 2003 (1re éd. 1981), 159 p. (ISBN 978-0-5532-1128-3, ASIN B000FBJF8W).
- (en) Mark Twain et SparkNotes Editors (notes), « SparkNote on The Adventures of Tom Sawyer », texte et guide pour étudiants, sur sparknotes.com, New York, Barnes & Noble, 2003 (consulté le 8 mars 2018).
- (en) Mark Twain et Peter Stoneley (introd., notes et éd. scient.), The Adventures of Tom Sawyer, Oxford, Oxford University Press, coll. « Oxford world's classics (Oxford University Press) », 2008, xxxvii, 207, 20 cm (ISBN 978-0-1995-3656-6, lire en ligne).
- (en) Mark Twain, Shmoop Editorial Team, « The Adventures of Tom Sawyer », texte et guide pour étudiants, sur shmoop.com, Los Altos, Shmoop University, Inc., 11 novembre 2008 (consulté le 8 mars 2018).
- (en) Mark Twain, The Adventures of Tom Sawyer, Londres, Harper Press, coll. « Collins Classics », 2011, viii, 272, 18 cm (ISBN 978-0-0074-2011-7).
- (en) Mark Twain (notes) et James L. Roberts, « The Adventures of Tom Sawyer », texte et guide pour étudiants, sur cliffsnotes.com, Boston, Houghton Mifflin Harcourt, s.d. (consulté le 8 mars 2018).

#### Suites du roman
- (en) Samuel Langhorne Clemens (nom de plume : Mark Twain) (ill. E. W. Kemble), The Adventures of Huckleberry Finn [« Les Aventures de Huckleberry Finn »], Londres, Chatto & Windus, 4 décembre 1884, 1re éd., xvi-438, in-8.
- (en) Samuel Langhorne Clemens (nom de plume : Mark Twain) (ill. Daniel Beard), Tom Sawyer Abroad [« Tom Sawyer en voyage »], Londres, Chatto & Windus, 1894, 1re éd., viii-208, in-8 (OCLC 559859263)[TR 36].
- (en) Mark Twain (ill. A. B. Frost), « Tom Sawyer Detective » [« Tom Sawyer détective »], Harper's new monthly magazine, New York, Harper & Bros., vol. 93, nos 555-556,‎ août-septembre 1896, p. 344-361, 519-539 (OCLC 26534012)[TR 37].
- (en) Mark Twain et Walter Blair (introd. et éd. scientifique), Mark Twain's Hannibal, Huck & Tom [« Hannibal de Mark Twain, Huck et Tom »], Berkeley, University of California Press, 1969, 1re éd., xi-500, 24 cm (ISBN 978-0-5200-1501-2).Cet ensemble d'écrits jusqu'alors inédits contient notamment Tom Sawyer's Conspiracy (« La Conspiration de Tom Sawyer »). Commencé en 1897, Twain travaille plusieurs années à ce roman mais il demeure dans ses papiers bien qu'il puisse être considéré comme achevé[TR 38].
- (en) Mark Twain, John C. Gerber (éd. scientifique), Paul Baender (éd. scientifique) et Terry Firkins (éd. scientifique), The Works of Mark Twain : The Adventures of Tom Sawyer; Tom Sawyer Abroad; Tom Sawyer, Detective [« Les œuvres de Mark Twain : Les Aventures de Tom Sawyer ; Tom Sawyer en voyage ; Tom Sawyer, détective »], vol. 4, Berkeley, Calif., University of California Press, 1980, xvii-717, 24 cm (ISBN 978-0-520-03353-5).Première édition d'après les corrections apportées au manuscrit et l'édition américaine.
- (en) Mark Twain, Dahlia Armon (introd. et notes), Walter Blair (notes), Dahlia Armon (présentation textes) et al., Huck Finn and Tom Sawyer among the Indians and other unfinished stories [« Huck Finn et Tom Sawyer chez les Indiens et autres histoires inachevées »], Berkeley, Calif., University of California Press, coll. « The Mark Twain library », 1989, 1re éd., xiv-375, 22 cm (ISBN 978-0-5200-5110-2, BNF 38987595).

#### Traductions françaises deTom Sawyeret de certaines suites
La traduction de Twain est un sujet d'étude à part entière, et avec Les Aventures de Huckleberry Finn, Les Aventures de Tom Sawyer posent au moins deux problèmes aux traducteurs : d'une part, c'est un livre d'habitude rangé dans la catégorie littérature de jeunesse ; d'autre part, Twain fait entrer dans la littérature le parler des populations du sud des États-Unis.
Il en résulte que les premières traductions, tenues de respecter un certain niveau littéraire et certaines idées sur la littérature destinée aux enfants, réécrivent, adaptent, suppriment ou ajoutent. Se remarque ainsi la quasi-suppression du chapitre XXII dans lequel l'instituteur, ivre en public, se fait humilier par des élèves. À dire vrai, jusque dans les années 1960, il n'existe pas de réelle traduction en français de Tom Sawyer.

##### Les Aventures de Tom Sawyer
- Mark Twain (trad. de l'anglais par William-L. Hughes, ill. Achille Sirouy), Les Aventures de Tom Sawyer [« The Adventures of Tom Sawyer »], Paris, A. Hennuyer, 1884, VII-238 p., gr. in-8 (BNF 30624902, lire en ligne).La première mise en français du texte, « traduit avec l'autorisation de l'auteur », est en fait une réécriture du livre. Le traducteur, employé du ministère de l'Intérieur, « scolarise » le texte[108].
- Mark Twain (trad. de l'anglais par Guy Breton, ill. Fromentier), Les Aventures de Tom Sawyer [« The Adventures of Tom Sawyer »], Paris, Éditions La Farandole, 1955, 203 p., in-16 (BNF 31507579).C'est le 3e ouvrage (chronologiquement) publié par cette maison d'édition l'année-même de sa création. Avec la préface de l'auteur qui écrit « avoir pour objet de divertir garçons et filles, mais espère ne pas être repoussé par les grandes personnes (…) ». Il a été réédité plusieurs fois jusqu'en 1992.
- Mark Twain (trad. de l'anglais par François de Gaïl), Les Aventures de Tom Sawyer [« The Adventures of Tom Sawyer »], Paris, Mercure de France, coll. « Le médaillon », 1969, 1re éd., II-265 p., 20 cm (BNF 33197876).Le traducteur a eu un réel souci d'intégralité, mais la traduction reste par endroits une adaptation[109].
- Mark Twain (trad. de l'anglais par Bernard Hœpffner), Les Aventures de Tom Sawyer : 1876 [« The adventures of Tom Sawyer »], Auch, Tristram, 2008, 304 p., 22 cm (ISBN 978-2-9076-8167-4).Bernard Hœpffner utilise une langue au plus près de celle de Twain, d'où l'usage de l'argot et l'emploi de néologismes[59].
- (en + fr) Mark Twain (trad. de l'anglais par Bernard Dhuicq et Danièle Frison (choix et notes)), Le long du Mississippi : Tom Sawyer, Huckleberry Finn, Life on the Mississippi [« Along the Mississippi »] (extraits), Paris, Éditions Pocket, coll. « Langues pour tous : bilingue », 2010, 218 p., 18 cm (ISBN 978-2-2661-3866-6).
- (fr + en) Mark Twain (trad. de l'anglais par Pierre-François Caillé et Y. Dubois-Mauvais), Les Aventures de Tom Sawyer [« The Adventures of Tom Sawyers »], Les Éditions de Londres, 2016 (1re éd. 1917), 630 p. (ISBN 978-1-9106-2858-4, lire en ligne).

##### Suite au roman traduite
- Mark Twain (trad. de l'anglais par Anne-Sylvie Homassel, ill. Christel Espié), Tom Sawyer détective [« Tom Sawyer Detective »], Paris, Éditions Sarbacane, 2010, 92 p., 38 cm (ISBN 978-2-8486-5379-2).

#### Autres ouvrages de Mark Twain en rapport avecTom Sawyer
- « L'histoire du méchant petit garçon »[110].
- « L'histoire du bon petit garçon »[111].
- Mark Twain (trad. Albert Savine, préf. Rudyard Kipling), Tom Sawyer à travers le monde, Paris, Éditions Albin Michel, coll. « Collection des maîtres de la littérature étrangère », 1924, 257 p., in-18 (BNF 31507658).
- (en) Mark Twain et Hamlin H. Hill (notes et éd. scientifique), Mark Twain : The Gilded Age and Later Novels [« Mark Twain : L'Âge doré et autres romans »], New York, Library of America, coll. « Library of America » (no 130), 2002, 1053 p. (ISBN 1-9310-8210-3 et 978-1-93108210-5).
- (en) Mark Twain, Harriet Elinor Smith (éd. scient.), Benjamin Griffin (éd. scient.), Victor Fisher (éd. scient.), Michael B. Frank (éd. scient.), Sharen K Goerz (éd. scient.) et Leslie Myrick (éd. scient.), Autobiography of Mark Twain [« Autobiographie de Mark Twain »], vol. 1, Berkeley, Calif. ; London, University of California Press, coll. « reader's edition », 2012 (1re éd. 2010), 414 p., 23 cm (ISBN 978-0-5202-7225-5, lire en ligne).
- (en) Mark Twain (ill. Vladimir Radunsky), Advice to little girls [« Conseils aux petites filles »], New York, Enchanted Lion Books, 2013, 1re éd., 24 p., 25 cm (ISBN 978-1-5927-0129-2).

#### Ouvrages généraux
- (en) Mark Twain's Letters — Complete (1853-1910) by Mark Twain, disponible sur le site du projet Gutenberg.
- (en) Brander Matthews, The Tocsin of Revolt and Other Essays [« Le tocsin de la révolte et autres essais »], New York, Scribner, 1922, 295 p., 20 cm (OCLC 756367272, lire en ligne).
- (en) The Ordeal of Mark Twain by Van Wyck Brooks, disponible sur le site du projet Gutenberg.
- (en) Ernest Hemingway (ill. Edward Shenton), Green Hills of Africa [« Les vertes collines d'Afrique »], New York, Charles Scribner's sons, coll. « The Scribner library » (no SL 50), 1935, 294 p., 22 cm (ISBN 978-0-6847-1799-9, lire en ligne).
- (en) Hamlin Lewis Hill, Mark Twain and Elisha Bliss [« Mark Twain et Elisha Bliss »], Columbia, Miss, University of Missouri Press, 1964, XI-214 p., 23 cm (OCLC 490974402, ASIN B0006BM3A8, lire en ligne).
- (en) Philip Young, Ernest Hemingway : a reconsideration [« Ernest Hemingway : reconsidération »], University Park, Pennsylvania State University Press, 1966, IX-297 p., 23 cm (ISBN 978-0-2710-2092-1, lire en ligne).
- (en) Charles A. Norton, Writing Tom Sawyer : The Adventures of a Classic [« L'écriture de Tom Sawyer, les aventures d'un classique »], Jefferson, NC, McFarland, 1983 (1re éd. 1982), viii, 160, 24 cm (ISBN 978-0-8995-0067-6).
- (en) Forrest G. Robinson, In bad faith : the dynamics of deception in Mark Twain's America [« De mauvaise foi : dynamique de la tromperie dans l'Amérique de Mark Twain »], Cambridge, Mass. ; London, Cambridge University Press, 1986, viii-255, 25 cm (ISBN 978-0-6744-4528-4, lire en ligne).
- Bernard DeVoto (trad. de l'anglais par Marie-Jean Béraud-Villars), L'Amérique de Mark Twain [« Mark Twain's America »], Lausanne, L'Âge d'Homme, coll. « Contemporains », 1990, 379 p., 21 cm (ISBN 978-2-8251-2326-3, lire en ligne).
- (en) John D. Evans, A Tom Sawyer Companion : An Autobiographical Guided Tour with Mark Twain [« Guide de Tom Sawyer : Tour guidé en compagnie de l'autobiographie de Mark Twain »], Lanham, u.a., University Press of America, 1993, xiii-113, 24 cm (ISBN 0-8191-9060-8, lire en ligne).
- (en) J. R. LeMaster, James Darrell Wilson et Christie Graves Hamric, The Mark Twain Encyclopedia [« Encyclopédie Mark Twain »], Taylor & Francis, 1993, 848 p. (ISBN 978-0-8240-7212-4, lire en ligne), p. 731.
- (en) George M. Fredrickson, The Comparative Imagination : On the History of Racism, Nationalism and Social Movements [« Imaginaires comparés : à propos du racisme, du nationalisme et des mouvements sociaux »], Berkeley, Calif. ; Los Angeles, Calif. ; London, University of California Press, 1997, 241 p., 24 cm (ISBN 0-520-20996-6, BNF 37547050, lire en ligne), p. 74.
- (en) Louis J. Budd, Mark Twain : The Contemporary Reviews [« Mark Twain : Comptes rendus contemporains »], Cambridge, Cambridge University Press, coll. « American Critical Archives » (no 11), 1999, 1re éd., XI-656 p., 24 cm (ISBN 978-0-5213-9024-8, lire en ligne).
- (en) Leland Krauth, Mark Twain & company : Six Literary Relations [« Mark Twain et consorts : six relations littéraires »], Athens, Géorgie, University of Georgia Press, 2003, xv-307, 24 cm (ISBN 978-0-8203-2540-8, lire en ligne).
- (en) John Sutherland, « Mark Twain: ‘the true father of all American literature’ ? » [« Mark Twain : le vrai père de toute la littérature américaine »] (mettre titre dans moteur de recherche), Financial Times, Londres, Pearson,‎ 16 avril 2010 (lire en ligne, consulté le 8 mai 2018).
- (en) Twain et R. Kent Rasmussen (éd. scient. et notes), Autobiographical Writings [« Écrits autobiographiques »], s.l., Penguin Group US, coll. « Penguin Classics », 2012, xiv-493, 20 cm (ISBN 978-1-1015-8943-4, lire en ligne).
- Lucien de Samosate, Alain Billault (introd., révision et annotations), Émeline Marquis (révision et annotations) et Dominique Goust (trad. du grec ancien par Émile Chambry), Œuvres complètes, Paris, Éditions Robert Laffont, coll. « Bouquins », 2015, 1243 p., 20 cm (ISBN 978-2-2211-0902-1), « À celui qui m'a dit : Tu es un Prométhée dans tes discours ».

#### Ouvrages spécifiques
- (en) Mark Twain et Bernard DeVoto, Limited. Editions Club (ill. Thomas Hart Benton), The Adventures of Tom Sawyer [« Les Aventures de Tom Sawyer »] (prologue : Boys Manuscript), Cambridge, Mass., Limited Editions Club, 1939, xxx-340, 25 cm (OCLC 28583004), « Introduction », i-xxx.
- (en) Samuel L. Clemens, William D. Howells, Henry Nash Smith (éd. scientifique) et William M. Gibson (éd. scientifique), Twain-Howells Letters : The Correspondence of Samuel L. Clemens and William D. Howells 1872-1910 [« Lettres Twain-Howells : correspondance entre Samuel L. Clemens et William D. Howells 1872-1910 »], vol. II, Cambridge, Mass., Harvard University Press, 1960, 1re éd., 493 p. (ISBN 978-0-6743-6887-3).
- (en) Henning Cohen, « Mark Twain's Sut Lovingood » [« Mark Twain chez Sut Lovingood »], The Lovingood Papers, Athens, Tenn., Sut Society,‎ 1962, p. 19-24 (OCLC 1756246).
- (en) Mark Twain, Frederick Anderson (éd. scient.), William M. Gibson (éd. scient.) et Henry Nash Smith (éd. scient.), Selected Mark Twain-Howells letters, 1872-1910 [« Correspondance Twain-Howells, sélection, 1872-1910 »], New York, Atheneum, 1968, 2e éd. (1re éd. 1967), xiv-453, 21 cm (OCLC 2328918), « Letter to Howells, 5 July 1875 ».
- (en) Judith Fetterley, « The Sanctioned Rebel » [« Le rebelle intégré »], Studies in the Novel, Baltimore, Maryland, The Johns Hopkins University Press, vol. 3, no 3,‎ automne 1971, p. 293–304 (JSTOR 29531469).
- (en) Cynthia Griffin Wolff, « The Adventures of Tom Sawyer: A Nightmare Vision of American Boyhood » [« Les Aventures de Tom Sawyer, vision cauchemardesque de l'enfance d'un garçon américain »], The Massachusetts Review, Amherst, MA, The Massachusetts Review, Inc, vol. 21, no 4,‎ hiver 1986, p. 637-652 (JSTOR 25089085).
- (en) Gary Scharnhorst (dir. édition), Critical Essays on the Adventures of Tom Sawyer [« Les Aventures de Tom Sawyer, Essais critiques »], New York, G. K. Hall, coll. « Critical essays on American literature », 1993, xiii-246, 24 cm (ISBN 978-0-8161-7320-4, OCLC 622441775).
- (en) Mark Twain et Lee Clark Mitchell (introd. et notes), The Adventures of Tom Sawyer [« Les Aventures de Tom Sawyer »], Oxford, Oxford University Press, coll. « Oxford world's classics (Oxford University Press) », 1993, xli-251 (ISBN 0-5853-5505-3 et 978-0-5853-5505-4), « Introduction », i-xli.
- (en) Marty A. Condon, « Tom Sawyer Meets Insects : How Biodiversity Opens Science to the Public » [« La rencontre de Tom Sawyer avec les insectes, comment la biodiversité ouvre la science au public »], Biodiversity Letters, Hoboken, NJ, Wiley, vol. 2, no 6,‎ novembre 1994, p. 159-162 (DOI 10.2307/2999656, JSTOR 2999656).
- (en) R. K. Rasmussen, Mark Twain, A to Z : The Essential Reference to His Life and Writings [« Mark Twain de A à Z : Références essentielles à sa vie et à ses œuvres »], New York, Facts on File, Inc., 1995, 552 p. (ISBN 0-8160-2845-1).
- Ronald Jenn, « Les Aventures de Tom Sawyer : traductions et adaptations », dans Centre de recherches en traduction et stylistique comparée de l'anglais et du français, Christine Raguet (dir.), De la lettre à l'esprit : traduction ou adaptation ?, vol. 1, Paris, Presses de la Sorbonne Nouvelle, coll. « Palimpsestes » (no 16), 2004, 2 vol., 24 cm (ISBN 2-8785-4310-6 et 978-2-8785-4310-0, DOI 10.4000/palimpsestes.1598, lire en ligne), p. 137-150.
- (en) Stephen Railton, Mark Twain : a Short Introduction [« Mark Twain : brève introduction »], Malden, MA, Blackwell Publishing, coll. « Blackwell introductions to literature » (no 5), 2004 (réimpr. 2008) (1re éd. 2003), 132 p., 23 cm (ISBN 0-6312-3474-8), chap. 3 (« Going Home: Tom Sawyer »), p. 32-49.
- (en) Linda A. Morris, « The Adventures of Tom Sawyer and The Prince and the pauper as juvenile literature » [« Les Aventures de Tom Sawyer et Le Prince et le pauvre, littérature pour enfants »], dans Peter Messent (éd. scient.) et Louis J Budd (éd. scient.), A companion to Mark Twain [« Mark Twain, manuel »], Malden, Blackwell, coll. « Blackwell companions to literature and culture » (no 37), 2005, xviii-568, 26 cm (ISBN 978-1-4051-2379-2), partie V, p. 371-386.
- (en) Barbara Groß-Langenhoff, Social Criticism in The Adventures of Tom Sawyer and Huckleberry Finn [« Critique sociale dans Les Aventures de Tom Swayer et de Huckleberry Finn »] (article de séminaire à l’université de Cologne), Munich, Grin Verlag, 2003, 19 p. (ISBN 978-3-6384-5682-1, lire en ligne).
- (en) Peter B. Messent, The Cambridge Introduction to Mark Twain [« Introduction de Cambridge à Mark Twain »], Cambridge, Cambridge University Press, coll. « Cambridge introductions to literature » (no 4), 2007, xii-138, 23 cm (ISBN 978-0-5216-7075-3).
- (en) R. Kent Rasmussen (John H. Davis (analyse critique) et Alex Feerst (analyse critique), Critical companion to Mark Twain : a Literary Reference to his Life and Work [« Compagnon critique de Mark Twain : référence littéraire à sa vie et son œuvrel »], vol. 1, New York, Facts On File, coll. « Facts on File library of American literature », 2007, xvii-1140, 2 vol., 24 cm (ISBN 978-1-4381-0852-0, lire en ligne).
- (en) Pat McAllister (dir.), The Bedside, Bathtub & Armchair Companion to Mark Twain [« Mark Twain, manuel pour la table de chevet, la baignoire et le fauteuil »], New York, Continuum, 2008, xvi-216, 23 cm (ISBN 978-0-8264-1813-5).
- Mark Twain, Claude Grimal (introd., note et chronologie) et Anne Boutet (mise à jour biblio.) (trad. de l'anglais par François de Gaïl), Les Aventures de Tom Sawyer [« The Adventures of Tom Sawyer »], Paris, Flammarion, coll. « GF » (no 812), 2014, 2e éd. (1re éd. 1996), 290 p., 18 cm (ISBN 978-2-0813-4245-3), « Introduction ».
- (en) N. Sathya et S. Sheela, « Picaresque Elements in Mark Twain’s Adventures of Tom Sawyer and Adventures of Huckleberry Finn » [« Éléments picaresques dans… »], International Journal of Research in Engineering Technology, vol. 2, no 5,‎ juillet-août 2017, p. 81-83 (ISSN 2455-1341, lire en ligne [PDF], consulté le 15 janvier 2018).

### Citations originales de l'auteur
1. ↑  « I will now claim - until dispossessed - that I was the first person in the world to apply the type-machine to literature. That book must have been The Adventures of Tom Sawyer. I wrote the first half of it in '72, the rest of it in '74. My machinist type-copied a book for me in '74, so I concluded it was that one. »
2. ↑  « Most of the adventures recorded in this book reply occurred; one or two experiences of my own, the rest those of boys who were schoolmates of my own. Huck Finn is drawn from life; Tom Sawyer also, but not from an individual: he is a combination of the characteristics of three boys whom I knew, and therefore, belongs to the composite order of architecture[9] ».
3. ↑  « Thus perished the good little boy who did the best he could, but didn't come out according to the books. Every boy who ever did as he did prospered except him. His case is truly remarkable. It will probably never be accounted for[14] ».
4. ↑  « And he grew up and married, and raised a large family, and brained them all with an ax one night, and got wealthy by all manner of cheating and rascality; and now he is the infernalest wickedest scoundrel in his native village, and is universally respected, and belongs to the legislature[15] ».
5. ↑  « Why, you might look, and look, all through the Sunday-school books from now till next Christmas, and you would never come across anything like this[15] ».
6. ↑  « In another minute, he was flying down the street with his pail and a tingling rear, Tom was whitewashing with vigor, and Aunt Polly was retiring from the field with a slipper in her hand and triumph in her eye[DF 2] ».
7. ↑  « Tom said to himself that is was not such a hollow world after all. He has discovered a great law of humain action, without knowing it, namely, that in order to make a man or a boy covet a thing, it is only necessary to make the thing difficult to attain. If he had been a great and wise philosopher, like the writer of this book, he would now have comprehended that work consists of whatever a body is obliged to do and that play consists of whatever a body is not obliged to do[DF 4] ».
8. ↑  « Let us draw the curtain of charity over the rest of the scene[TH 2] ».
9. ↑  « yawned, sighed, forgot the beetle entirely, and sat down on it. Then there was a wild yelp of agony and the poodle went sailing up the aisle[TH 3] ».
10. ↑  « "And always coming to school or when we're going home, you're to walk with me, when there ain't anybody looking— and you choose me and I choose you at parties, because that's the way you do when you're engaged."

"It's so nice. I never heard of it before."

"Oh, it's ever so gay! Why, me and Amy Lawrence"—

The big eyes told Tom his blunder and he stopped, confused.

"Oh, Tom! Then I ain't the first you've ever been engaged to!"

The child began to cry[TH 6] ».
11. ↑  « it must be very peaceful, he thought, to lie and slumber and dream forever and ever, with the wind whispering through the trees and caressing the grass and the flowers over the grave, and nothing to bother and grieve about, ever any more. If he only had a clean Sunday–school record he could be willing to go, and be done with it all […] Ah, if he could only die TEMPORARILY[TH 7]! »
12. ↑  « The boys dressed themselves, hid their accoutrements, and went off grieving that there were no outlaws any more, and wondering what modern civilization could claim to have done to compensate for their loss. They said they would rather be outlaws a year in Sherwood Forest than President of the United States forever [TH 8] ».
13. ↑  « Tom, look here, Tom, being rich ain't what it's cracked up to be. It's just worry and worry, sweat and sweat, and a-wishing you was dead all the time[TH 15] ».
14. ↑  « She has come handy to me several times in my books, where she figures as Tom Sawyer's Aunt Polly[37] ».
15. ↑  « He is Sid in Tom Sawyer. But Sid was not Henry. Henry was a very much finer and better boy than ever Sid was[38]. »
16. ↑  « It is not a book for boys. It is a book written only for adults[TP 6]. »
17. ↑  « Tom Sawyer is not a book for children, I write for grown-ups who used to be children[TG 14] ».
18. ↑  « This is not a book for little boys. It must be read by adults only. »
19. ↑  « filled my life with bitterness[TE 10] ».
20. ↑  « the inside of him, the soul of him, his character[TE 12] ».
21. ↑  « He was ignorant, unwashed, insufficiently fed; but he has as good a heart as ever any boy had. His liberties were totally unrestricted[TE 13]. »
22. ↑  « Barley-corn, barley-corn, inju-meal shorts, / Spunk Water, spunk water, swaller these warts[TH 24] ».
23. ↑  « A prevalent feature in these compositions was […] the intolerable sermon that wagged its crippled tail at the end of each and every one of them. No matter what the subject might be, a brain-racking effort was made to squirm it into some aspect or other that the moral and religious mind could contemplate with edification. The glaring insincerity of these sermons was not sufficient to compass the banishment of the fashion from the schools […] There is no school in all our land where the young ladies do not feel obliged to close their compositions with a sermon; and you will find that the sermon of the most frivolous and the least religious girl in the school is always the longest and the most relentlessly pious[TH 25] ».
24. ↑  « […] tried to speak but couldn't, and drifted out raining tears all over the place[TH 26] ».
25. ↑  « delicious sense of repose and peace in the deep pervading calm and silence of the woods[TH 27] ».
26. ↑  « I have finished the story and didn’t take the chap beyond boyhood. I believe it would be fatal to do it in any shape but autobiographically—like Gil Blas. […] If I went on, now, and took him into manhood, he would just like like all the one-horse men in literature and the reader would conceive a hearty contempt for him. It is not a boy’s book, at all. It will only be read by adults. It is only written for adults. »
27. ↑  « respectable[TG 25] ».
28. ↑  « What is man? »[78]
29. ↑  « Every time I let him off my conscience does hurt me so; and each time I hit him my old heart most breaks[TH 32] ».
30. ↑  « But that sort of conduct is to the world's credit; therefore it is not well to find fault with it[TH 33] ».

### Citations originales des commentateurs
1. ↑  « he was transported back to the barefoot days in sunny grubby Hannibal[MA 1] ».
2. ↑  « for those who know the novel, the outline comme as something of a shock; almost nothing here is recognizable[MA 1] ».
3. ↑  « the juvenile pariah of the village[TR 6] ».
4. ↑  « gentle, naïve, melancholy[TE 5] ».
5. ↑  « they don't care, they are planning to live out their days […] free and happy[MA 2] ».
6. ↑  « I think you should treat it explicitly as a boy's story[41] ».
7. ↑  « final vertical spatial move of the novel[TM 7] ».
8. ↑  « labyrinth beneath labyrinth[TH 29] ».
9. ↑  « overflowing with childish perversity »
10. ↑  « a sanctioned rebel[69] ».
11. ↑  « the final identification[73] ».
12. ↑  « which both parties were conscious of, and which rendered complete fusion impossible[81]. »
13. ↑  « nigger-trade[TE 14] ».
14. ↑  « hell on earth[TE 14] ».
15. ↑  « There is no reason to believe that the book that was published was something other than what Mark Twain intended to be [TR 3] ».